# Matto di Légal
|   | a | b | c | d | e | f | g | h |   |
| 8 | a8 torre del nero · d8 donna del nero · f8 alfiere del nero · g8 cavallo del nero · h8 torre del nero · a7 pedone del nero · b7 pedone del nero · c7 pedone del nero · e7 re del nero · f7 alfiere del bianco · g7 pedone del nero · h7 pedone del nero · c6 cavallo del nero · d6 pedone del nero · d5 cavallo del bianco · e5 cavallo del bianco · e4 pedone del bianco · a2 pedone del bianco · b2 pedone del bianco · c2 pedone del bianco · d2 pedone del bianco · f2 pedone del bianco · g2 pedone del bianco · h2 pedone del bianco · a1 torre del bianco · c1 alfiere del bianco · d1 alfiere del nero · e1 re del bianco · h1 torre del bianco | a8 torre del nero · d8 donna del nero · f8 alfiere del nero · g8 cavallo del nero · h8 torre del nero · a7 pedone del nero · b7 pedone del nero · c7 pedone del nero · e7 re del nero · f7 alfiere del bianco · g7 pedone del nero · h7 pedone del nero · c6 cavallo del nero · d6 pedone del nero · d5 cavallo del bianco · e5 cavallo del bianco · e4 pedone del bianco · a2 pedone del bianco · b2 pedone del bianco · c2 pedone del bianco · d2 pedone del bianco · f2 pedone del bianco · g2 pedone del bianco · h2 pedone del bianco · a1 torre del bianco · c1 alfiere del bianco · d1 alfiere del nero · e1 re del bianco · h1 torre del bianco | a8 torre del nero · d8 donna del nero · f8 alfiere del nero · g8 cavallo del nero · h8 torre del nero · a7 pedone del nero · b7 pedone del nero · c7 pedone del nero · e7 re del nero · f7 alfiere del bianco · g7 pedone del nero · h7 pedone del nero · c6 cavallo del nero · d6 pedone del nero · d5 cavallo del bianco · e5 cavallo del bianco · e4 pedone del bianco · a2 pedone del bianco · b2 pedone del bianco · c2 pedone del bianco · d2 pedone del bianco · f2 pedone del bianco · g2 pedone del bianco · h2 pedone del bianco · a1 torre del bianco · c1 alfiere del bianco · d1 alfiere del nero · e1 re del bianco · h1 torre del bianco | a8 torre del nero · d8 donna del nero · f8 alfiere del nero · g8 cavallo del nero · h8 torre del nero · a7 pedone del nero · b7 pedone del nero · c7 pedone del nero · e7 re del nero · f7 alfiere del bianco · g7 pedone del nero · h7 pedone del nero · c6 cavallo del nero · d6 pedone del nero · d5 cavallo del bianco · e5 cavallo del bianco · e4 pedone del bianco · a2 pedone del bianco · b2 pedone del bianco · c2 pedone del bianco · d2 pedone del bianco · f2 pedone del bianco · g2 pedone del bianco · h2 pedone del bianco · a1 torre del bianco · c1 alfiere del bianco · d1 alfiere del nero · e1 re del bianco · h1 torre del bianco | a8 torre del nero · d8 donna del nero · f8 alfiere del nero · g8 cavallo del nero · h8 torre del nero · a7 pedone del nero · b7 pedone del nero · c7 pedone del nero · e7 re del nero · f7 alfiere del bianco · g7 pedone del nero · h7 pedone del nero · c6 cavallo del nero · d6 pedone del nero · d5 cavallo del bianco · e5 cavallo del bianco · e4 pedone del bianco · a2 pedone del bianco · b2 pedone del bianco · c2 pedone del bianco · d2 pedone del bianco · f2 pedone del bianco · g2 pedone del bianco · h2 pedone del bianco · a1 torre del bianco · c1 alfiere del bianco · d1 alfiere del nero · e1 re del bianco · h1 torre del bianco | a8 torre del nero · d8 donna del nero · f8 alfiere del nero · g8 cavallo del nero · h8 torre del nero · a7 pedone del nero · b7 pedone del nero · c7 pedone del nero · e7 re del nero · f7 alfiere del bianco · g7 pedone del nero · h7 pedone del nero · c6 cavallo del nero · d6 pedone del nero · d5 cavallo del bianco · e5 cavallo del bianco · e4 pedone del bianco · a2 pedone del bianco · b2 pedone del bianco · c2 pedone del bianco · d2 pedone del bianco · f2 pedone del bianco · g2 pedone del bianco · h2 pedone del bianco · a1 torre del bianco · c1 alfiere del bianco · d1 alfiere del nero · e1 re del bianco · h1 torre del bianco | a8 torre del nero · d8 donna del nero · f8 alfiere del nero · g8 cavallo del nero · h8 torre del nero · a7 pedone del nero · b7 pedone del nero · c7 pedone del nero · e7 re del nero · f7 alfiere del bianco · g7 pedone del nero · h7 pedone del nero · c6 cavallo del nero · d6 pedone del nero · d5 cavallo del bianco · e5 cavallo del bianco · e4 pedone del bianco · a2 pedone del bianco · b2 pedone del bianco · c2 pedone del bianco · d2 pedone del bianco · f2 pedone del bianco · g2 pedone del bianco · h2 pedone del bianco · a1 torre del bianco · c1 alfiere del bianco · d1 alfiere del nero · e1 re del bianco · h1 torre del bianco | a8 torre del nero · d8 donna del nero · f8 alfiere del nero · g8 cavallo del nero · h8 torre del nero · a7 pedone del nero · b7 pedone del nero · c7 pedone del nero · e7 re del nero · f7 alfiere del bianco · g7 pedone del nero · h7 pedone del nero · c6 cavallo del nero · d6 pedone del nero · d5 cavallo del bianco · e5 cavallo del bianco · e4 pedone del bianco · a2 pedone del bianco · b2 pedone del bianco · c2 pedone del bianco · d2 pedone del bianco · f2 pedone del bianco · g2 pedone del bianco · h2 pedone del bianco · a1 torre del bianco · c1 alfiere del bianco · d1 alfiere del nero · e1 re del bianco · h1 torre del bianco | 8 |
| 7 | a8 torre del nero · d8 donna del nero · f8 alfiere del nero · g8 cavallo del nero · h8 torre del nero · a7 pedone del nero · b7 pedone del nero · c7 pedone del nero · e7 re del nero · f7 alfiere del bianco · g7 pedone del nero · h7 pedone del nero · c6 cavallo del nero · d6 pedone del nero · d5 cavallo del bianco · e5 cavallo del bianco · e4 pedone del bianco · a2 pedone del bianco · b2 pedone del bianco · c2 pedone del bianco · d2 pedone del bianco · f2 pedone del bianco · g2 pedone del bianco · h2 pedone del bianco · a1 torre del bianco · c1 alfiere del bianco · d1 alfiere del nero · e1 re del bianco · h1 torre del bianco | a8 torre del nero · d8 donna del nero · f8 alfiere del nero · g8 cavallo del nero · h8 torre del nero · a7 pedone del nero · b7 pedone del nero · c7 pedone del nero · e7 re del nero · f7 alfiere del bianco · g7 pedone del nero · h7 pedone del nero · c6 cavallo del nero · d6 pedone del nero · d5 cavallo del bianco · e5 cavallo del bianco · e4 pedone del bianco · a2 pedone del bianco · b2 pedone del bianco · c2 pedone del bianco · d2 pedone del bianco · f2 pedone del bianco · g2 pedone del bianco · h2 pedone del bianco · a1 torre del bianco · c1 alfiere del bianco · d1 alfiere del nero · e1 re del bianco · h1 torre del bianco | a8 torre del nero · d8 donna del nero · f8 alfiere del nero · g8 cavallo del nero · h8 torre del nero · a7 pedone del nero · b7 pedone del nero · c7 pedone del nero · e7 re del nero · f7 alfiere del bianco · g7 pedone del nero · h7 pedone del nero · c6 cavallo del nero · d6 pedone del nero · d5 cavallo del bianco · e5 cavallo del bianco · e4 pedone del bianco · a2 pedone del bianco · b2 pedone del bianco · c2 pedone del bianco · d2 pedone del bianco · f2 pedone del bianco · g2 pedone del bianco · h2 pedone del bianco · a1 torre del bianco · c1 alfiere del bianco · d1 alfiere del nero · e1 re del bianco · h1 torre del bianco | a8 torre del nero · d8 donna del nero · f8 alfiere del nero · g8 cavallo del nero · h8 torre del nero · a7 pedone del nero · b7 pedone del nero · c7 pedone del nero · e7 re del nero · f7 alfiere del bianco · g7 pedone del nero · h7 pedone del nero · c6 cavallo del nero · d6 pedone del nero · d5 cavallo del bianco · e5 cavallo del bianco · e4 pedone del bianco · a2 pedone del bianco · b2 pedone del bianco · c2 pedone del bianco · d2 pedone del bianco · f2 pedone del bianco · g2 pedone del bianco · h2 pedone del bianco · a1 torre del bianco · c1 alfiere del bianco · d1 alfiere del nero · e1 re del bianco · h1 torre del bianco | a8 torre del nero · d8 donna del nero · f8 alfiere del nero · g8 cavallo del nero · h8 torre del nero · a7 pedone del nero · b7 pedone del nero · c7 pedone del nero · e7 re del nero · f7 alfiere del bianco · g7 pedone del nero · h7 pedone del nero · c6 cavallo del nero · d6 pedone del nero · d5 cavallo del bianco · e5 cavallo del bianco · e4 pedone del bianco · a2 pedone del bianco · b2 pedone del bianco · c2 pedone del bianco · d2 pedone del bianco · f2 pedone del bianco · g2 pedone del bianco · h2 pedone del bianco · a1 torre del bianco · c1 alfiere del bianco · d1 alfiere del nero · e1 re del bianco · h1 torre del bianco | a8 torre del nero · d8 donna del nero · f8 alfiere del nero · g8 cavallo del nero · h8 torre del nero · a7 pedone del nero · b7 pedone del nero · c7 pedone del nero · e7 re del nero · f7 alfiere del bianco · g7 pedone del nero · h7 pedone del nero · c6 cavallo del nero · d6 pedone del nero · d5 cavallo del bianco · e5 cavallo del bianco · e4 pedone del bianco · a2 pedone del bianco · b2 pedone del bianco · c2 pedone del bianco · d2 pedone del bianco · f2 pedone del bianco · g2 pedone del bianco · h2 pedone del bianco · a1 torre del bianco · c1 alfiere del bianco · d1 alfiere del nero · e1 re del bianco · h1 torre del bianco | a8 torre del nero · d8 donna del nero · f8 alfiere del nero · g8 cavallo del nero · h8 torre del nero · a7 pedone del nero · b7 pedone del nero · c7 pedone del nero · e7 re del nero · f7 alfiere del bianco · g7 pedone del nero · h7 pedone del nero · c6 cavallo del nero · d6 pedone del nero · d5 cavallo del bianco · e5 cavallo del bianco · e4 pedone del bianco · a2 pedone del bianco · b2 pedone del bianco · c2 pedone del bianco · d2 pedone del bianco · f2 pedone del bianco · g2 pedone del bianco · h2 pedone del bianco · a1 torre del bianco · c1 alfiere del bianco · d1 alfiere del nero · e1 re del bianco · h1 torre del bianco | a8 torre del nero · d8 donna del nero · f8 alfiere del nero · g8 cavallo del nero · h8 torre del nero · a7 pedone del nero · b7 pedone del nero · c7 pedone del nero · e7 re del nero · f7 alfiere del bianco · g7 pedone del nero · h7 pedone del nero · c6 cavallo del nero · d6 pedone del nero · d5 cavallo del bianco · e5 cavallo del bianco · e4 pedone del bianco · a2 pedone del bianco · b2 pedone del bianco · c2 pedone del bianco · d2 pedone del bianco · f2 pedone del bianco · g2 pedone del bianco · h2 pedone del bianco · a1 torre del bianco · c1 alfiere del bianco · d1 alfiere del nero · e1 re del bianco · h1 torre del bianco | 7 |
| 6 | a8 torre del nero · d8 donna del nero · f8 alfiere del nero · g8 cavallo del nero · h8 torre del nero · a7 pedone del nero · b7 pedone del nero · c7 pedone del nero · e7 re del nero · f7 alfiere del bianco · g7 pedone del nero · h7 pedone del nero · c6 cavallo del nero · d6 pedone del nero · d5 cavallo del bianco · e5 cavallo del bianco · e4 pedone del bianco · a2 pedone del bianco · b2 pedone del bianco · c2 pedone del bianco · d2 pedone del bianco · f2 pedone del bianco · g2 pedone del bianco · h2 pedone del bianco · a1 torre del bianco · c1 alfiere del bianco · d1 alfiere del nero · e1 re del bianco · h1 torre del bianco | a8 torre del nero · d8 donna del nero · f8 alfiere del nero · g8 cavallo del nero · h8 torre del nero · a7 pedone del nero · b7 pedone del nero · c7 pedone del nero · e7 re del nero · f7 alfiere del bianco · g7 pedone del nero · h7 pedone del nero · c6 cavallo del nero · d6 pedone del nero · d5 cavallo del bianco · e5 cavallo del bianco · e4 pedone del bianco · a2 pedone del bianco · b2 pedone del bianco · c2 pedone del bianco · d2 pedone del bianco · f2 pedone del bianco · g2 pedone del bianco · h2 pedone del bianco · a1 torre del bianco · c1 alfiere del bianco · d1 alfiere del nero · e1 re del bianco · h1 torre del bianco | a8 torre del nero · d8 donna del nero · f8 alfiere del nero · g8 cavallo del nero · h8 torre del nero · a7 pedone del nero · b7 pedone del nero · c7 pedone del nero · e7 re del nero · f7 alfiere del bianco · g7 pedone del nero · h7 pedone del nero · c6 cavallo del nero · d6 pedone del nero · d5 cavallo del bianco · e5 cavallo del bianco · e4 pedone del bianco · a2 pedone del bianco · b2 pedone del bianco · c2 pedone del bianco · d2 pedone del bianco · f2 pedone del bianco · g2 pedone del bianco · h2 pedone del bianco · a1 torre del bianco · c1 alfiere del bianco · d1 alfiere del nero · e1 re del bianco · h1 torre del bianco | a8 torre del nero · d8 donna del nero · f8 alfiere del nero · g8 cavallo del nero · h8 torre del nero · a7 pedone del nero · b7 pedone del nero · c7 pedone del nero · e7 re del nero · f7 alfiere del bianco · g7 pedone del nero · h7 pedone del nero · c6 cavallo del nero · d6 pedone del nero · d5 cavallo del bianco · e5 cavallo del bianco · e4 pedone del bianco · a2 pedone del bianco · b2 pedone del bianco · c2 pedone del bianco · d2 pedone del bianco · f2 pedone del bianco · g2 pedone del bianco · h2 pedone del bianco · a1 torre del bianco · c1 alfiere del bianco · d1 alfiere del nero · e1 re del bianco · h1 torre del bianco | a8 torre del nero · d8 donna del nero · f8 alfiere del nero · g8 cavallo del nero · h8 torre del nero · a7 pedone del nero · b7 pedone del nero · c7 pedone del nero · e7 re del nero · f7 alfiere del bianco · g7 pedone del nero · h7 pedone del nero · c6 cavallo del nero · d6 pedone del nero · d5 cavallo del bianco · e5 cavallo del bianco · e4 pedone del bianco · a2 pedone del bianco · b2 pedone del bianco · c2 pedone del bianco · d2 pedone del bianco · f2 pedone del bianco · g2 pedone del bianco · h2 pedone del bianco · a1 torre del bianco · c1 alfiere del bianco · d1 alfiere del nero · e1 re del bianco · h1 torre del bianco | a8 torre del nero · d8 donna del nero · f8 alfiere del nero · g8 cavallo del nero · h8 torre del nero · a7 pedone del nero · b7 pedone del nero · c7 pedone del nero · e7 re del nero · f7 alfiere del bianco · g7 pedone del nero · h7 pedone del nero · c6 cavallo del nero · d6 pedone del nero · d5 cavallo del bianco · e5 cavallo del bianco · e4 pedone del bianco · a2 pedone del bianco · b2 pedone del bianco · c2 pedone del bianco · d2 pedone del bianco · f2 pedone del bianco · g2 pedone del bianco · h2 pedone del bianco · a1 torre del bianco · c1 alfiere del bianco · d1 alfiere del nero · e1 re del bianco · h1 torre del bianco | a8 torre del nero · d8 donna del nero · f8 alfiere del nero · g8 cavallo del nero · h8 torre del nero · a7 pedone del nero · b7 pedone del nero · c7 pedone del nero · e7 re del nero · f7 alfiere del bianco · g7 pedone del nero · h7 pedone del nero · c6 cavallo del nero · d6 pedone del nero · d5 cavallo del bianco · e5 cavallo del bianco · e4 pedone del bianco · a2 pedone del bianco · b2 pedone del bianco · c2 pedone del bianco · d2 pedone del bianco · f2 pedone del bianco · g2 pedone del bianco · h2 pedone del bianco · a1 torre del bianco · c1 alfiere del bianco · d1 alfiere del nero · e1 re del bianco · h1 torre del bianco | a8 torre del nero · d8 donna del nero · f8 alfiere del nero · g8 cavallo del nero · h8 torre del nero · a7 pedone del nero · b7 pedone del nero · c7 pedone del nero · e7 re del nero · f7 alfiere del bianco · g7 pedone del nero · h7 pedone del nero · c6 cavallo del nero · d6 pedone del nero · d5 cavallo del bianco · e5 cavallo del bianco · e4 pedone del bianco · a2 pedone del bianco · b2 pedone del bianco · c2 pedone del bianco · d2 pedone del bianco · f2 pedone del bianco · g2 pedone del bianco · h2 pedone del bianco · a1 torre del bianco · c1 alfiere del bianco · d1 alfiere del nero · e1 re del bianco · h1 torre del bianco | 6 |
| 5 | a8 torre del nero · d8 donna del nero · f8 alfiere del nero · g8 cavallo del nero · h8 torre del nero · a7 pedone del nero · b7 pedone del nero · c7 pedone del nero · e7 re del nero · f7 alfiere del bianco · g7 pedone del nero · h7 pedone del nero · c6 cavallo del nero · d6 pedone del nero · d5 cavallo del bianco · e5 cavallo del bianco · e4 pedone del bianco · a2 pedone del bianco · b2 pedone del bianco · c2 pedone del bianco · d2 pedone del bianco · f2 pedone del bianco · g2 pedone del bianco · h2 pedone del bianco · a1 torre del bianco · c1 alfiere del bianco · d1 alfiere del nero · e1 re del bianco · h1 torre del bianco | a8 torre del nero · d8 donna del nero · f8 alfiere del nero · g8 cavallo del nero · h8 torre del nero · a7 pedone del nero · b7 pedone del nero · c7 pedone del nero · e7 re del nero · f7 alfiere del bianco · g7 pedone del nero · h7 pedone del nero · c6 cavallo del nero · d6 pedone del nero · d5 cavallo del bianco · e5 cavallo del bianco · e4 pedone del bianco · a2 pedone del bianco · b2 pedone del bianco · c2 pedone del bianco · d2 pedone del bianco · f2 pedone del bianco · g2 pedone del bianco · h2 pedone del bianco · a1 torre del bianco · c1 alfiere del bianco · d1 alfiere del nero · e1 re del bianco · h1 torre del bianco | a8 torre del nero · d8 donna del nero · f8 alfiere del nero · g8 cavallo del nero · h8 torre del nero · a7 pedone del nero · b7 pedone del nero · c7 pedone del nero · e7 re del nero · f7 alfiere del bianco · g7 pedone del nero · h7 pedone del nero · c6 cavallo del nero · d6 pedone del nero · d5 cavallo del bianco · e5 cavallo del bianco · e4 pedone del bianco · a2 pedone del bianco · b2 pedone del bianco · c2 pedone del bianco · d2 pedone del bianco · f2 pedone del bianco · g2 pedone del bianco · h2 pedone del bianco · a1 torre del bianco · c1 alfiere del bianco · d1 alfiere del nero · e1 re del bianco · h1 torre del bianco | a8 torre del nero · d8 donna del nero · f8 alfiere del nero · g8 cavallo del nero · h8 torre del nero · a7 pedone del nero · b7 pedone del nero · c7 pedone del nero · e7 re del nero · f7 alfiere del bianco · g7 pedone del nero · h7 pedone del nero · c6 cavallo del nero · d6 pedone del nero · d5 cavallo del bianco · e5 cavallo del bianco · e4 pedone del bianco · a2 pedone del bianco · b2 pedone del bianco · c2 pedone del bianco · d2 pedone del bianco · f2 pedone del bianco · g2 pedone del bianco · h2 pedone del bianco · a1 torre del bianco · c1 alfiere del bianco · d1 alfiere del nero · e1 re del bianco · h1 torre del bianco | a8 torre del nero · d8 donna del nero · f8 alfiere del nero · g8 cavallo del nero · h8 torre del nero · a7 pedone del nero · b7 pedone del nero · c7 pedone del nero · e7 re del nero · f7 alfiere del bianco · g7 pedone del nero · h7 pedone del nero · c6 cavallo del nero · d6 pedone del nero · d5 cavallo del bianco · e5 cavallo del bianco · e4 pedone del bianco · a2 pedone del bianco · b2 pedone del bianco · c2 pedone del bianco · d2 pedone del bianco · f2 pedone del bianco · g2 pedone del bianco · h2 pedone del bianco · a1 torre del bianco · c1 alfiere del bianco · d1 alfiere del nero · e1 re del bianco · h1 torre del bianco | a8 torre del nero · d8 donna del nero · f8 alfiere del nero · g8 cavallo del nero · h8 torre del nero · a7 pedone del nero · b7 pedone del nero · c7 pedone del nero · e7 re del nero · f7 alfiere del bianco · g7 pedone del nero · h7 pedone del nero · c6 cavallo del nero · d6 pedone del nero · d5 cavallo del bianco · e5 cavallo del bianco · e4 pedone del bianco · a2 pedone del bianco · b2 pedone del bianco · c2 pedone del bianco · d2 pedone del bianco · f2 pedone del bianco · g2 pedone del bianco · h2 pedone del bianco · a1 torre del bianco · c1 alfiere del bianco · d1 alfiere del nero · e1 re del bianco · h1 torre del bianco | a8 torre del nero · d8 donna del nero · f8 alfiere del nero · g8 cavallo del nero · h8 torre del nero · a7 pedone del nero · b7 pedone del nero · c7 pedone del nero · e7 re del nero · f7 alfiere del bianco · g7 pedone del nero · h7 pedone del nero · c6 cavallo del nero · d6 pedone del nero · d5 cavallo del bianco · e5 cavallo del bianco · e4 pedone del bianco · a2 pedone del bianco · b2 pedone del bianco · c2 pedone del bianco · d2 pedone del bianco · f2 pedone del bianco · g2 pedone del bianco · h2 pedone del bianco · a1 torre del bianco · c1 alfiere del bianco · d1 alfiere del nero · e1 re del bianco · h1 torre del bianco | a8 torre del nero · d8 donna del nero · f8 alfiere del nero · g8 cavallo del nero · h8 torre del nero · a7 pedone del nero · b7 pedone del nero · c7 pedone del nero · e7 re del nero · f7 alfiere del bianco · g7 pedone del nero · h7 pedone del nero · c6 cavallo del nero · d6 pedone del nero · d5 cavallo del bianco · e5 cavallo del bianco · e4 pedone del bianco · a2 pedone del bianco · b2 pedone del bianco · c2 pedone del bianco · d2 pedone del bianco · f2 pedone del bianco · g2 pedone del bianco · h2 pedone del bianco · a1 torre del bianco · c1 alfiere del bianco · d1 alfiere del nero · e1 re del bianco · h1 torre del bianco | 5 |
| 4 | a8 torre del nero · d8 donna del nero · f8 alfiere del nero · g8 cavallo del nero · h8 torre del nero · a7 pedone del nero · b7 pedone del nero · c7 pedone del nero · e7 re del nero · f7 alfiere del bianco · g7 pedone del nero · h7 pedone del nero · c6 cavallo del nero · d6 pedone del nero · d5 cavallo del bianco · e5 cavallo del bianco · e4 pedone del bianco · a2 pedone del bianco · b2 pedone del bianco · c2 pedone del bianco · d2 pedone del bianco · f2 pedone del bianco · g2 pedone del bianco · h2 pedone del bianco · a1 torre del bianco · c1 alfiere del bianco · d1 alfiere del nero · e1 re del bianco · h1 torre del bianco | a8 torre del nero · d8 donna del nero · f8 alfiere del nero · g8 cavallo del nero · h8 torre del nero · a7 pedone del nero · b7 pedone del nero · c7 pedone del nero · e7 re del nero · f7 alfiere del bianco · g7 pedone del nero · h7 pedone del nero · c6 cavallo del nero · d6 pedone del nero · d5 cavallo del bianco · e5 cavallo del bianco · e4 pedone del bianco · a2 pedone del bianco · b2 pedone del bianco · c2 pedone del bianco · d2 pedone del bianco · f2 pedone del bianco · g2 pedone del bianco · h2 pedone del bianco · a1 torre del bianco · c1 alfiere del bianco · d1 alfiere del nero · e1 re del bianco · h1 torre del bianco | a8 torre del nero · d8 donna del nero · f8 alfiere del nero · g8 cavallo del nero · h8 torre del nero · a7 pedone del nero · b7 pedone del nero · c7 pedone del nero · e7 re del nero · f7 alfiere del bianco · g7 pedone del nero · h7 pedone del nero · c6 cavallo del nero · d6 pedone del nero · d5 cavallo del bianco · e5 cavallo del bianco · e4 pedone del bianco · a2 pedone del bianco · b2 pedone del bianco · c2 pedone del bianco · d2 pedone del bianco · f2 pedone del bianco · g2 pedone del bianco · h2 pedone del bianco · a1 torre del bianco · c1 alfiere del bianco · d1 alfiere del nero · e1 re del bianco · h1 torre del bianco | a8 torre del nero · d8 donna del nero · f8 alfiere del nero · g8 cavallo del nero · h8 torre del nero · a7 pedone del nero · b7 pedone del nero · c7 pedone del nero · e7 re del nero · f7 alfiere del bianco · g7 pedone del nero · h7 pedone del nero · c6 cavallo del nero · d6 pedone del nero · d5 cavallo del bianco · e5 cavallo del bianco · e4 pedone del bianco · a2 pedone del bianco · b2 pedone del bianco · c2 pedone del bianco · d2 pedone del bianco · f2 pedone del bianco · g2 pedone del bianco · h2 pedone del bianco · a1 torre del bianco · c1 alfiere del bianco · d1 alfiere del nero · e1 re del bianco · h1 torre del bianco | a8 torre del nero · d8 donna del nero · f8 alfiere del nero · g8 cavallo del nero · h8 torre del nero · a7 pedone del nero · b7 pedone del nero · c7 pedone del nero · e7 re del nero · f7 alfiere del bianco · g7 pedone del nero · h7 pedone del nero · c6 cavallo del nero · d6 pedone del nero · d5 cavallo del bianco · e5 cavallo del bianco · e4 pedone del bianco · a2 pedone del bianco · b2 pedone del bianco · c2 pedone del bianco · d2 pedone del bianco · f2 pedone del bianco · g2 pedone del bianco · h2 pedone del bianco · a1 torre del bianco · c1 alfiere del bianco · d1 alfiere del nero · e1 re del bianco · h1 torre del bianco | a8 torre del nero · d8 donna del nero · f8 alfiere del nero · g8 cavallo del nero · h8 torre del nero · a7 pedone del nero · b7 pedone del nero · c7 pedone del nero · e7 re del nero · f7 alfiere del bianco · g7 pedone del nero · h7 pedone del nero · c6 cavallo del nero · d6 pedone del nero · d5 cavallo del bianco · e5 cavallo del bianco · e4 pedone del bianco · a2 pedone del bianco · b2 pedone del bianco · c2 pedone del bianco · d2 pedone del bianco · f2 pedone del bianco · g2 pedone del bianco · h2 pedone del bianco · a1 torre del bianco · c1 alfiere del bianco · d1 alfiere del nero · e1 re del bianco · h1 torre del bianco | a8 torre del nero · d8 donna del nero · f8 alfiere del nero · g8 cavallo del nero · h8 torre del nero · a7 pedone del nero · b7 pedone del nero · c7 pedone del nero · e7 re del nero · f7 alfiere del bianco · g7 pedone del nero · h7 pedone del nero · c6 cavallo del nero · d6 pedone del nero · d5 cavallo del bianco · e5 cavallo del bianco · e4 pedone del bianco · a2 pedone del bianco · b2 pedone del bianco · c2 pedone del bianco · d2 pedone del bianco · f2 pedone del bianco · g2 pedone del bianco · h2 pedone del bianco · a1 torre del bianco · c1 alfiere del bianco · d1 alfiere del nero · e1 re del bianco · h1 torre del bianco | a8 torre del nero · d8 donna del nero · f8 alfiere del nero · g8 cavallo del nero · h8 torre del nero · a7 pedone del nero · b7 pedone del nero · c7 pedone del nero · e7 re del nero · f7 alfiere del bianco · g7 pedone del nero · h7 pedone del nero · c6 cavallo del nero · d6 pedone del nero · d5 cavallo del bianco · e5 cavallo del bianco · e4 pedone del bianco · a2 pedone del bianco · b2 pedone del bianco · c2 pedone del bianco · d2 pedone del bianco · f2 pedone del bianco · g2 pedone del bianco · h2 pedone del bianco · a1 torre del bianco · c1 alfiere del bianco · d1 alfiere del nero · e1 re del bianco · h1 torre del bianco | 4 |
| 3 | a8 torre del nero · d8 donna del nero · f8 alfiere del nero · g8 cavallo del nero · h8 torre del nero · a7 pedone del nero · b7 pedone del nero · c7 pedone del nero · e7 re del nero · f7 alfiere del bianco · g7 pedone del nero · h7 pedone del nero · c6 cavallo del nero · d6 pedone del nero · d5 cavallo del bianco · e5 cavallo del bianco · e4 pedone del bianco · a2 pedone del bianco · b2 pedone del bianco · c2 pedone del bianco · d2 pedone del bianco · f2 pedone del bianco · g2 pedone del bianco · h2 pedone del bianco · a1 torre del bianco · c1 alfiere del bianco · d1 alfiere del nero · e1 re del bianco · h1 torre del bianco | a8 torre del nero · d8 donna del nero · f8 alfiere del nero · g8 cavallo del nero · h8 torre del nero · a7 pedone del nero · b7 pedone del nero · c7 pedone del nero · e7 re del nero · f7 alfiere del bianco · g7 pedone del nero · h7 pedone del nero · c6 cavallo del nero · d6 pedone del nero · d5 cavallo del bianco · e5 cavallo del bianco · e4 pedone del bianco · a2 pedone del bianco · b2 pedone del bianco · c2 pedone del bianco · d2 pedone del bianco · f2 pedone del bianco · g2 pedone del bianco · h2 pedone del bianco · a1 torre del bianco · c1 alfiere del bianco · d1 alfiere del nero · e1 re del bianco · h1 torre del bianco | a8 torre del nero · d8 donna del nero · f8 alfiere del nero · g8 cavallo del nero · h8 torre del nero · a7 pedone del nero · b7 pedone del nero · c7 pedone del nero · e7 re del nero · f7 alfiere del bianco · g7 pedone del nero · h7 pedone del nero · c6 cavallo del nero · d6 pedone del nero · d5 cavallo del bianco · e5 cavallo del bianco · e4 pedone del bianco · a2 pedone del bianco · b2 pedone del bianco · c2 pedone del bianco · d2 pedone del bianco · f2 pedone del bianco · g2 pedone del bianco · h2 pedone del bianco · a1 torre del bianco · c1 alfiere del bianco · d1 alfiere del nero · e1 re del bianco · h1 torre del bianco | a8 torre del nero · d8 donna del nero · f8 alfiere del nero · g8 cavallo del nero · h8 torre del nero · a7 pedone del nero · b7 pedone del nero · c7 pedone del nero · e7 re del nero · f7 alfiere del bianco · g7 pedone del nero · h7 pedone del nero · c6 cavallo del nero · d6 pedone del nero · d5 cavallo del bianco · e5 cavallo del bianco · e4 pedone del bianco · a2 pedone del bianco · b2 pedone del bianco · c2 pedone del bianco · d2 pedone del bianco · f2 pedone del bianco · g2 pedone del bianco · h2 pedone del bianco · a1 torre del bianco · c1 alfiere del bianco · d1 alfiere del nero · e1 re del bianco · h1 torre del bianco | a8 torre del nero · d8 donna del nero · f8 alfiere del nero · g8 cavallo del nero · h8 torre del nero · a7 pedone del nero · b7 pedone del nero · c7 pedone del nero · e7 re del nero · f7 alfiere del bianco · g7 pedone del nero · h7 pedone del nero · c6 cavallo del nero · d6 pedone del nero · d5 cavallo del bianco · e5 cavallo del bianco · e4 pedone del bianco · a2 pedone del bianco · b2 pedone del bianco · c2 pedone del bianco · d2 pedone del bianco · f2 pedone del bianco · g2 pedone del bianco · h2 pedone del bianco · a1 torre del bianco · c1 alfiere del bianco · d1 alfiere del nero · e1 re del bianco · h1 torre del bianco | a8 torre del nero · d8 donna del nero · f8 alfiere del nero · g8 cavallo del nero · h8 torre del nero · a7 pedone del nero · b7 pedone del nero · c7 pedone del nero · e7 re del nero · f7 alfiere del bianco · g7 pedone del nero · h7 pedone del nero · c6 cavallo del nero · d6 pedone del nero · d5 cavallo del bianco · e5 cavallo del bianco · e4 pedone del bianco · a2 pedone del bianco · b2 pedone del bianco · c2 pedone del bianco · d2 pedone del bianco · f2 pedone del bianco · g2 pedone del bianco · h2 pedone del bianco · a1 torre del bianco · c1 alfiere del bianco · d1 alfiere del nero · e1 re del bianco · h1 torre del bianco | a8 torre del nero · d8 donna del nero · f8 alfiere del nero · g8 cavallo del nero · h8 torre del nero · a7 pedone del nero · b7 pedone del nero · c7 pedone del nero · e7 re del nero · f7 alfiere del bianco · g7 pedone del nero · h7 pedone del nero · c6 cavallo del nero · d6 pedone del nero · d5 cavallo del bianco · e5 cavallo del bianco · e4 pedone del bianco · a2 pedone del bianco · b2 pedone del bianco · c2 pedone del bianco · d2 pedone del bianco · f2 pedone del bianco · g2 pedone del bianco · h2 pedone del bianco · a1 torre del bianco · c1 alfiere del bianco · d1 alfiere del nero · e1 re del bianco · h1 torre del bianco | a8 torre del nero · d8 donna del nero · f8 alfiere del nero · g8 cavallo del nero · h8 torre del nero · a7 pedone del nero · b7 pedone del nero · c7 pedone del nero · e7 re del nero · f7 alfiere del bianco · g7 pedone del nero · h7 pedone del nero · c6 cavallo del nero · d6 pedone del nero · d5 cavallo del bianco · e5 cavallo del bianco · e4 pedone del bianco · a2 pedone del bianco · b2 pedone del bianco · c2 pedone del bianco · d2 pedone del bianco · f2 pedone del bianco · g2 pedone del bianco · h2 pedone del bianco · a1 torre del bianco · c1 alfiere del bianco · d1 alfiere del nero · e1 re del bianco · h1 torre del bianco | 3 |
| 2 | a8 torre del nero · d8 donna del nero · f8 alfiere del nero · g8 cavallo del nero · h8 torre del nero · a7 pedone del nero · b7 pedone del nero · c7 pedone del nero · e7 re del nero · f7 alfiere del bianco · g7 pedone del nero · h7 pedone del nero · c6 cavallo del nero · d6 pedone del nero · d5 cavallo del bianco · e5 cavallo del bianco · e4 pedone del bianco · a2 pedone del bianco · b2 pedone del bianco · c2 pedone del bianco · d2 pedone del bianco · f2 pedone del bianco · g2 pedone del bianco · h2 pedone del bianco · a1 torre del bianco · c1 alfiere del bianco · d1 alfiere del nero · e1 re del bianco · h1 torre del bianco | a8 torre del nero · d8 donna del nero · f8 alfiere del nero · g8 cavallo del nero · h8 torre del nero · a7 pedone del nero · b7 pedone del nero · c7 pedone del nero · e7 re del nero · f7 alfiere del bianco · g7 pedone del nero · h7 pedone del nero · c6 cavallo del nero · d6 pedone del nero · d5 cavallo del bianco · e5 cavallo del bianco · e4 pedone del bianco · a2 pedone del bianco · b2 pedone del bianco · c2 pedone del bianco · d2 pedone del bianco · f2 pedone del bianco · g2 pedone del bianco · h2 pedone del bianco · a1 torre del bianco · c1 alfiere del bianco · d1 alfiere del nero · e1 re del bianco · h1 torre del bianco | a8 torre del nero · d8 donna del nero · f8 alfiere del nero · g8 cavallo del nero · h8 torre del nero · a7 pedone del nero · b7 pedone del nero · c7 pedone del nero · e7 re del nero · f7 alfiere del bianco · g7 pedone del nero · h7 pedone del nero · c6 cavallo del nero · d6 pedone del nero · d5 cavallo del bianco · e5 cavallo del bianco · e4 pedone del bianco · a2 pedone del bianco · b2 pedone del bianco · c2 pedone del bianco · d2 pedone del bianco · f2 pedone del bianco · g2 pedone del bianco · h2 pedone del bianco · a1 torre del bianco · c1 alfiere del bianco · d1 alfiere del nero · e1 re del bianco · h1 torre del bianco | a8 torre del nero · d8 donna del nero · f8 alfiere del nero · g8 cavallo del nero · h8 torre del nero · a7 pedone del nero · b7 pedone del nero · c7 pedone del nero · e7 re del nero · f7 alfiere del bianco · g7 pedone del nero · h7 pedone del nero · c6 cavallo del nero · d6 pedone del nero · d5 cavallo del bianco · e5 cavallo del bianco · e4 pedone del bianco · a2 pedone del bianco · b2 pedone del bianco · c2 pedone del bianco · d2 pedone del bianco · f2 pedone del bianco · g2 pedone del bianco · h2 pedone del bianco · a1 torre del bianco · c1 alfiere del bianco · d1 alfiere del nero · e1 re del bianco · h1 torre del bianco | a8 torre del nero · d8 donna del nero · f8 alfiere del nero · g8 cavallo del nero · h8 torre del nero · a7 pedone del nero · b7 pedone del nero · c7 pedone del nero · e7 re del nero · f7 alfiere del bianco · g7 pedone del nero · h7 pedone del nero · c6 cavallo del nero · d6 pedone del nero · d5 cavallo del bianco · e5 cavallo del bianco · e4 pedone del bianco · a2 pedone del bianco · b2 pedone del bianco · c2 pedone del bianco · d2 pedone del bianco · f2 pedone del bianco · g2 pedone del bianco · h2 pedone del bianco · a1 torre del bianco · c1 alfiere del bianco · d1 alfiere del nero · e1 re del bianco · h1 torre del bianco | a8 torre del nero · d8 donna del nero · f8 alfiere del nero · g8 cavallo del nero · h8 torre del nero · a7 pedone del nero · b7 pedone del nero · c7 pedone del nero · e7 re del nero · f7 alfiere del bianco · g7 pedone del nero · h7 pedone del nero · c6 cavallo del nero · d6 pedone del nero · d5 cavallo del bianco · e5 cavallo del bianco · e4 pedone del bianco · a2 pedone del bianco · b2 pedone del bianco · c2 pedone del bianco · d2 pedone del bianco · f2 pedone del bianco · g2 pedone del bianco · h2 pedone del bianco · a1 torre del bianco · c1 alfiere del bianco · d1 alfiere del nero · e1 re del bianco · h1 torre del bianco | a8 torre del nero · d8 donna del nero · f8 alfiere del nero · g8 cavallo del nero · h8 torre del nero · a7 pedone del nero · b7 pedone del nero · c7 pedone del nero · e7 re del nero · f7 alfiere del bianco · g7 pedone del nero · h7 pedone del nero · c6 cavallo del nero · d6 pedone del nero · d5 cavallo del bianco · e5 cavallo del bianco · e4 pedone del bianco · a2 pedone del bianco · b2 pedone del bianco · c2 pedone del bianco · d2 pedone del bianco · f2 pedone del bianco · g2 pedone del bianco · h2 pedone del bianco · a1 torre del bianco · c1 alfiere del bianco · d1 alfiere del nero · e1 re del bianco · h1 torre del bianco | a8 torre del nero · d8 donna del nero · f8 alfiere del nero · g8 cavallo del nero · h8 torre del nero · a7 pedone del nero · b7 pedone del nero · c7 pedone del nero · e7 re del nero · f7 alfiere del bianco · g7 pedone del nero · h7 pedone del nero · c6 cavallo del nero · d6 pedone del nero · d5 cavallo del bianco · e5 cavallo del bianco · e4 pedone del bianco · a2 pedone del bianco · b2 pedone del bianco · c2 pedone del bianco · d2 pedone del bianco · f2 pedone del bianco · g2 pedone del bianco · h2 pedone del bianco · a1 torre del bianco · c1 alfiere del bianco · d1 alfiere del nero · e1 re del bianco · h1 torre del bianco | 2 |
| 1 | a8 torre del nero · d8 donna del nero · f8 alfiere del nero · g8 cavallo del nero · h8 torre del nero · a7 pedone del nero · b7 pedone del nero · c7 pedone del nero · e7 re del nero · f7 alfiere del bianco · g7 pedone del nero · h7 pedone del nero · c6 cavallo del nero · d6 pedone del nero · d5 cavallo del bianco · e5 cavallo del bianco · e4 pedone del bianco · a2 pedone del bianco · b2 pedone del bianco · c2 pedone del bianco · d2 pedone del bianco · f2 pedone del bianco · g2 pedone del bianco · h2 pedone del bianco · a1 torre del bianco · c1 alfiere del bianco · d1 alfiere del nero · e1 re del bianco · h1 torre del bianco | a8 torre del nero · d8 donna del nero · f8 alfiere del nero · g8 cavallo del nero · h8 torre del nero · a7 pedone del nero · b7 pedone del nero · c7 pedone del nero · e7 re del nero · f7 alfiere del bianco · g7 pedone del nero · h7 pedone del nero · c6 cavallo del nero · d6 pedone del nero · d5 cavallo del bianco · e5 cavallo del bianco · e4 pedone del bianco · a2 pedone del bianco · b2 pedone del bianco · c2 pedone del bianco · d2 pedone del bianco · f2 pedone del bianco · g2 pedone del bianco · h2 pedone del bianco · a1 torre del bianco · c1 alfiere del bianco · d1 alfiere del nero · e1 re del bianco · h1 torre del bianco | a8 torre del nero · d8 donna del nero · f8 alfiere del nero · g8 cavallo del nero · h8 torre del nero · a7 pedone del nero · b7 pedone del nero · c7 pedone del nero · e7 re del nero · f7 alfiere del bianco · g7 pedone del nero · h7 pedone del nero · c6 cavallo del nero · d6 pedone del nero · d5 cavallo del bianco · e5 cavallo del bianco · e4 pedone del bianco · a2 pedone del bianco · b2 pedone del bianco · c2 pedone del bianco · d2 pedone del bianco · f2 pedone del bianco · g2 pedone del bianco · h2 pedone del bianco · a1 torre del bianco · c1 alfiere del bianco · d1 alfiere del nero · e1 re del bianco · h1 torre del bianco | a8 torre del nero · d8 donna del nero · f8 alfiere del nero · g8 cavallo del nero · h8 torre del nero · a7 pedone del nero · b7 pedone del nero · c7 pedone del nero · e7 re del nero · f7 alfiere del bianco · g7 pedone del nero · h7 pedone del nero · c6 cavallo del nero · d6 pedone del nero · d5 cavallo del bianco · e5 cavallo del bianco · e4 pedone del bianco · a2 pedone del bianco · b2 pedone del bianco · c2 pedone del bianco · d2 pedone del bianco · f2 pedone del bianco · g2 pedone del bianco · h2 pedone del bianco · a1 torre del bianco · c1 alfiere del bianco · d1 alfiere del nero · e1 re del bianco · h1 torre del bianco | a8 torre del nero · d8 donna del nero · f8 alfiere del nero · g8 cavallo del nero · h8 torre del nero · a7 pedone del nero · b7 pedone del nero · c7 pedone del nero · e7 re del nero · f7 alfiere del bianco · g7 pedone del nero · h7 pedone del nero · c6 cavallo del nero · d6 pedone del nero · d5 cavallo del bianco · e5 cavallo del bianco · e4 pedone del bianco · a2 pedone del bianco · b2 pedone del bianco · c2 pedone del bianco · d2 pedone del bianco · f2 pedone del bianco · g2 pedone del bianco · h2 pedone del bianco · a1 torre del bianco · c1 alfiere del bianco · d1 alfiere del nero · e1 re del bianco · h1 torre del bianco | a8 torre del nero · d8 donna del nero · f8 alfiere del nero · g8 cavallo del nero · h8 torre del nero · a7 pedone del nero · b7 pedone del nero · c7 pedone del nero · e7 re del nero · f7 alfiere del bianco · g7 pedone del nero · h7 pedone del nero · c6 cavallo del nero · d6 pedone del nero · d5 cavallo del bianco · e5 cavallo del bianco · e4 pedone del bianco · a2 pedone del bianco · b2 pedone del bianco · c2 pedone del bianco · d2 pedone del bianco · f2 pedone del bianco · g2 pedone del bianco · h2 pedone del bianco · a1 torre del bianco · c1 alfiere del bianco · d1 alfiere del nero · e1 re del bianco · h1 torre del bianco | a8 torre del nero · d8 donna del nero · f8 alfiere del nero · g8 cavallo del nero · h8 torre del nero · a7 pedone del nero · b7 pedone del nero · c7 pedone del nero · e7 re del nero · f7 alfiere del bianco · g7 pedone del nero · h7 pedone del nero · c6 cavallo del nero · d6 pedone del nero · d5 cavallo del bianco · e5 cavallo del bianco · e4 pedone del bianco · a2 pedone del bianco · b2 pedone del bianco · c2 pedone del bianco · d2 pedone del bianco · f2 pedone del bianco · g2 pedone del bianco · h2 pedone del bianco · a1 torre del bianco · c1 alfiere del bianco · d1 alfiere del nero · e1 re del bianco · h1 torre del bianco | a8 torre del nero · d8 donna del nero · f8 alfiere del nero · g8 cavallo del nero · h8 torre del nero · a7 pedone del nero · b7 pedone del nero · c7 pedone del nero · e7 re del nero · f7 alfiere del bianco · g7 pedone del nero · h7 pedone del nero · c6 cavallo del nero · d6 pedone del nero · d5 cavallo del bianco · e5 cavallo del bianco · e4 pedone del bianco · a2 pedone del bianco · b2 pedone del bianco · c2 pedone del bianco · d2 pedone del bianco · f2 pedone del bianco · g2 pedone del bianco · h2 pedone del bianco · a1 torre del bianco · c1 alfiere del bianco · d1 alfiere del nero · e1 re del bianco · h1 torre del bianco | 1 |
|   | a | b | c | d | e | f | g | h |   |

Il matto di Légal, detto anche matto di Blackburn nei paesi anglosassoni, è una trappola d'apertura scacchistica e consiste in uno scacco matto simile a quello della partita Légal-Saint Brie giocata a Parigi nel 1750; il grande giocatore inglese Joseph Henry Blackburn lo usò molte volte nelle sue partite. Questo tipo di matto, dove un cavallo inchiodato si muove offrendo al nero la cattura della donna, che se accettata porta ad uno scacco matto di cavallo e alfiere. Se il nero rifiuta la cattura, il bianco perde un cavallo per un pedone dopo un rapido scambio di pezzi.
La partita fu la seguente:
1. e4 e5(?) 2. Cf3 Cc6 3. Ac4 d6 4. Cc3 Ag4 5. Cxe5? Axd1?? 6. Axf7+ Re7 7. Cd5#
dando la posizione finale mostrata in figura.

## Se il nero rifiuta la cattura
Come abbiamo detto, tendere subito la trappola non offre garanzie di successo, anzi espone al rischio di perdere materiale: invece di catturare la donna, il nero può prendere il cavallo in e5, proteggendo l'alfiere e mantenendo la minaccia sulla donna bianca: il bianco è così costretto a coprirsi, perdendo un cavallo per un pedone.
|   | a | b | c | d | e | f | g | h |   |
| 8 | a8 torre del nero · d8 donna del nero · e8 re del nero · f8 alfiere del nero · g8 cavallo del nero · h8 torre del nero · a7 pedone del nero · b7 pedone del nero · c7 pedone del nero · f7 pedone del nero · g7 pedone del nero · h7 pedone del nero · d6 pedone del nero · e5 cavallo del nero · c4 alfiere del bianco · e4 pedone del bianco · g4 alfiere del nero · c3 cavallo del bianco · a2 pedone del bianco · b2 pedone del bianco · c2 pedone del bianco · d2 pedone del bianco · f2 pedone del bianco · g2 pedone del bianco · h2 pedone del bianco · a1 torre del bianco · c1 alfiere del bianco · d1 donna del bianco · e1 re del bianco · h1 torre del bianco | a8 torre del nero · d8 donna del nero · e8 re del nero · f8 alfiere del nero · g8 cavallo del nero · h8 torre del nero · a7 pedone del nero · b7 pedone del nero · c7 pedone del nero · f7 pedone del nero · g7 pedone del nero · h7 pedone del nero · d6 pedone del nero · e5 cavallo del nero · c4 alfiere del bianco · e4 pedone del bianco · g4 alfiere del nero · c3 cavallo del bianco · a2 pedone del bianco · b2 pedone del bianco · c2 pedone del bianco · d2 pedone del bianco · f2 pedone del bianco · g2 pedone del bianco · h2 pedone del bianco · a1 torre del bianco · c1 alfiere del bianco · d1 donna del bianco · e1 re del bianco · h1 torre del bianco | a8 torre del nero · d8 donna del nero · e8 re del nero · f8 alfiere del nero · g8 cavallo del nero · h8 torre del nero · a7 pedone del nero · b7 pedone del nero · c7 pedone del nero · f7 pedone del nero · g7 pedone del nero · h7 pedone del nero · d6 pedone del nero · e5 cavallo del nero · c4 alfiere del bianco · e4 pedone del bianco · g4 alfiere del nero · c3 cavallo del bianco · a2 pedone del bianco · b2 pedone del bianco · c2 pedone del bianco · d2 pedone del bianco · f2 pedone del bianco · g2 pedone del bianco · h2 pedone del bianco · a1 torre del bianco · c1 alfiere del bianco · d1 donna del bianco · e1 re del bianco · h1 torre del bianco | a8 torre del nero · d8 donna del nero · e8 re del nero · f8 alfiere del nero · g8 cavallo del nero · h8 torre del nero · a7 pedone del nero · b7 pedone del nero · c7 pedone del nero · f7 pedone del nero · g7 pedone del nero · h7 pedone del nero · d6 pedone del nero · e5 cavallo del nero · c4 alfiere del bianco · e4 pedone del bianco · g4 alfiere del nero · c3 cavallo del bianco · a2 pedone del bianco · b2 pedone del bianco · c2 pedone del bianco · d2 pedone del bianco · f2 pedone del bianco · g2 pedone del bianco · h2 pedone del bianco · a1 torre del bianco · c1 alfiere del bianco · d1 donna del bianco · e1 re del bianco · h1 torre del bianco | a8 torre del nero · d8 donna del nero · e8 re del nero · f8 alfiere del nero · g8 cavallo del nero · h8 torre del nero · a7 pedone del nero · b7 pedone del nero · c7 pedone del nero · f7 pedone del nero · g7 pedone del nero · h7 pedone del nero · d6 pedone del nero · e5 cavallo del nero · c4 alfiere del bianco · e4 pedone del bianco · g4 alfiere del nero · c3 cavallo del bianco · a2 pedone del bianco · b2 pedone del bianco · c2 pedone del bianco · d2 pedone del bianco · f2 pedone del bianco · g2 pedone del bianco · h2 pedone del bianco · a1 torre del bianco · c1 alfiere del bianco · d1 donna del bianco · e1 re del bianco · h1 torre del bianco | a8 torre del nero · d8 donna del nero · e8 re del nero · f8 alfiere del nero · g8 cavallo del nero · h8 torre del nero · a7 pedone del nero · b7 pedone del nero · c7 pedone del nero · f7 pedone del nero · g7 pedone del nero · h7 pedone del nero · d6 pedone del nero · e5 cavallo del nero · c4 alfiere del bianco · e4 pedone del bianco · g4 alfiere del nero · c3 cavallo del bianco · a2 pedone del bianco · b2 pedone del bianco · c2 pedone del bianco · d2 pedone del bianco · f2 pedone del bianco · g2 pedone del bianco · h2 pedone del bianco · a1 torre del bianco · c1 alfiere del bianco · d1 donna del bianco · e1 re del bianco · h1 torre del bianco | a8 torre del nero · d8 donna del nero · e8 re del nero · f8 alfiere del nero · g8 cavallo del nero · h8 torre del nero · a7 pedone del nero · b7 pedone del nero · c7 pedone del nero · f7 pedone del nero · g7 pedone del nero · h7 pedone del nero · d6 pedone del nero · e5 cavallo del nero · c4 alfiere del bianco · e4 pedone del bianco · g4 alfiere del nero · c3 cavallo del bianco · a2 pedone del bianco · b2 pedone del bianco · c2 pedone del bianco · d2 pedone del bianco · f2 pedone del bianco · g2 pedone del bianco · h2 pedone del bianco · a1 torre del bianco · c1 alfiere del bianco · d1 donna del bianco · e1 re del bianco · h1 torre del bianco | a8 torre del nero · d8 donna del nero · e8 re del nero · f8 alfiere del nero · g8 cavallo del nero · h8 torre del nero · a7 pedone del nero · b7 pedone del nero · c7 pedone del nero · f7 pedone del nero · g7 pedone del nero · h7 pedone del nero · d6 pedone del nero · e5 cavallo del nero · c4 alfiere del bianco · e4 pedone del bianco · g4 alfiere del nero · c3 cavallo del bianco · a2 pedone del bianco · b2 pedone del bianco · c2 pedone del bianco · d2 pedone del bianco · f2 pedone del bianco · g2 pedone del bianco · h2 pedone del bianco · a1 torre del bianco · c1 alfiere del bianco · d1 donna del bianco · e1 re del bianco · h1 torre del bianco | 8 |
| 7 | a8 torre del nero · d8 donna del nero · e8 re del nero · f8 alfiere del nero · g8 cavallo del nero · h8 torre del nero · a7 pedone del nero · b7 pedone del nero · c7 pedone del nero · f7 pedone del nero · g7 pedone del nero · h7 pedone del nero · d6 pedone del nero · e5 cavallo del nero · c4 alfiere del bianco · e4 pedone del bianco · g4 alfiere del nero · c3 cavallo del bianco · a2 pedone del bianco · b2 pedone del bianco · c2 pedone del bianco · d2 pedone del bianco · f2 pedone del bianco · g2 pedone del bianco · h2 pedone del bianco · a1 torre del bianco · c1 alfiere del bianco · d1 donna del bianco · e1 re del bianco · h1 torre del bianco | a8 torre del nero · d8 donna del nero · e8 re del nero · f8 alfiere del nero · g8 cavallo del nero · h8 torre del nero · a7 pedone del nero · b7 pedone del nero · c7 pedone del nero · f7 pedone del nero · g7 pedone del nero · h7 pedone del nero · d6 pedone del nero · e5 cavallo del nero · c4 alfiere del bianco · e4 pedone del bianco · g4 alfiere del nero · c3 cavallo del bianco · a2 pedone del bianco · b2 pedone del bianco · c2 pedone del bianco · d2 pedone del bianco · f2 pedone del bianco · g2 pedone del bianco · h2 pedone del bianco · a1 torre del bianco · c1 alfiere del bianco · d1 donna del bianco · e1 re del bianco · h1 torre del bianco | a8 torre del nero · d8 donna del nero · e8 re del nero · f8 alfiere del nero · g8 cavallo del nero · h8 torre del nero · a7 pedone del nero · b7 pedone del nero · c7 pedone del nero · f7 pedone del nero · g7 pedone del nero · h7 pedone del nero · d6 pedone del nero · e5 cavallo del nero · c4 alfiere del bianco · e4 pedone del bianco · g4 alfiere del nero · c3 cavallo del bianco · a2 pedone del bianco · b2 pedone del bianco · c2 pedone del bianco · d2 pedone del bianco · f2 pedone del bianco · g2 pedone del bianco · h2 pedone del bianco · a1 torre del bianco · c1 alfiere del bianco · d1 donna del bianco · e1 re del bianco · h1 torre del bianco | a8 torre del nero · d8 donna del nero · e8 re del nero · f8 alfiere del nero · g8 cavallo del nero · h8 torre del nero · a7 pedone del nero · b7 pedone del nero · c7 pedone del nero · f7 pedone del nero · g7 pedone del nero · h7 pedone del nero · d6 pedone del nero · e5 cavallo del nero · c4 alfiere del bianco · e4 pedone del bianco · g4 alfiere del nero · c3 cavallo del bianco · a2 pedone del bianco · b2 pedone del bianco · c2 pedone del bianco · d2 pedone del bianco · f2 pedone del bianco · g2 pedone del bianco · h2 pedone del bianco · a1 torre del bianco · c1 alfiere del bianco · d1 donna del bianco · e1 re del bianco · h1 torre del bianco | a8 torre del nero · d8 donna del nero · e8 re del nero · f8 alfiere del nero · g8 cavallo del nero · h8 torre del nero · a7 pedone del nero · b7 pedone del nero · c7 pedone del nero · f7 pedone del nero · g7 pedone del nero · h7 pedone del nero · d6 pedone del nero · e5 cavallo del nero · c4 alfiere del bianco · e4 pedone del bianco · g4 alfiere del nero · c3 cavallo del bianco · a2 pedone del bianco · b2 pedone del bianco · c2 pedone del bianco · d2 pedone del bianco · f2 pedone del bianco · g2 pedone del bianco · h2 pedone del bianco · a1 torre del bianco · c1 alfiere del bianco · d1 donna del bianco · e1 re del bianco · h1 torre del bianco | a8 torre del nero · d8 donna del nero · e8 re del nero · f8 alfiere del nero · g8 cavallo del nero · h8 torre del nero · a7 pedone del nero · b7 pedone del nero · c7 pedone del nero · f7 pedone del nero · g7 pedone del nero · h7 pedone del nero · d6 pedone del nero · e5 cavallo del nero · c4 alfiere del bianco · e4 pedone del bianco · g4 alfiere del nero · c3 cavallo del bianco · a2 pedone del bianco · b2 pedone del bianco · c2 pedone del bianco · d2 pedone del bianco · f2 pedone del bianco · g2 pedone del bianco · h2 pedone del bianco · a1 torre del bianco · c1 alfiere del bianco · d1 donna del bianco · e1 re del bianco · h1 torre del bianco | a8 torre del nero · d8 donna del nero · e8 re del nero · f8 alfiere del nero · g8 cavallo del nero · h8 torre del nero · a7 pedone del nero · b7 pedone del nero · c7 pedone del nero · f7 pedone del nero · g7 pedone del nero · h7 pedone del nero · d6 pedone del nero · e5 cavallo del nero · c4 alfiere del bianco · e4 pedone del bianco · g4 alfiere del nero · c3 cavallo del bianco · a2 pedone del bianco · b2 pedone del bianco · c2 pedone del bianco · d2 pedone del bianco · f2 pedone del bianco · g2 pedone del bianco · h2 pedone del bianco · a1 torre del bianco · c1 alfiere del bianco · d1 donna del bianco · e1 re del bianco · h1 torre del bianco | a8 torre del nero · d8 donna del nero · e8 re del nero · f8 alfiere del nero · g8 cavallo del nero · h8 torre del nero · a7 pedone del nero · b7 pedone del nero · c7 pedone del nero · f7 pedone del nero · g7 pedone del nero · h7 pedone del nero · d6 pedone del nero · e5 cavallo del nero · c4 alfiere del bianco · e4 pedone del bianco · g4 alfiere del nero · c3 cavallo del bianco · a2 pedone del bianco · b2 pedone del bianco · c2 pedone del bianco · d2 pedone del bianco · f2 pedone del bianco · g2 pedone del bianco · h2 pedone del bianco · a1 torre del bianco · c1 alfiere del bianco · d1 donna del bianco · e1 re del bianco · h1 torre del bianco | 7 |
| 6 | a8 torre del nero · d8 donna del nero · e8 re del nero · f8 alfiere del nero · g8 cavallo del nero · h8 torre del nero · a7 pedone del nero · b7 pedone del nero · c7 pedone del nero · f7 pedone del nero · g7 pedone del nero · h7 pedone del nero · d6 pedone del nero · e5 cavallo del nero · c4 alfiere del bianco · e4 pedone del bianco · g4 alfiere del nero · c3 cavallo del bianco · a2 pedone del bianco · b2 pedone del bianco · c2 pedone del bianco · d2 pedone del bianco · f2 pedone del bianco · g2 pedone del bianco · h2 pedone del bianco · a1 torre del bianco · c1 alfiere del bianco · d1 donna del bianco · e1 re del bianco · h1 torre del bianco | a8 torre del nero · d8 donna del nero · e8 re del nero · f8 alfiere del nero · g8 cavallo del nero · h8 torre del nero · a7 pedone del nero · b7 pedone del nero · c7 pedone del nero · f7 pedone del nero · g7 pedone del nero · h7 pedone del nero · d6 pedone del nero · e5 cavallo del nero · c4 alfiere del bianco · e4 pedone del bianco · g4 alfiere del nero · c3 cavallo del bianco · a2 pedone del bianco · b2 pedone del bianco · c2 pedone del bianco · d2 pedone del bianco · f2 pedone del bianco · g2 pedone del bianco · h2 pedone del bianco · a1 torre del bianco · c1 alfiere del bianco · d1 donna del bianco · e1 re del bianco · h1 torre del bianco | a8 torre del nero · d8 donna del nero · e8 re del nero · f8 alfiere del nero · g8 cavallo del nero · h8 torre del nero · a7 pedone del nero · b7 pedone del nero · c7 pedone del nero · f7 pedone del nero · g7 pedone del nero · h7 pedone del nero · d6 pedone del nero · e5 cavallo del nero · c4 alfiere del bianco · e4 pedone del bianco · g4 alfiere del nero · c3 cavallo del bianco · a2 pedone del bianco · b2 pedone del bianco · c2 pedone del bianco · d2 pedone del bianco · f2 pedone del bianco · g2 pedone del bianco · h2 pedone del bianco · a1 torre del bianco · c1 alfiere del bianco · d1 donna del bianco · e1 re del bianco · h1 torre del bianco | a8 torre del nero · d8 donna del nero · e8 re del nero · f8 alfiere del nero · g8 cavallo del nero · h8 torre del nero · a7 pedone del nero · b7 pedone del nero · c7 pedone del nero · f7 pedone del nero · g7 pedone del nero · h7 pedone del nero · d6 pedone del nero · e5 cavallo del nero · c4 alfiere del bianco · e4 pedone del bianco · g4 alfiere del nero · c3 cavallo del bianco · a2 pedone del bianco · b2 pedone del bianco · c2 pedone del bianco · d2 pedone del bianco · f2 pedone del bianco · g2 pedone del bianco · h2 pedone del bianco · a1 torre del bianco · c1 alfiere del bianco · d1 donna del bianco · e1 re del bianco · h1 torre del bianco | a8 torre del nero · d8 donna del nero · e8 re del nero · f8 alfiere del nero · g8 cavallo del nero · h8 torre del nero · a7 pedone del nero · b7 pedone del nero · c7 pedone del nero · f7 pedone del nero · g7 pedone del nero · h7 pedone del nero · d6 pedone del nero · e5 cavallo del nero · c4 alfiere del bianco · e4 pedone del bianco · g4 alfiere del nero · c3 cavallo del bianco · a2 pedone del bianco · b2 pedone del bianco · c2 pedone del bianco · d2 pedone del bianco · f2 pedone del bianco · g2 pedone del bianco · h2 pedone del bianco · a1 torre del bianco · c1 alfiere del bianco · d1 donna del bianco · e1 re del bianco · h1 torre del bianco | a8 torre del nero · d8 donna del nero · e8 re del nero · f8 alfiere del nero · g8 cavallo del nero · h8 torre del nero · a7 pedone del nero · b7 pedone del nero · c7 pedone del nero · f7 pedone del nero · g7 pedone del nero · h7 pedone del nero · d6 pedone del nero · e5 cavallo del nero · c4 alfiere del bianco · e4 pedone del bianco · g4 alfiere del nero · c3 cavallo del bianco · a2 pedone del bianco · b2 pedone del bianco · c2 pedone del bianco · d2 pedone del bianco · f2 pedone del bianco · g2 pedone del bianco · h2 pedone del bianco · a1 torre del bianco · c1 alfiere del bianco · d1 donna del bianco · e1 re del bianco · h1 torre del bianco | a8 torre del nero · d8 donna del nero · e8 re del nero · f8 alfiere del nero · g8 cavallo del nero · h8 torre del nero · a7 pedone del nero · b7 pedone del nero · c7 pedone del nero · f7 pedone del nero · g7 pedone del nero · h7 pedone del nero · d6 pedone del nero · e5 cavallo del nero · c4 alfiere del bianco · e4 pedone del bianco · g4 alfiere del nero · c3 cavallo del bianco · a2 pedone del bianco · b2 pedone del bianco · c2 pedone del bianco · d2 pedone del bianco · f2 pedone del bianco · g2 pedone del bianco · h2 pedone del bianco · a1 torre del bianco · c1 alfiere del bianco · d1 donna del bianco · e1 re del bianco · h1 torre del bianco | a8 torre del nero · d8 donna del nero · e8 re del nero · f8 alfiere del nero · g8 cavallo del nero · h8 torre del nero · a7 pedone del nero · b7 pedone del nero · c7 pedone del nero · f7 pedone del nero · g7 pedone del nero · h7 pedone del nero · d6 pedone del nero · e5 cavallo del nero · c4 alfiere del bianco · e4 pedone del bianco · g4 alfiere del nero · c3 cavallo del bianco · a2 pedone del bianco · b2 pedone del bianco · c2 pedone del bianco · d2 pedone del bianco · f2 pedone del bianco · g2 pedone del bianco · h2 pedone del bianco · a1 torre del bianco · c1 alfiere del bianco · d1 donna del bianco · e1 re del bianco · h1 torre del bianco | 6 |
| 5 | a8 torre del nero · d8 donna del nero · e8 re del nero · f8 alfiere del nero · g8 cavallo del nero · h8 torre del nero · a7 pedone del nero · b7 pedone del nero · c7 pedone del nero · f7 pedone del nero · g7 pedone del nero · h7 pedone del nero · d6 pedone del nero · e5 cavallo del nero · c4 alfiere del bianco · e4 pedone del bianco · g4 alfiere del nero · c3 cavallo del bianco · a2 pedone del bianco · b2 pedone del bianco · c2 pedone del bianco · d2 pedone del bianco · f2 pedone del bianco · g2 pedone del bianco · h2 pedone del bianco · a1 torre del bianco · c1 alfiere del bianco · d1 donna del bianco · e1 re del bianco · h1 torre del bianco | a8 torre del nero · d8 donna del nero · e8 re del nero · f8 alfiere del nero · g8 cavallo del nero · h8 torre del nero · a7 pedone del nero · b7 pedone del nero · c7 pedone del nero · f7 pedone del nero · g7 pedone del nero · h7 pedone del nero · d6 pedone del nero · e5 cavallo del nero · c4 alfiere del bianco · e4 pedone del bianco · g4 alfiere del nero · c3 cavallo del bianco · a2 pedone del bianco · b2 pedone del bianco · c2 pedone del bianco · d2 pedone del bianco · f2 pedone del bianco · g2 pedone del bianco · h2 pedone del bianco · a1 torre del bianco · c1 alfiere del bianco · d1 donna del bianco · e1 re del bianco · h1 torre del bianco | a8 torre del nero · d8 donna del nero · e8 re del nero · f8 alfiere del nero · g8 cavallo del nero · h8 torre del nero · a7 pedone del nero · b7 pedone del nero · c7 pedone del nero · f7 pedone del nero · g7 pedone del nero · h7 pedone del nero · d6 pedone del nero · e5 cavallo del nero · c4 alfiere del bianco · e4 pedone del bianco · g4 alfiere del nero · c3 cavallo del bianco · a2 pedone del bianco · b2 pedone del bianco · c2 pedone del bianco · d2 pedone del bianco · f2 pedone del bianco · g2 pedone del bianco · h2 pedone del bianco · a1 torre del bianco · c1 alfiere del bianco · d1 donna del bianco · e1 re del bianco · h1 torre del bianco | a8 torre del nero · d8 donna del nero · e8 re del nero · f8 alfiere del nero · g8 cavallo del nero · h8 torre del nero · a7 pedone del nero · b7 pedone del nero · c7 pedone del nero · f7 pedone del nero · g7 pedone del nero · h7 pedone del nero · d6 pedone del nero · e5 cavallo del nero · c4 alfiere del bianco · e4 pedone del bianco · g4 alfiere del nero · c3 cavallo del bianco · a2 pedone del bianco · b2 pedone del bianco · c2 pedone del bianco · d2 pedone del bianco · f2 pedone del bianco · g2 pedone del bianco · h2 pedone del bianco · a1 torre del bianco · c1 alfiere del bianco · d1 donna del bianco · e1 re del bianco · h1 torre del bianco | a8 torre del nero · d8 donna del nero · e8 re del nero · f8 alfiere del nero · g8 cavallo del nero · h8 torre del nero · a7 pedone del nero · b7 pedone del nero · c7 pedone del nero · f7 pedone del nero · g7 pedone del nero · h7 pedone del nero · d6 pedone del nero · e5 cavallo del nero · c4 alfiere del bianco · e4 pedone del bianco · g4 alfiere del nero · c3 cavallo del bianco · a2 pedone del bianco · b2 pedone del bianco · c2 pedone del bianco · d2 pedone del bianco · f2 pedone del bianco · g2 pedone del bianco · h2 pedone del bianco · a1 torre del bianco · c1 alfiere del bianco · d1 donna del bianco · e1 re del bianco · h1 torre del bianco | a8 torre del nero · d8 donna del nero · e8 re del nero · f8 alfiere del nero · g8 cavallo del nero · h8 torre del nero · a7 pedone del nero · b7 pedone del nero · c7 pedone del nero · f7 pedone del nero · g7 pedone del nero · h7 pedone del nero · d6 pedone del nero · e5 cavallo del nero · c4 alfiere del bianco · e4 pedone del bianco · g4 alfiere del nero · c3 cavallo del bianco · a2 pedone del bianco · b2 pedone del bianco · c2 pedone del bianco · d2 pedone del bianco · f2 pedone del bianco · g2 pedone del bianco · h2 pedone del bianco · a1 torre del bianco · c1 alfiere del bianco · d1 donna del bianco · e1 re del bianco · h1 torre del bianco | a8 torre del nero · d8 donna del nero · e8 re del nero · f8 alfiere del nero · g8 cavallo del nero · h8 torre del nero · a7 pedone del nero · b7 pedone del nero · c7 pedone del nero · f7 pedone del nero · g7 pedone del nero · h7 pedone del nero · d6 pedone del nero · e5 cavallo del nero · c4 alfiere del bianco · e4 pedone del bianco · g4 alfiere del nero · c3 cavallo del bianco · a2 pedone del bianco · b2 pedone del bianco · c2 pedone del bianco · d2 pedone del bianco · f2 pedone del bianco · g2 pedone del bianco · h2 pedone del bianco · a1 torre del bianco · c1 alfiere del bianco · d1 donna del bianco · e1 re del bianco · h1 torre del bianco | a8 torre del nero · d8 donna del nero · e8 re del nero · f8 alfiere del nero · g8 cavallo del nero · h8 torre del nero · a7 pedone del nero · b7 pedone del nero · c7 pedone del nero · f7 pedone del nero · g7 pedone del nero · h7 pedone del nero · d6 pedone del nero · e5 cavallo del nero · c4 alfiere del bianco · e4 pedone del bianco · g4 alfiere del nero · c3 cavallo del bianco · a2 pedone del bianco · b2 pedone del bianco · c2 pedone del bianco · d2 pedone del bianco · f2 pedone del bianco · g2 pedone del bianco · h2 pedone del bianco · a1 torre del bianco · c1 alfiere del bianco · d1 donna del bianco · e1 re del bianco · h1 torre del bianco | 5 |
| 4 | a8 torre del nero · d8 donna del nero · e8 re del nero · f8 alfiere del nero · g8 cavallo del nero · h8 torre del nero · a7 pedone del nero · b7 pedone del nero · c7 pedone del nero · f7 pedone del nero · g7 pedone del nero · h7 pedone del nero · d6 pedone del nero · e5 cavallo del nero · c4 alfiere del bianco · e4 pedone del bianco · g4 alfiere del nero · c3 cavallo del bianco · a2 pedone del bianco · b2 pedone del bianco · c2 pedone del bianco · d2 pedone del bianco · f2 pedone del bianco · g2 pedone del bianco · h2 pedone del bianco · a1 torre del bianco · c1 alfiere del bianco · d1 donna del bianco · e1 re del bianco · h1 torre del bianco | a8 torre del nero · d8 donna del nero · e8 re del nero · f8 alfiere del nero · g8 cavallo del nero · h8 torre del nero · a7 pedone del nero · b7 pedone del nero · c7 pedone del nero · f7 pedone del nero · g7 pedone del nero · h7 pedone del nero · d6 pedone del nero · e5 cavallo del nero · c4 alfiere del bianco · e4 pedone del bianco · g4 alfiere del nero · c3 cavallo del bianco · a2 pedone del bianco · b2 pedone del bianco · c2 pedone del bianco · d2 pedone del bianco · f2 pedone del bianco · g2 pedone del bianco · h2 pedone del bianco · a1 torre del bianco · c1 alfiere del bianco · d1 donna del bianco · e1 re del bianco · h1 torre del bianco | a8 torre del nero · d8 donna del nero · e8 re del nero · f8 alfiere del nero · g8 cavallo del nero · h8 torre del nero · a7 pedone del nero · b7 pedone del nero · c7 pedone del nero · f7 pedone del nero · g7 pedone del nero · h7 pedone del nero · d6 pedone del nero · e5 cavallo del nero · c4 alfiere del bianco · e4 pedone del bianco · g4 alfiere del nero · c3 cavallo del bianco · a2 pedone del bianco · b2 pedone del bianco · c2 pedone del bianco · d2 pedone del bianco · f2 pedone del bianco · g2 pedone del bianco · h2 pedone del bianco · a1 torre del bianco · c1 alfiere del bianco · d1 donna del bianco · e1 re del bianco · h1 torre del bianco | a8 torre del nero · d8 donna del nero · e8 re del nero · f8 alfiere del nero · g8 cavallo del nero · h8 torre del nero · a7 pedone del nero · b7 pedone del nero · c7 pedone del nero · f7 pedone del nero · g7 pedone del nero · h7 pedone del nero · d6 pedone del nero · e5 cavallo del nero · c4 alfiere del bianco · e4 pedone del bianco · g4 alfiere del nero · c3 cavallo del bianco · a2 pedone del bianco · b2 pedone del bianco · c2 pedone del bianco · d2 pedone del bianco · f2 pedone del bianco · g2 pedone del bianco · h2 pedone del bianco · a1 torre del bianco · c1 alfiere del bianco · d1 donna del bianco · e1 re del bianco · h1 torre del bianco | a8 torre del nero · d8 donna del nero · e8 re del nero · f8 alfiere del nero · g8 cavallo del nero · h8 torre del nero · a7 pedone del nero · b7 pedone del nero · c7 pedone del nero · f7 pedone del nero · g7 pedone del nero · h7 pedone del nero · d6 pedone del nero · e5 cavallo del nero · c4 alfiere del bianco · e4 pedone del bianco · g4 alfiere del nero · c3 cavallo del bianco · a2 pedone del bianco · b2 pedone del bianco · c2 pedone del bianco · d2 pedone del bianco · f2 pedone del bianco · g2 pedone del bianco · h2 pedone del bianco · a1 torre del bianco · c1 alfiere del bianco · d1 donna del bianco · e1 re del bianco · h1 torre del bianco | a8 torre del nero · d8 donna del nero · e8 re del nero · f8 alfiere del nero · g8 cavallo del nero · h8 torre del nero · a7 pedone del nero · b7 pedone del nero · c7 pedone del nero · f7 pedone del nero · g7 pedone del nero · h7 pedone del nero · d6 pedone del nero · e5 cavallo del nero · c4 alfiere del bianco · e4 pedone del bianco · g4 alfiere del nero · c3 cavallo del bianco · a2 pedone del bianco · b2 pedone del bianco · c2 pedone del bianco · d2 pedone del bianco · f2 pedone del bianco · g2 pedone del bianco · h2 pedone del bianco · a1 torre del bianco · c1 alfiere del bianco · d1 donna del bianco · e1 re del bianco · h1 torre del bianco | a8 torre del nero · d8 donna del nero · e8 re del nero · f8 alfiere del nero · g8 cavallo del nero · h8 torre del nero · a7 pedone del nero · b7 pedone del nero · c7 pedone del nero · f7 pedone del nero · g7 pedone del nero · h7 pedone del nero · d6 pedone del nero · e5 cavallo del nero · c4 alfiere del bianco · e4 pedone del bianco · g4 alfiere del nero · c3 cavallo del bianco · a2 pedone del bianco · b2 pedone del bianco · c2 pedone del bianco · d2 pedone del bianco · f2 pedone del bianco · g2 pedone del bianco · h2 pedone del bianco · a1 torre del bianco · c1 alfiere del bianco · d1 donna del bianco · e1 re del bianco · h1 torre del bianco | a8 torre del nero · d8 donna del nero · e8 re del nero · f8 alfiere del nero · g8 cavallo del nero · h8 torre del nero · a7 pedone del nero · b7 pedone del nero · c7 pedone del nero · f7 pedone del nero · g7 pedone del nero · h7 pedone del nero · d6 pedone del nero · e5 cavallo del nero · c4 alfiere del bianco · e4 pedone del bianco · g4 alfiere del nero · c3 cavallo del bianco · a2 pedone del bianco · b2 pedone del bianco · c2 pedone del bianco · d2 pedone del bianco · f2 pedone del bianco · g2 pedone del bianco · h2 pedone del bianco · a1 torre del bianco · c1 alfiere del bianco · d1 donna del bianco · e1 re del bianco · h1 torre del bianco | 4 |
| 3 | a8 torre del nero · d8 donna del nero · e8 re del nero · f8 alfiere del nero · g8 cavallo del nero · h8 torre del nero · a7 pedone del nero · b7 pedone del nero · c7 pedone del nero · f7 pedone del nero · g7 pedone del nero · h7 pedone del nero · d6 pedone del nero · e5 cavallo del nero · c4 alfiere del bianco · e4 pedone del bianco · g4 alfiere del nero · c3 cavallo del bianco · a2 pedone del bianco · b2 pedone del bianco · c2 pedone del bianco · d2 pedone del bianco · f2 pedone del bianco · g2 pedone del bianco · h2 pedone del bianco · a1 torre del bianco · c1 alfiere del bianco · d1 donna del bianco · e1 re del bianco · h1 torre del bianco | a8 torre del nero · d8 donna del nero · e8 re del nero · f8 alfiere del nero · g8 cavallo del nero · h8 torre del nero · a7 pedone del nero · b7 pedone del nero · c7 pedone del nero · f7 pedone del nero · g7 pedone del nero · h7 pedone del nero · d6 pedone del nero · e5 cavallo del nero · c4 alfiere del bianco · e4 pedone del bianco · g4 alfiere del nero · c3 cavallo del bianco · a2 pedone del bianco · b2 pedone del bianco · c2 pedone del bianco · d2 pedone del bianco · f2 pedone del bianco · g2 pedone del bianco · h2 pedone del bianco · a1 torre del bianco · c1 alfiere del bianco · d1 donna del bianco · e1 re del bianco · h1 torre del bianco | a8 torre del nero · d8 donna del nero · e8 re del nero · f8 alfiere del nero · g8 cavallo del nero · h8 torre del nero · a7 pedone del nero · b7 pedone del nero · c7 pedone del nero · f7 pedone del nero · g7 pedone del nero · h7 pedone del nero · d6 pedone del nero · e5 cavallo del nero · c4 alfiere del bianco · e4 pedone del bianco · g4 alfiere del nero · c3 cavallo del bianco · a2 pedone del bianco · b2 pedone del bianco · c2 pedone del bianco · d2 pedone del bianco · f2 pedone del bianco · g2 pedone del bianco · h2 pedone del bianco · a1 torre del bianco · c1 alfiere del bianco · d1 donna del bianco · e1 re del bianco · h1 torre del bianco | a8 torre del nero · d8 donna del nero · e8 re del nero · f8 alfiere del nero · g8 cavallo del nero · h8 torre del nero · a7 pedone del nero · b7 pedone del nero · c7 pedone del nero · f7 pedone del nero · g7 pedone del nero · h7 pedone del nero · d6 pedone del nero · e5 cavallo del nero · c4 alfiere del bianco · e4 pedone del bianco · g4 alfiere del nero · c3 cavallo del bianco · a2 pedone del bianco · b2 pedone del bianco · c2 pedone del bianco · d2 pedone del bianco · f2 pedone del bianco · g2 pedone del bianco · h2 pedone del bianco · a1 torre del bianco · c1 alfiere del bianco · d1 donna del bianco · e1 re del bianco · h1 torre del bianco | a8 torre del nero · d8 donna del nero · e8 re del nero · f8 alfiere del nero · g8 cavallo del nero · h8 torre del nero · a7 pedone del nero · b7 pedone del nero · c7 pedone del nero · f7 pedone del nero · g7 pedone del nero · h7 pedone del nero · d6 pedone del nero · e5 cavallo del nero · c4 alfiere del bianco · e4 pedone del bianco · g4 alfiere del nero · c3 cavallo del bianco · a2 pedone del bianco · b2 pedone del bianco · c2 pedone del bianco · d2 pedone del bianco · f2 pedone del bianco · g2 pedone del bianco · h2 pedone del bianco · a1 torre del bianco · c1 alfiere del bianco · d1 donna del bianco · e1 re del bianco · h1 torre del bianco | a8 torre del nero · d8 donna del nero · e8 re del nero · f8 alfiere del nero · g8 cavallo del nero · h8 torre del nero · a7 pedone del nero · b7 pedone del nero · c7 pedone del nero · f7 pedone del nero · g7 pedone del nero · h7 pedone del nero · d6 pedone del nero · e5 cavallo del nero · c4 alfiere del bianco · e4 pedone del bianco · g4 alfiere del nero · c3 cavallo del bianco · a2 pedone del bianco · b2 pedone del bianco · c2 pedone del bianco · d2 pedone del bianco · f2 pedone del bianco · g2 pedone del bianco · h2 pedone del bianco · a1 torre del bianco · c1 alfiere del bianco · d1 donna del bianco · e1 re del bianco · h1 torre del bianco | a8 torre del nero · d8 donna del nero · e8 re del nero · f8 alfiere del nero · g8 cavallo del nero · h8 torre del nero · a7 pedone del nero · b7 pedone del nero · c7 pedone del nero · f7 pedone del nero · g7 pedone del nero · h7 pedone del nero · d6 pedone del nero · e5 cavallo del nero · c4 alfiere del bianco · e4 pedone del bianco · g4 alfiere del nero · c3 cavallo del bianco · a2 pedone del bianco · b2 pedone del bianco · c2 pedone del bianco · d2 pedone del bianco · f2 pedone del bianco · g2 pedone del bianco · h2 pedone del bianco · a1 torre del bianco · c1 alfiere del bianco · d1 donna del bianco · e1 re del bianco · h1 torre del bianco | a8 torre del nero · d8 donna del nero · e8 re del nero · f8 alfiere del nero · g8 cavallo del nero · h8 torre del nero · a7 pedone del nero · b7 pedone del nero · c7 pedone del nero · f7 pedone del nero · g7 pedone del nero · h7 pedone del nero · d6 pedone del nero · e5 cavallo del nero · c4 alfiere del bianco · e4 pedone del bianco · g4 alfiere del nero · c3 cavallo del bianco · a2 pedone del bianco · b2 pedone del bianco · c2 pedone del bianco · d2 pedone del bianco · f2 pedone del bianco · g2 pedone del bianco · h2 pedone del bianco · a1 torre del bianco · c1 alfiere del bianco · d1 donna del bianco · e1 re del bianco · h1 torre del bianco | 3 |
| 2 | a8 torre del nero · d8 donna del nero · e8 re del nero · f8 alfiere del nero · g8 cavallo del nero · h8 torre del nero · a7 pedone del nero · b7 pedone del nero · c7 pedone del nero · f7 pedone del nero · g7 pedone del nero · h7 pedone del nero · d6 pedone del nero · e5 cavallo del nero · c4 alfiere del bianco · e4 pedone del bianco · g4 alfiere del nero · c3 cavallo del bianco · a2 pedone del bianco · b2 pedone del bianco · c2 pedone del bianco · d2 pedone del bianco · f2 pedone del bianco · g2 pedone del bianco · h2 pedone del bianco · a1 torre del bianco · c1 alfiere del bianco · d1 donna del bianco · e1 re del bianco · h1 torre del bianco | a8 torre del nero · d8 donna del nero · e8 re del nero · f8 alfiere del nero · g8 cavallo del nero · h8 torre del nero · a7 pedone del nero · b7 pedone del nero · c7 pedone del nero · f7 pedone del nero · g7 pedone del nero · h7 pedone del nero · d6 pedone del nero · e5 cavallo del nero · c4 alfiere del bianco · e4 pedone del bianco · g4 alfiere del nero · c3 cavallo del bianco · a2 pedone del bianco · b2 pedone del bianco · c2 pedone del bianco · d2 pedone del bianco · f2 pedone del bianco · g2 pedone del bianco · h2 pedone del bianco · a1 torre del bianco · c1 alfiere del bianco · d1 donna del bianco · e1 re del bianco · h1 torre del bianco | a8 torre del nero · d8 donna del nero · e8 re del nero · f8 alfiere del nero · g8 cavallo del nero · h8 torre del nero · a7 pedone del nero · b7 pedone del nero · c7 pedone del nero · f7 pedone del nero · g7 pedone del nero · h7 pedone del nero · d6 pedone del nero · e5 cavallo del nero · c4 alfiere del bianco · e4 pedone del bianco · g4 alfiere del nero · c3 cavallo del bianco · a2 pedone del bianco · b2 pedone del bianco · c2 pedone del bianco · d2 pedone del bianco · f2 pedone del bianco · g2 pedone del bianco · h2 pedone del bianco · a1 torre del bianco · c1 alfiere del bianco · d1 donna del bianco · e1 re del bianco · h1 torre del bianco | a8 torre del nero · d8 donna del nero · e8 re del nero · f8 alfiere del nero · g8 cavallo del nero · h8 torre del nero · a7 pedone del nero · b7 pedone del nero · c7 pedone del nero · f7 pedone del nero · g7 pedone del nero · h7 pedone del nero · d6 pedone del nero · e5 cavallo del nero · c4 alfiere del bianco · e4 pedone del bianco · g4 alfiere del nero · c3 cavallo del bianco · a2 pedone del bianco · b2 pedone del bianco · c2 pedone del bianco · d2 pedone del bianco · f2 pedone del bianco · g2 pedone del bianco · h2 pedone del bianco · a1 torre del bianco · c1 alfiere del bianco · d1 donna del bianco · e1 re del bianco · h1 torre del bianco | a8 torre del nero · d8 donna del nero · e8 re del nero · f8 alfiere del nero · g8 cavallo del nero · h8 torre del nero · a7 pedone del nero · b7 pedone del nero · c7 pedone del nero · f7 pedone del nero · g7 pedone del nero · h7 pedone del nero · d6 pedone del nero · e5 cavallo del nero · c4 alfiere del bianco · e4 pedone del bianco · g4 alfiere del nero · c3 cavallo del bianco · a2 pedone del bianco · b2 pedone del bianco · c2 pedone del bianco · d2 pedone del bianco · f2 pedone del bianco · g2 pedone del bianco · h2 pedone del bianco · a1 torre del bianco · c1 alfiere del bianco · d1 donna del bianco · e1 re del bianco · h1 torre del bianco | a8 torre del nero · d8 donna del nero · e8 re del nero · f8 alfiere del nero · g8 cavallo del nero · h8 torre del nero · a7 pedone del nero · b7 pedone del nero · c7 pedone del nero · f7 pedone del nero · g7 pedone del nero · h7 pedone del nero · d6 pedone del nero · e5 cavallo del nero · c4 alfiere del bianco · e4 pedone del bianco · g4 alfiere del nero · c3 cavallo del bianco · a2 pedone del bianco · b2 pedone del bianco · c2 pedone del bianco · d2 pedone del bianco · f2 pedone del bianco · g2 pedone del bianco · h2 pedone del bianco · a1 torre del bianco · c1 alfiere del bianco · d1 donna del bianco · e1 re del bianco · h1 torre del bianco | a8 torre del nero · d8 donna del nero · e8 re del nero · f8 alfiere del nero · g8 cavallo del nero · h8 torre del nero · a7 pedone del nero · b7 pedone del nero · c7 pedone del nero · f7 pedone del nero · g7 pedone del nero · h7 pedone del nero · d6 pedone del nero · e5 cavallo del nero · c4 alfiere del bianco · e4 pedone del bianco · g4 alfiere del nero · c3 cavallo del bianco · a2 pedone del bianco · b2 pedone del bianco · c2 pedone del bianco · d2 pedone del bianco · f2 pedone del bianco · g2 pedone del bianco · h2 pedone del bianco · a1 torre del bianco · c1 alfiere del bianco · d1 donna del bianco · e1 re del bianco · h1 torre del bianco | a8 torre del nero · d8 donna del nero · e8 re del nero · f8 alfiere del nero · g8 cavallo del nero · h8 torre del nero · a7 pedone del nero · b7 pedone del nero · c7 pedone del nero · f7 pedone del nero · g7 pedone del nero · h7 pedone del nero · d6 pedone del nero · e5 cavallo del nero · c4 alfiere del bianco · e4 pedone del bianco · g4 alfiere del nero · c3 cavallo del bianco · a2 pedone del bianco · b2 pedone del bianco · c2 pedone del bianco · d2 pedone del bianco · f2 pedone del bianco · g2 pedone del bianco · h2 pedone del bianco · a1 torre del bianco · c1 alfiere del bianco · d1 donna del bianco · e1 re del bianco · h1 torre del bianco | 2 |
| 1 | a8 torre del nero · d8 donna del nero · e8 re del nero · f8 alfiere del nero · g8 cavallo del nero · h8 torre del nero · a7 pedone del nero · b7 pedone del nero · c7 pedone del nero · f7 pedone del nero · g7 pedone del nero · h7 pedone del nero · d6 pedone del nero · e5 cavallo del nero · c4 alfiere del bianco · e4 pedone del bianco · g4 alfiere del nero · c3 cavallo del bianco · a2 pedone del bianco · b2 pedone del bianco · c2 pedone del bianco · d2 pedone del bianco · f2 pedone del bianco · g2 pedone del bianco · h2 pedone del bianco · a1 torre del bianco · c1 alfiere del bianco · d1 donna del bianco · e1 re del bianco · h1 torre del bianco | a8 torre del nero · d8 donna del nero · e8 re del nero · f8 alfiere del nero · g8 cavallo del nero · h8 torre del nero · a7 pedone del nero · b7 pedone del nero · c7 pedone del nero · f7 pedone del nero · g7 pedone del nero · h7 pedone del nero · d6 pedone del nero · e5 cavallo del nero · c4 alfiere del bianco · e4 pedone del bianco · g4 alfiere del nero · c3 cavallo del bianco · a2 pedone del bianco · b2 pedone del bianco · c2 pedone del bianco · d2 pedone del bianco · f2 pedone del bianco · g2 pedone del bianco · h2 pedone del bianco · a1 torre del bianco · c1 alfiere del bianco · d1 donna del bianco · e1 re del bianco · h1 torre del bianco | a8 torre del nero · d8 donna del nero · e8 re del nero · f8 alfiere del nero · g8 cavallo del nero · h8 torre del nero · a7 pedone del nero · b7 pedone del nero · c7 pedone del nero · f7 pedone del nero · g7 pedone del nero · h7 pedone del nero · d6 pedone del nero · e5 cavallo del nero · c4 alfiere del bianco · e4 pedone del bianco · g4 alfiere del nero · c3 cavallo del bianco · a2 pedone del bianco · b2 pedone del bianco · c2 pedone del bianco · d2 pedone del bianco · f2 pedone del bianco · g2 pedone del bianco · h2 pedone del bianco · a1 torre del bianco · c1 alfiere del bianco · d1 donna del bianco · e1 re del bianco · h1 torre del bianco | a8 torre del nero · d8 donna del nero · e8 re del nero · f8 alfiere del nero · g8 cavallo del nero · h8 torre del nero · a7 pedone del nero · b7 pedone del nero · c7 pedone del nero · f7 pedone del nero · g7 pedone del nero · h7 pedone del nero · d6 pedone del nero · e5 cavallo del nero · c4 alfiere del bianco · e4 pedone del bianco · g4 alfiere del nero · c3 cavallo del bianco · a2 pedone del bianco · b2 pedone del bianco · c2 pedone del bianco · d2 pedone del bianco · f2 pedone del bianco · g2 pedone del bianco · h2 pedone del bianco · a1 torre del bianco · c1 alfiere del bianco · d1 donna del bianco · e1 re del bianco · h1 torre del bianco | a8 torre del nero · d8 donna del nero · e8 re del nero · f8 alfiere del nero · g8 cavallo del nero · h8 torre del nero · a7 pedone del nero · b7 pedone del nero · c7 pedone del nero · f7 pedone del nero · g7 pedone del nero · h7 pedone del nero · d6 pedone del nero · e5 cavallo del nero · c4 alfiere del bianco · e4 pedone del bianco · g4 alfiere del nero · c3 cavallo del bianco · a2 pedone del bianco · b2 pedone del bianco · c2 pedone del bianco · d2 pedone del bianco · f2 pedone del bianco · g2 pedone del bianco · h2 pedone del bianco · a1 torre del bianco · c1 alfiere del bianco · d1 donna del bianco · e1 re del bianco · h1 torre del bianco | a8 torre del nero · d8 donna del nero · e8 re del nero · f8 alfiere del nero · g8 cavallo del nero · h8 torre del nero · a7 pedone del nero · b7 pedone del nero · c7 pedone del nero · f7 pedone del nero · g7 pedone del nero · h7 pedone del nero · d6 pedone del nero · e5 cavallo del nero · c4 alfiere del bianco · e4 pedone del bianco · g4 alfiere del nero · c3 cavallo del bianco · a2 pedone del bianco · b2 pedone del bianco · c2 pedone del bianco · d2 pedone del bianco · f2 pedone del bianco · g2 pedone del bianco · h2 pedone del bianco · a1 torre del bianco · c1 alfiere del bianco · d1 donna del bianco · e1 re del bianco · h1 torre del bianco | a8 torre del nero · d8 donna del nero · e8 re del nero · f8 alfiere del nero · g8 cavallo del nero · h8 torre del nero · a7 pedone del nero · b7 pedone del nero · c7 pedone del nero · f7 pedone del nero · g7 pedone del nero · h7 pedone del nero · d6 pedone del nero · e5 cavallo del nero · c4 alfiere del bianco · e4 pedone del bianco · g4 alfiere del nero · c3 cavallo del bianco · a2 pedone del bianco · b2 pedone del bianco · c2 pedone del bianco · d2 pedone del bianco · f2 pedone del bianco · g2 pedone del bianco · h2 pedone del bianco · a1 torre del bianco · c1 alfiere del bianco · d1 donna del bianco · e1 re del bianco · h1 torre del bianco | a8 torre del nero · d8 donna del nero · e8 re del nero · f8 alfiere del nero · g8 cavallo del nero · h8 torre del nero · a7 pedone del nero · b7 pedone del nero · c7 pedone del nero · f7 pedone del nero · g7 pedone del nero · h7 pedone del nero · d6 pedone del nero · e5 cavallo del nero · c4 alfiere del bianco · e4 pedone del bianco · g4 alfiere del nero · c3 cavallo del bianco · a2 pedone del bianco · b2 pedone del bianco · c2 pedone del bianco · d2 pedone del bianco · f2 pedone del bianco · g2 pedone del bianco · h2 pedone del bianco · a1 torre del bianco · c1 alfiere del bianco · d1 donna del bianco · e1 re del bianco · h1 torre del bianco | 1 |
|   | a | b | c | d | e | f | g | h |   |

|   | a | b | c | d | e | f | g | h |   |
| 8 | a8 torre del nero · d8 donna del nero · e8 re del nero · f8 alfiere del nero · g8 cavallo del nero · h8 torre del nero · a7 pedone del nero · b7 pedone del nero · c7 pedone del nero · f7 pedone del nero · g7 pedone del nero · h7 pedone del nero · d6 pedone del nero · b5 donna del bianco · c4 cavallo del nero · c3 cavallo del bianco · h3 pedone del bianco · a2 pedone del bianco · b2 pedone del bianco · c2 pedone del bianco · d2 pedone del bianco · f2 pedone del bianco · g2 pedone del bianco · a1 torre del bianco · c1 alfiere del bianco · e1 re del bianco · h1 torre del bianco | a8 torre del nero · d8 donna del nero · e8 re del nero · f8 alfiere del nero · g8 cavallo del nero · h8 torre del nero · a7 pedone del nero · b7 pedone del nero · c7 pedone del nero · f7 pedone del nero · g7 pedone del nero · h7 pedone del nero · d6 pedone del nero · b5 donna del bianco · c4 cavallo del nero · c3 cavallo del bianco · h3 pedone del bianco · a2 pedone del bianco · b2 pedone del bianco · c2 pedone del bianco · d2 pedone del bianco · f2 pedone del bianco · g2 pedone del bianco · a1 torre del bianco · c1 alfiere del bianco · e1 re del bianco · h1 torre del bianco | a8 torre del nero · d8 donna del nero · e8 re del nero · f8 alfiere del nero · g8 cavallo del nero · h8 torre del nero · a7 pedone del nero · b7 pedone del nero · c7 pedone del nero · f7 pedone del nero · g7 pedone del nero · h7 pedone del nero · d6 pedone del nero · b5 donna del bianco · c4 cavallo del nero · c3 cavallo del bianco · h3 pedone del bianco · a2 pedone del bianco · b2 pedone del bianco · c2 pedone del bianco · d2 pedone del bianco · f2 pedone del bianco · g2 pedone del bianco · a1 torre del bianco · c1 alfiere del bianco · e1 re del bianco · h1 torre del bianco | a8 torre del nero · d8 donna del nero · e8 re del nero · f8 alfiere del nero · g8 cavallo del nero · h8 torre del nero · a7 pedone del nero · b7 pedone del nero · c7 pedone del nero · f7 pedone del nero · g7 pedone del nero · h7 pedone del nero · d6 pedone del nero · b5 donna del bianco · c4 cavallo del nero · c3 cavallo del bianco · h3 pedone del bianco · a2 pedone del bianco · b2 pedone del bianco · c2 pedone del bianco · d2 pedone del bianco · f2 pedone del bianco · g2 pedone del bianco · a1 torre del bianco · c1 alfiere del bianco · e1 re del bianco · h1 torre del bianco | a8 torre del nero · d8 donna del nero · e8 re del nero · f8 alfiere del nero · g8 cavallo del nero · h8 torre del nero · a7 pedone del nero · b7 pedone del nero · c7 pedone del nero · f7 pedone del nero · g7 pedone del nero · h7 pedone del nero · d6 pedone del nero · b5 donna del bianco · c4 cavallo del nero · c3 cavallo del bianco · h3 pedone del bianco · a2 pedone del bianco · b2 pedone del bianco · c2 pedone del bianco · d2 pedone del bianco · f2 pedone del bianco · g2 pedone del bianco · a1 torre del bianco · c1 alfiere del bianco · e1 re del bianco · h1 torre del bianco | a8 torre del nero · d8 donna del nero · e8 re del nero · f8 alfiere del nero · g8 cavallo del nero · h8 torre del nero · a7 pedone del nero · b7 pedone del nero · c7 pedone del nero · f7 pedone del nero · g7 pedone del nero · h7 pedone del nero · d6 pedone del nero · b5 donna del bianco · c4 cavallo del nero · c3 cavallo del bianco · h3 pedone del bianco · a2 pedone del bianco · b2 pedone del bianco · c2 pedone del bianco · d2 pedone del bianco · f2 pedone del bianco · g2 pedone del bianco · a1 torre del bianco · c1 alfiere del bianco · e1 re del bianco · h1 torre del bianco | a8 torre del nero · d8 donna del nero · e8 re del nero · f8 alfiere del nero · g8 cavallo del nero · h8 torre del nero · a7 pedone del nero · b7 pedone del nero · c7 pedone del nero · f7 pedone del nero · g7 pedone del nero · h7 pedone del nero · d6 pedone del nero · b5 donna del bianco · c4 cavallo del nero · c3 cavallo del bianco · h3 pedone del bianco · a2 pedone del bianco · b2 pedone del bianco · c2 pedone del bianco · d2 pedone del bianco · f2 pedone del bianco · g2 pedone del bianco · a1 torre del bianco · c1 alfiere del bianco · e1 re del bianco · h1 torre del bianco | a8 torre del nero · d8 donna del nero · e8 re del nero · f8 alfiere del nero · g8 cavallo del nero · h8 torre del nero · a7 pedone del nero · b7 pedone del nero · c7 pedone del nero · f7 pedone del nero · g7 pedone del nero · h7 pedone del nero · d6 pedone del nero · b5 donna del bianco · c4 cavallo del nero · c3 cavallo del bianco · h3 pedone del bianco · a2 pedone del bianco · b2 pedone del bianco · c2 pedone del bianco · d2 pedone del bianco · f2 pedone del bianco · g2 pedone del bianco · a1 torre del bianco · c1 alfiere del bianco · e1 re del bianco · h1 torre del bianco | 8 |
| 7 | a8 torre del nero · d8 donna del nero · e8 re del nero · f8 alfiere del nero · g8 cavallo del nero · h8 torre del nero · a7 pedone del nero · b7 pedone del nero · c7 pedone del nero · f7 pedone del nero · g7 pedone del nero · h7 pedone del nero · d6 pedone del nero · b5 donna del bianco · c4 cavallo del nero · c3 cavallo del bianco · h3 pedone del bianco · a2 pedone del bianco · b2 pedone del bianco · c2 pedone del bianco · d2 pedone del bianco · f2 pedone del bianco · g2 pedone del bianco · a1 torre del bianco · c1 alfiere del bianco · e1 re del bianco · h1 torre del bianco | a8 torre del nero · d8 donna del nero · e8 re del nero · f8 alfiere del nero · g8 cavallo del nero · h8 torre del nero · a7 pedone del nero · b7 pedone del nero · c7 pedone del nero · f7 pedone del nero · g7 pedone del nero · h7 pedone del nero · d6 pedone del nero · b5 donna del bianco · c4 cavallo del nero · c3 cavallo del bianco · h3 pedone del bianco · a2 pedone del bianco · b2 pedone del bianco · c2 pedone del bianco · d2 pedone del bianco · f2 pedone del bianco · g2 pedone del bianco · a1 torre del bianco · c1 alfiere del bianco · e1 re del bianco · h1 torre del bianco | a8 torre del nero · d8 donna del nero · e8 re del nero · f8 alfiere del nero · g8 cavallo del nero · h8 torre del nero · a7 pedone del nero · b7 pedone del nero · c7 pedone del nero · f7 pedone del nero · g7 pedone del nero · h7 pedone del nero · d6 pedone del nero · b5 donna del bianco · c4 cavallo del nero · c3 cavallo del bianco · h3 pedone del bianco · a2 pedone del bianco · b2 pedone del bianco · c2 pedone del bianco · d2 pedone del bianco · f2 pedone del bianco · g2 pedone del bianco · a1 torre del bianco · c1 alfiere del bianco · e1 re del bianco · h1 torre del bianco | a8 torre del nero · d8 donna del nero · e8 re del nero · f8 alfiere del nero · g8 cavallo del nero · h8 torre del nero · a7 pedone del nero · b7 pedone del nero · c7 pedone del nero · f7 pedone del nero · g7 pedone del nero · h7 pedone del nero · d6 pedone del nero · b5 donna del bianco · c4 cavallo del nero · c3 cavallo del bianco · h3 pedone del bianco · a2 pedone del bianco · b2 pedone del bianco · c2 pedone del bianco · d2 pedone del bianco · f2 pedone del bianco · g2 pedone del bianco · a1 torre del bianco · c1 alfiere del bianco · e1 re del bianco · h1 torre del bianco | a8 torre del nero · d8 donna del nero · e8 re del nero · f8 alfiere del nero · g8 cavallo del nero · h8 torre del nero · a7 pedone del nero · b7 pedone del nero · c7 pedone del nero · f7 pedone del nero · g7 pedone del nero · h7 pedone del nero · d6 pedone del nero · b5 donna del bianco · c4 cavallo del nero · c3 cavallo del bianco · h3 pedone del bianco · a2 pedone del bianco · b2 pedone del bianco · c2 pedone del bianco · d2 pedone del bianco · f2 pedone del bianco · g2 pedone del bianco · a1 torre del bianco · c1 alfiere del bianco · e1 re del bianco · h1 torre del bianco | a8 torre del nero · d8 donna del nero · e8 re del nero · f8 alfiere del nero · g8 cavallo del nero · h8 torre del nero · a7 pedone del nero · b7 pedone del nero · c7 pedone del nero · f7 pedone del nero · g7 pedone del nero · h7 pedone del nero · d6 pedone del nero · b5 donna del bianco · c4 cavallo del nero · c3 cavallo del bianco · h3 pedone del bianco · a2 pedone del bianco · b2 pedone del bianco · c2 pedone del bianco · d2 pedone del bianco · f2 pedone del bianco · g2 pedone del bianco · a1 torre del bianco · c1 alfiere del bianco · e1 re del bianco · h1 torre del bianco | a8 torre del nero · d8 donna del nero · e8 re del nero · f8 alfiere del nero · g8 cavallo del nero · h8 torre del nero · a7 pedone del nero · b7 pedone del nero · c7 pedone del nero · f7 pedone del nero · g7 pedone del nero · h7 pedone del nero · d6 pedone del nero · b5 donna del bianco · c4 cavallo del nero · c3 cavallo del bianco · h3 pedone del bianco · a2 pedone del bianco · b2 pedone del bianco · c2 pedone del bianco · d2 pedone del bianco · f2 pedone del bianco · g2 pedone del bianco · a1 torre del bianco · c1 alfiere del bianco · e1 re del bianco · h1 torre del bianco | a8 torre del nero · d8 donna del nero · e8 re del nero · f8 alfiere del nero · g8 cavallo del nero · h8 torre del nero · a7 pedone del nero · b7 pedone del nero · c7 pedone del nero · f7 pedone del nero · g7 pedone del nero · h7 pedone del nero · d6 pedone del nero · b5 donna del bianco · c4 cavallo del nero · c3 cavallo del bianco · h3 pedone del bianco · a2 pedone del bianco · b2 pedone del bianco · c2 pedone del bianco · d2 pedone del bianco · f2 pedone del bianco · g2 pedone del bianco · a1 torre del bianco · c1 alfiere del bianco · e1 re del bianco · h1 torre del bianco | 7 |
| 6 | a8 torre del nero · d8 donna del nero · e8 re del nero · f8 alfiere del nero · g8 cavallo del nero · h8 torre del nero · a7 pedone del nero · b7 pedone del nero · c7 pedone del nero · f7 pedone del nero · g7 pedone del nero · h7 pedone del nero · d6 pedone del nero · b5 donna del bianco · c4 cavallo del nero · c3 cavallo del bianco · h3 pedone del bianco · a2 pedone del bianco · b2 pedone del bianco · c2 pedone del bianco · d2 pedone del bianco · f2 pedone del bianco · g2 pedone del bianco · a1 torre del bianco · c1 alfiere del bianco · e1 re del bianco · h1 torre del bianco | a8 torre del nero · d8 donna del nero · e8 re del nero · f8 alfiere del nero · g8 cavallo del nero · h8 torre del nero · a7 pedone del nero · b7 pedone del nero · c7 pedone del nero · f7 pedone del nero · g7 pedone del nero · h7 pedone del nero · d6 pedone del nero · b5 donna del bianco · c4 cavallo del nero · c3 cavallo del bianco · h3 pedone del bianco · a2 pedone del bianco · b2 pedone del bianco · c2 pedone del bianco · d2 pedone del bianco · f2 pedone del bianco · g2 pedone del bianco · a1 torre del bianco · c1 alfiere del bianco · e1 re del bianco · h1 torre del bianco | a8 torre del nero · d8 donna del nero · e8 re del nero · f8 alfiere del nero · g8 cavallo del nero · h8 torre del nero · a7 pedone del nero · b7 pedone del nero · c7 pedone del nero · f7 pedone del nero · g7 pedone del nero · h7 pedone del nero · d6 pedone del nero · b5 donna del bianco · c4 cavallo del nero · c3 cavallo del bianco · h3 pedone del bianco · a2 pedone del bianco · b2 pedone del bianco · c2 pedone del bianco · d2 pedone del bianco · f2 pedone del bianco · g2 pedone del bianco · a1 torre del bianco · c1 alfiere del bianco · e1 re del bianco · h1 torre del bianco | a8 torre del nero · d8 donna del nero · e8 re del nero · f8 alfiere del nero · g8 cavallo del nero · h8 torre del nero · a7 pedone del nero · b7 pedone del nero · c7 pedone del nero · f7 pedone del nero · g7 pedone del nero · h7 pedone del nero · d6 pedone del nero · b5 donna del bianco · c4 cavallo del nero · c3 cavallo del bianco · h3 pedone del bianco · a2 pedone del bianco · b2 pedone del bianco · c2 pedone del bianco · d2 pedone del bianco · f2 pedone del bianco · g2 pedone del bianco · a1 torre del bianco · c1 alfiere del bianco · e1 re del bianco · h1 torre del bianco | a8 torre del nero · d8 donna del nero · e8 re del nero · f8 alfiere del nero · g8 cavallo del nero · h8 torre del nero · a7 pedone del nero · b7 pedone del nero · c7 pedone del nero · f7 pedone del nero · g7 pedone del nero · h7 pedone del nero · d6 pedone del nero · b5 donna del bianco · c4 cavallo del nero · c3 cavallo del bianco · h3 pedone del bianco · a2 pedone del bianco · b2 pedone del bianco · c2 pedone del bianco · d2 pedone del bianco · f2 pedone del bianco · g2 pedone del bianco · a1 torre del bianco · c1 alfiere del bianco · e1 re del bianco · h1 torre del bianco | a8 torre del nero · d8 donna del nero · e8 re del nero · f8 alfiere del nero · g8 cavallo del nero · h8 torre del nero · a7 pedone del nero · b7 pedone del nero · c7 pedone del nero · f7 pedone del nero · g7 pedone del nero · h7 pedone del nero · d6 pedone del nero · b5 donna del bianco · c4 cavallo del nero · c3 cavallo del bianco · h3 pedone del bianco · a2 pedone del bianco · b2 pedone del bianco · c2 pedone del bianco · d2 pedone del bianco · f2 pedone del bianco · g2 pedone del bianco · a1 torre del bianco · c1 alfiere del bianco · e1 re del bianco · h1 torre del bianco | a8 torre del nero · d8 donna del nero · e8 re del nero · f8 alfiere del nero · g8 cavallo del nero · h8 torre del nero · a7 pedone del nero · b7 pedone del nero · c7 pedone del nero · f7 pedone del nero · g7 pedone del nero · h7 pedone del nero · d6 pedone del nero · b5 donna del bianco · c4 cavallo del nero · c3 cavallo del bianco · h3 pedone del bianco · a2 pedone del bianco · b2 pedone del bianco · c2 pedone del bianco · d2 pedone del bianco · f2 pedone del bianco · g2 pedone del bianco · a1 torre del bianco · c1 alfiere del bianco · e1 re del bianco · h1 torre del bianco | a8 torre del nero · d8 donna del nero · e8 re del nero · f8 alfiere del nero · g8 cavallo del nero · h8 torre del nero · a7 pedone del nero · b7 pedone del nero · c7 pedone del nero · f7 pedone del nero · g7 pedone del nero · h7 pedone del nero · d6 pedone del nero · b5 donna del bianco · c4 cavallo del nero · c3 cavallo del bianco · h3 pedone del bianco · a2 pedone del bianco · b2 pedone del bianco · c2 pedone del bianco · d2 pedone del bianco · f2 pedone del bianco · g2 pedone del bianco · a1 torre del bianco · c1 alfiere del bianco · e1 re del bianco · h1 torre del bianco | 6 |
| 5 | a8 torre del nero · d8 donna del nero · e8 re del nero · f8 alfiere del nero · g8 cavallo del nero · h8 torre del nero · a7 pedone del nero · b7 pedone del nero · c7 pedone del nero · f7 pedone del nero · g7 pedone del nero · h7 pedone del nero · d6 pedone del nero · b5 donna del bianco · c4 cavallo del nero · c3 cavallo del bianco · h3 pedone del bianco · a2 pedone del bianco · b2 pedone del bianco · c2 pedone del bianco · d2 pedone del bianco · f2 pedone del bianco · g2 pedone del bianco · a1 torre del bianco · c1 alfiere del bianco · e1 re del bianco · h1 torre del bianco | a8 torre del nero · d8 donna del nero · e8 re del nero · f8 alfiere del nero · g8 cavallo del nero · h8 torre del nero · a7 pedone del nero · b7 pedone del nero · c7 pedone del nero · f7 pedone del nero · g7 pedone del nero · h7 pedone del nero · d6 pedone del nero · b5 donna del bianco · c4 cavallo del nero · c3 cavallo del bianco · h3 pedone del bianco · a2 pedone del bianco · b2 pedone del bianco · c2 pedone del bianco · d2 pedone del bianco · f2 pedone del bianco · g2 pedone del bianco · a1 torre del bianco · c1 alfiere del bianco · e1 re del bianco · h1 torre del bianco | a8 torre del nero · d8 donna del nero · e8 re del nero · f8 alfiere del nero · g8 cavallo del nero · h8 torre del nero · a7 pedone del nero · b7 pedone del nero · c7 pedone del nero · f7 pedone del nero · g7 pedone del nero · h7 pedone del nero · d6 pedone del nero · b5 donna del bianco · c4 cavallo del nero · c3 cavallo del bianco · h3 pedone del bianco · a2 pedone del bianco · b2 pedone del bianco · c2 pedone del bianco · d2 pedone del bianco · f2 pedone del bianco · g2 pedone del bianco · a1 torre del bianco · c1 alfiere del bianco · e1 re del bianco · h1 torre del bianco | a8 torre del nero · d8 donna del nero · e8 re del nero · f8 alfiere del nero · g8 cavallo del nero · h8 torre del nero · a7 pedone del nero · b7 pedone del nero · c7 pedone del nero · f7 pedone del nero · g7 pedone del nero · h7 pedone del nero · d6 pedone del nero · b5 donna del bianco · c4 cavallo del nero · c3 cavallo del bianco · h3 pedone del bianco · a2 pedone del bianco · b2 pedone del bianco · c2 pedone del bianco · d2 pedone del bianco · f2 pedone del bianco · g2 pedone del bianco · a1 torre del bianco · c1 alfiere del bianco · e1 re del bianco · h1 torre del bianco | a8 torre del nero · d8 donna del nero · e8 re del nero · f8 alfiere del nero · g8 cavallo del nero · h8 torre del nero · a7 pedone del nero · b7 pedone del nero · c7 pedone del nero · f7 pedone del nero · g7 pedone del nero · h7 pedone del nero · d6 pedone del nero · b5 donna del bianco · c4 cavallo del nero · c3 cavallo del bianco · h3 pedone del bianco · a2 pedone del bianco · b2 pedone del bianco · c2 pedone del bianco · d2 pedone del bianco · f2 pedone del bianco · g2 pedone del bianco · a1 torre del bianco · c1 alfiere del bianco · e1 re del bianco · h1 torre del bianco | a8 torre del nero · d8 donna del nero · e8 re del nero · f8 alfiere del nero · g8 cavallo del nero · h8 torre del nero · a7 pedone del nero · b7 pedone del nero · c7 pedone del nero · f7 pedone del nero · g7 pedone del nero · h7 pedone del nero · d6 pedone del nero · b5 donna del bianco · c4 cavallo del nero · c3 cavallo del bianco · h3 pedone del bianco · a2 pedone del bianco · b2 pedone del bianco · c2 pedone del bianco · d2 pedone del bianco · f2 pedone del bianco · g2 pedone del bianco · a1 torre del bianco · c1 alfiere del bianco · e1 re del bianco · h1 torre del bianco | a8 torre del nero · d8 donna del nero · e8 re del nero · f8 alfiere del nero · g8 cavallo del nero · h8 torre del nero · a7 pedone del nero · b7 pedone del nero · c7 pedone del nero · f7 pedone del nero · g7 pedone del nero · h7 pedone del nero · d6 pedone del nero · b5 donna del bianco · c4 cavallo del nero · c3 cavallo del bianco · h3 pedone del bianco · a2 pedone del bianco · b2 pedone del bianco · c2 pedone del bianco · d2 pedone del bianco · f2 pedone del bianco · g2 pedone del bianco · a1 torre del bianco · c1 alfiere del bianco · e1 re del bianco · h1 torre del bianco | a8 torre del nero · d8 donna del nero · e8 re del nero · f8 alfiere del nero · g8 cavallo del nero · h8 torre del nero · a7 pedone del nero · b7 pedone del nero · c7 pedone del nero · f7 pedone del nero · g7 pedone del nero · h7 pedone del nero · d6 pedone del nero · b5 donna del bianco · c4 cavallo del nero · c3 cavallo del bianco · h3 pedone del bianco · a2 pedone del bianco · b2 pedone del bianco · c2 pedone del bianco · d2 pedone del bianco · f2 pedone del bianco · g2 pedone del bianco · a1 torre del bianco · c1 alfiere del bianco · e1 re del bianco · h1 torre del bianco | 5 |
| 4 | a8 torre del nero · d8 donna del nero · e8 re del nero · f8 alfiere del nero · g8 cavallo del nero · h8 torre del nero · a7 pedone del nero · b7 pedone del nero · c7 pedone del nero · f7 pedone del nero · g7 pedone del nero · h7 pedone del nero · d6 pedone del nero · b5 donna del bianco · c4 cavallo del nero · c3 cavallo del bianco · h3 pedone del bianco · a2 pedone del bianco · b2 pedone del bianco · c2 pedone del bianco · d2 pedone del bianco · f2 pedone del bianco · g2 pedone del bianco · a1 torre del bianco · c1 alfiere del bianco · e1 re del bianco · h1 torre del bianco | a8 torre del nero · d8 donna del nero · e8 re del nero · f8 alfiere del nero · g8 cavallo del nero · h8 torre del nero · a7 pedone del nero · b7 pedone del nero · c7 pedone del nero · f7 pedone del nero · g7 pedone del nero · h7 pedone del nero · d6 pedone del nero · b5 donna del bianco · c4 cavallo del nero · c3 cavallo del bianco · h3 pedone del bianco · a2 pedone del bianco · b2 pedone del bianco · c2 pedone del bianco · d2 pedone del bianco · f2 pedone del bianco · g2 pedone del bianco · a1 torre del bianco · c1 alfiere del bianco · e1 re del bianco · h1 torre del bianco | a8 torre del nero · d8 donna del nero · e8 re del nero · f8 alfiere del nero · g8 cavallo del nero · h8 torre del nero · a7 pedone del nero · b7 pedone del nero · c7 pedone del nero · f7 pedone del nero · g7 pedone del nero · h7 pedone del nero · d6 pedone del nero · b5 donna del bianco · c4 cavallo del nero · c3 cavallo del bianco · h3 pedone del bianco · a2 pedone del bianco · b2 pedone del bianco · c2 pedone del bianco · d2 pedone del bianco · f2 pedone del bianco · g2 pedone del bianco · a1 torre del bianco · c1 alfiere del bianco · e1 re del bianco · h1 torre del bianco | a8 torre del nero · d8 donna del nero · e8 re del nero · f8 alfiere del nero · g8 cavallo del nero · h8 torre del nero · a7 pedone del nero · b7 pedone del nero · c7 pedone del nero · f7 pedone del nero · g7 pedone del nero · h7 pedone del nero · d6 pedone del nero · b5 donna del bianco · c4 cavallo del nero · c3 cavallo del bianco · h3 pedone del bianco · a2 pedone del bianco · b2 pedone del bianco · c2 pedone del bianco · d2 pedone del bianco · f2 pedone del bianco · g2 pedone del bianco · a1 torre del bianco · c1 alfiere del bianco · e1 re del bianco · h1 torre del bianco | a8 torre del nero · d8 donna del nero · e8 re del nero · f8 alfiere del nero · g8 cavallo del nero · h8 torre del nero · a7 pedone del nero · b7 pedone del nero · c7 pedone del nero · f7 pedone del nero · g7 pedone del nero · h7 pedone del nero · d6 pedone del nero · b5 donna del bianco · c4 cavallo del nero · c3 cavallo del bianco · h3 pedone del bianco · a2 pedone del bianco · b2 pedone del bianco · c2 pedone del bianco · d2 pedone del bianco · f2 pedone del bianco · g2 pedone del bianco · a1 torre del bianco · c1 alfiere del bianco · e1 re del bianco · h1 torre del bianco | a8 torre del nero · d8 donna del nero · e8 re del nero · f8 alfiere del nero · g8 cavallo del nero · h8 torre del nero · a7 pedone del nero · b7 pedone del nero · c7 pedone del nero · f7 pedone del nero · g7 pedone del nero · h7 pedone del nero · d6 pedone del nero · b5 donna del bianco · c4 cavallo del nero · c3 cavallo del bianco · h3 pedone del bianco · a2 pedone del bianco · b2 pedone del bianco · c2 pedone del bianco · d2 pedone del bianco · f2 pedone del bianco · g2 pedone del bianco · a1 torre del bianco · c1 alfiere del bianco · e1 re del bianco · h1 torre del bianco | a8 torre del nero · d8 donna del nero · e8 re del nero · f8 alfiere del nero · g8 cavallo del nero · h8 torre del nero · a7 pedone del nero · b7 pedone del nero · c7 pedone del nero · f7 pedone del nero · g7 pedone del nero · h7 pedone del nero · d6 pedone del nero · b5 donna del bianco · c4 cavallo del nero · c3 cavallo del bianco · h3 pedone del bianco · a2 pedone del bianco · b2 pedone del bianco · c2 pedone del bianco · d2 pedone del bianco · f2 pedone del bianco · g2 pedone del bianco · a1 torre del bianco · c1 alfiere del bianco · e1 re del bianco · h1 torre del bianco | a8 torre del nero · d8 donna del nero · e8 re del nero · f8 alfiere del nero · g8 cavallo del nero · h8 torre del nero · a7 pedone del nero · b7 pedone del nero · c7 pedone del nero · f7 pedone del nero · g7 pedone del nero · h7 pedone del nero · d6 pedone del nero · b5 donna del bianco · c4 cavallo del nero · c3 cavallo del bianco · h3 pedone del bianco · a2 pedone del bianco · b2 pedone del bianco · c2 pedone del bianco · d2 pedone del bianco · f2 pedone del bianco · g2 pedone del bianco · a1 torre del bianco · c1 alfiere del bianco · e1 re del bianco · h1 torre del bianco | 4 |
| 3 | a8 torre del nero · d8 donna del nero · e8 re del nero · f8 alfiere del nero · g8 cavallo del nero · h8 torre del nero · a7 pedone del nero · b7 pedone del nero · c7 pedone del nero · f7 pedone del nero · g7 pedone del nero · h7 pedone del nero · d6 pedone del nero · b5 donna del bianco · c4 cavallo del nero · c3 cavallo del bianco · h3 pedone del bianco · a2 pedone del bianco · b2 pedone del bianco · c2 pedone del bianco · d2 pedone del bianco · f2 pedone del bianco · g2 pedone del bianco · a1 torre del bianco · c1 alfiere del bianco · e1 re del bianco · h1 torre del bianco | a8 torre del nero · d8 donna del nero · e8 re del nero · f8 alfiere del nero · g8 cavallo del nero · h8 torre del nero · a7 pedone del nero · b7 pedone del nero · c7 pedone del nero · f7 pedone del nero · g7 pedone del nero · h7 pedone del nero · d6 pedone del nero · b5 donna del bianco · c4 cavallo del nero · c3 cavallo del bianco · h3 pedone del bianco · a2 pedone del bianco · b2 pedone del bianco · c2 pedone del bianco · d2 pedone del bianco · f2 pedone del bianco · g2 pedone del bianco · a1 torre del bianco · c1 alfiere del bianco · e1 re del bianco · h1 torre del bianco | a8 torre del nero · d8 donna del nero · e8 re del nero · f8 alfiere del nero · g8 cavallo del nero · h8 torre del nero · a7 pedone del nero · b7 pedone del nero · c7 pedone del nero · f7 pedone del nero · g7 pedone del nero · h7 pedone del nero · d6 pedone del nero · b5 donna del bianco · c4 cavallo del nero · c3 cavallo del bianco · h3 pedone del bianco · a2 pedone del bianco · b2 pedone del bianco · c2 pedone del bianco · d2 pedone del bianco · f2 pedone del bianco · g2 pedone del bianco · a1 torre del bianco · c1 alfiere del bianco · e1 re del bianco · h1 torre del bianco | a8 torre del nero · d8 donna del nero · e8 re del nero · f8 alfiere del nero · g8 cavallo del nero · h8 torre del nero · a7 pedone del nero · b7 pedone del nero · c7 pedone del nero · f7 pedone del nero · g7 pedone del nero · h7 pedone del nero · d6 pedone del nero · b5 donna del bianco · c4 cavallo del nero · c3 cavallo del bianco · h3 pedone del bianco · a2 pedone del bianco · b2 pedone del bianco · c2 pedone del bianco · d2 pedone del bianco · f2 pedone del bianco · g2 pedone del bianco · a1 torre del bianco · c1 alfiere del bianco · e1 re del bianco · h1 torre del bianco | a8 torre del nero · d8 donna del nero · e8 re del nero · f8 alfiere del nero · g8 cavallo del nero · h8 torre del nero · a7 pedone del nero · b7 pedone del nero · c7 pedone del nero · f7 pedone del nero · g7 pedone del nero · h7 pedone del nero · d6 pedone del nero · b5 donna del bianco · c4 cavallo del nero · c3 cavallo del bianco · h3 pedone del bianco · a2 pedone del bianco · b2 pedone del bianco · c2 pedone del bianco · d2 pedone del bianco · f2 pedone del bianco · g2 pedone del bianco · a1 torre del bianco · c1 alfiere del bianco · e1 re del bianco · h1 torre del bianco | a8 torre del nero · d8 donna del nero · e8 re del nero · f8 alfiere del nero · g8 cavallo del nero · h8 torre del nero · a7 pedone del nero · b7 pedone del nero · c7 pedone del nero · f7 pedone del nero · g7 pedone del nero · h7 pedone del nero · d6 pedone del nero · b5 donna del bianco · c4 cavallo del nero · c3 cavallo del bianco · h3 pedone del bianco · a2 pedone del bianco · b2 pedone del bianco · c2 pedone del bianco · d2 pedone del bianco · f2 pedone del bianco · g2 pedone del bianco · a1 torre del bianco · c1 alfiere del bianco · e1 re del bianco · h1 torre del bianco | a8 torre del nero · d8 donna del nero · e8 re del nero · f8 alfiere del nero · g8 cavallo del nero · h8 torre del nero · a7 pedone del nero · b7 pedone del nero · c7 pedone del nero · f7 pedone del nero · g7 pedone del nero · h7 pedone del nero · d6 pedone del nero · b5 donna del bianco · c4 cavallo del nero · c3 cavallo del bianco · h3 pedone del bianco · a2 pedone del bianco · b2 pedone del bianco · c2 pedone del bianco · d2 pedone del bianco · f2 pedone del bianco · g2 pedone del bianco · a1 torre del bianco · c1 alfiere del bianco · e1 re del bianco · h1 torre del bianco | a8 torre del nero · d8 donna del nero · e8 re del nero · f8 alfiere del nero · g8 cavallo del nero · h8 torre del nero · a7 pedone del nero · b7 pedone del nero · c7 pedone del nero · f7 pedone del nero · g7 pedone del nero · h7 pedone del nero · d6 pedone del nero · b5 donna del bianco · c4 cavallo del nero · c3 cavallo del bianco · h3 pedone del bianco · a2 pedone del bianco · b2 pedone del bianco · c2 pedone del bianco · d2 pedone del bianco · f2 pedone del bianco · g2 pedone del bianco · a1 torre del bianco · c1 alfiere del bianco · e1 re del bianco · h1 torre del bianco | 3 |
| 2 | a8 torre del nero · d8 donna del nero · e8 re del nero · f8 alfiere del nero · g8 cavallo del nero · h8 torre del nero · a7 pedone del nero · b7 pedone del nero · c7 pedone del nero · f7 pedone del nero · g7 pedone del nero · h7 pedone del nero · d6 pedone del nero · b5 donna del bianco · c4 cavallo del nero · c3 cavallo del bianco · h3 pedone del bianco · a2 pedone del bianco · b2 pedone del bianco · c2 pedone del bianco · d2 pedone del bianco · f2 pedone del bianco · g2 pedone del bianco · a1 torre del bianco · c1 alfiere del bianco · e1 re del bianco · h1 torre del bianco | a8 torre del nero · d8 donna del nero · e8 re del nero · f8 alfiere del nero · g8 cavallo del nero · h8 torre del nero · a7 pedone del nero · b7 pedone del nero · c7 pedone del nero · f7 pedone del nero · g7 pedone del nero · h7 pedone del nero · d6 pedone del nero · b5 donna del bianco · c4 cavallo del nero · c3 cavallo del bianco · h3 pedone del bianco · a2 pedone del bianco · b2 pedone del bianco · c2 pedone del bianco · d2 pedone del bianco · f2 pedone del bianco · g2 pedone del bianco · a1 torre del bianco · c1 alfiere del bianco · e1 re del bianco · h1 torre del bianco | a8 torre del nero · d8 donna del nero · e8 re del nero · f8 alfiere del nero · g8 cavallo del nero · h8 torre del nero · a7 pedone del nero · b7 pedone del nero · c7 pedone del nero · f7 pedone del nero · g7 pedone del nero · h7 pedone del nero · d6 pedone del nero · b5 donna del bianco · c4 cavallo del nero · c3 cavallo del bianco · h3 pedone del bianco · a2 pedone del bianco · b2 pedone del bianco · c2 pedone del bianco · d2 pedone del bianco · f2 pedone del bianco · g2 pedone del bianco · a1 torre del bianco · c1 alfiere del bianco · e1 re del bianco · h1 torre del bianco | a8 torre del nero · d8 donna del nero · e8 re del nero · f8 alfiere del nero · g8 cavallo del nero · h8 torre del nero · a7 pedone del nero · b7 pedone del nero · c7 pedone del nero · f7 pedone del nero · g7 pedone del nero · h7 pedone del nero · d6 pedone del nero · b5 donna del bianco · c4 cavallo del nero · c3 cavallo del bianco · h3 pedone del bianco · a2 pedone del bianco · b2 pedone del bianco · c2 pedone del bianco · d2 pedone del bianco · f2 pedone del bianco · g2 pedone del bianco · a1 torre del bianco · c1 alfiere del bianco · e1 re del bianco · h1 torre del bianco | a8 torre del nero · d8 donna del nero · e8 re del nero · f8 alfiere del nero · g8 cavallo del nero · h8 torre del nero · a7 pedone del nero · b7 pedone del nero · c7 pedone del nero · f7 pedone del nero · g7 pedone del nero · h7 pedone del nero · d6 pedone del nero · b5 donna del bianco · c4 cavallo del nero · c3 cavallo del bianco · h3 pedone del bianco · a2 pedone del bianco · b2 pedone del bianco · c2 pedone del bianco · d2 pedone del bianco · f2 pedone del bianco · g2 pedone del bianco · a1 torre del bianco · c1 alfiere del bianco · e1 re del bianco · h1 torre del bianco | a8 torre del nero · d8 donna del nero · e8 re del nero · f8 alfiere del nero · g8 cavallo del nero · h8 torre del nero · a7 pedone del nero · b7 pedone del nero · c7 pedone del nero · f7 pedone del nero · g7 pedone del nero · h7 pedone del nero · d6 pedone del nero · b5 donna del bianco · c4 cavallo del nero · c3 cavallo del bianco · h3 pedone del bianco · a2 pedone del bianco · b2 pedone del bianco · c2 pedone del bianco · d2 pedone del bianco · f2 pedone del bianco · g2 pedone del bianco · a1 torre del bianco · c1 alfiere del bianco · e1 re del bianco · h1 torre del bianco | a8 torre del nero · d8 donna del nero · e8 re del nero · f8 alfiere del nero · g8 cavallo del nero · h8 torre del nero · a7 pedone del nero · b7 pedone del nero · c7 pedone del nero · f7 pedone del nero · g7 pedone del nero · h7 pedone del nero · d6 pedone del nero · b5 donna del bianco · c4 cavallo del nero · c3 cavallo del bianco · h3 pedone del bianco · a2 pedone del bianco · b2 pedone del bianco · c2 pedone del bianco · d2 pedone del bianco · f2 pedone del bianco · g2 pedone del bianco · a1 torre del bianco · c1 alfiere del bianco · e1 re del bianco · h1 torre del bianco | a8 torre del nero · d8 donna del nero · e8 re del nero · f8 alfiere del nero · g8 cavallo del nero · h8 torre del nero · a7 pedone del nero · b7 pedone del nero · c7 pedone del nero · f7 pedone del nero · g7 pedone del nero · h7 pedone del nero · d6 pedone del nero · b5 donna del bianco · c4 cavallo del nero · c3 cavallo del bianco · h3 pedone del bianco · a2 pedone del bianco · b2 pedone del bianco · c2 pedone del bianco · d2 pedone del bianco · f2 pedone del bianco · g2 pedone del bianco · a1 torre del bianco · c1 alfiere del bianco · e1 re del bianco · h1 torre del bianco | 2 |
| 1 | a8 torre del nero · d8 donna del nero · e8 re del nero · f8 alfiere del nero · g8 cavallo del nero · h8 torre del nero · a7 pedone del nero · b7 pedone del nero · c7 pedone del nero · f7 pedone del nero · g7 pedone del nero · h7 pedone del nero · d6 pedone del nero · b5 donna del bianco · c4 cavallo del nero · c3 cavallo del bianco · h3 pedone del bianco · a2 pedone del bianco · b2 pedone del bianco · c2 pedone del bianco · d2 pedone del bianco · f2 pedone del bianco · g2 pedone del bianco · a1 torre del bianco · c1 alfiere del bianco · e1 re del bianco · h1 torre del bianco | a8 torre del nero · d8 donna del nero · e8 re del nero · f8 alfiere del nero · g8 cavallo del nero · h8 torre del nero · a7 pedone del nero · b7 pedone del nero · c7 pedone del nero · f7 pedone del nero · g7 pedone del nero · h7 pedone del nero · d6 pedone del nero · b5 donna del bianco · c4 cavallo del nero · c3 cavallo del bianco · h3 pedone del bianco · a2 pedone del bianco · b2 pedone del bianco · c2 pedone del bianco · d2 pedone del bianco · f2 pedone del bianco · g2 pedone del bianco · a1 torre del bianco · c1 alfiere del bianco · e1 re del bianco · h1 torre del bianco | a8 torre del nero · d8 donna del nero · e8 re del nero · f8 alfiere del nero · g8 cavallo del nero · h8 torre del nero · a7 pedone del nero · b7 pedone del nero · c7 pedone del nero · f7 pedone del nero · g7 pedone del nero · h7 pedone del nero · d6 pedone del nero · b5 donna del bianco · c4 cavallo del nero · c3 cavallo del bianco · h3 pedone del bianco · a2 pedone del bianco · b2 pedone del bianco · c2 pedone del bianco · d2 pedone del bianco · f2 pedone del bianco · g2 pedone del bianco · a1 torre del bianco · c1 alfiere del bianco · e1 re del bianco · h1 torre del bianco | a8 torre del nero · d8 donna del nero · e8 re del nero · f8 alfiere del nero · g8 cavallo del nero · h8 torre del nero · a7 pedone del nero · b7 pedone del nero · c7 pedone del nero · f7 pedone del nero · g7 pedone del nero · h7 pedone del nero · d6 pedone del nero · b5 donna del bianco · c4 cavallo del nero · c3 cavallo del bianco · h3 pedone del bianco · a2 pedone del bianco · b2 pedone del bianco · c2 pedone del bianco · d2 pedone del bianco · f2 pedone del bianco · g2 pedone del bianco · a1 torre del bianco · c1 alfiere del bianco · e1 re del bianco · h1 torre del bianco | a8 torre del nero · d8 donna del nero · e8 re del nero · f8 alfiere del nero · g8 cavallo del nero · h8 torre del nero · a7 pedone del nero · b7 pedone del nero · c7 pedone del nero · f7 pedone del nero · g7 pedone del nero · h7 pedone del nero · d6 pedone del nero · b5 donna del bianco · c4 cavallo del nero · c3 cavallo del bianco · h3 pedone del bianco · a2 pedone del bianco · b2 pedone del bianco · c2 pedone del bianco · d2 pedone del bianco · f2 pedone del bianco · g2 pedone del bianco · a1 torre del bianco · c1 alfiere del bianco · e1 re del bianco · h1 torre del bianco | a8 torre del nero · d8 donna del nero · e8 re del nero · f8 alfiere del nero · g8 cavallo del nero · h8 torre del nero · a7 pedone del nero · b7 pedone del nero · c7 pedone del nero · f7 pedone del nero · g7 pedone del nero · h7 pedone del nero · d6 pedone del nero · b5 donna del bianco · c4 cavallo del nero · c3 cavallo del bianco · h3 pedone del bianco · a2 pedone del bianco · b2 pedone del bianco · c2 pedone del bianco · d2 pedone del bianco · f2 pedone del bianco · g2 pedone del bianco · a1 torre del bianco · c1 alfiere del bianco · e1 re del bianco · h1 torre del bianco | a8 torre del nero · d8 donna del nero · e8 re del nero · f8 alfiere del nero · g8 cavallo del nero · h8 torre del nero · a7 pedone del nero · b7 pedone del nero · c7 pedone del nero · f7 pedone del nero · g7 pedone del nero · h7 pedone del nero · d6 pedone del nero · b5 donna del bianco · c4 cavallo del nero · c3 cavallo del bianco · h3 pedone del bianco · a2 pedone del bianco · b2 pedone del bianco · c2 pedone del bianco · d2 pedone del bianco · f2 pedone del bianco · g2 pedone del bianco · a1 torre del bianco · c1 alfiere del bianco · e1 re del bianco · h1 torre del bianco | a8 torre del nero · d8 donna del nero · e8 re del nero · f8 alfiere del nero · g8 cavallo del nero · h8 torre del nero · a7 pedone del nero · b7 pedone del nero · c7 pedone del nero · f7 pedone del nero · g7 pedone del nero · h7 pedone del nero · d6 pedone del nero · b5 donna del bianco · c4 cavallo del nero · c3 cavallo del bianco · h3 pedone del bianco · a2 pedone del bianco · b2 pedone del bianco · c2 pedone del bianco · d2 pedone del bianco · f2 pedone del bianco · g2 pedone del bianco · a1 torre del bianco · c1 alfiere del bianco · e1 re del bianco · h1 torre del bianco | 1 |
|   | a | b | c | d | e | f | g | h |   |

La mossa corretta è:
5.h3 se il nero insiste nell'inchiodatura con 5...Ah5?, la trappola può scattare in sicurezza, perché l'alfiere nero non potrà più essere protetto dal cavallo se il nero dovesse mangiare la foglia.
| \| \| a \| b \| c \| d \| e \| f \| g \| h \| \| \| 8 \| a8 torre del nero · d8 donna del nero · e8 re del nero · f8 alfiere del nero · g8 cavallo del nero · h8 torre del nero · a7 pedone del nero · b7 pedone del nero · c7 pedone del nero · f7 pedone del nero · g7 pedone del nero · h7 pedone del nero · c6 cavallo del nero · d6 pedone del nero · e5 pedone del nero · h5 alfiere del nero · c4 alfiere del bianco · e4 pedone del bianco · c3 cavallo del bianco · f3 cavallo del bianco · h3 pedone del bianco · a2 pedone del bianco · b2 pedone del bianco · c2 pedone del bianco · d2 pedone del bianco · f2 pedone del bianco · g2 pedone del bianco · a1 torre del bianco · c1 alfiere del bianco · d1 donna del bianco · e1 re del bianco · h1 torre del bianco \| a8 torre del nero · d8 donna del nero · e8 re del nero · f8 alfiere del nero · g8 cavallo del nero · h8 torre del nero · a7 pedone del nero · b7 pedone del nero · c7 pedone del nero · f7 pedone del nero · g7 pedone del nero · h7 pedone del nero · c6 cavallo del nero · d6 pedone del nero · e5 pedone del nero · h5 alfiere del nero · c4 alfiere del bianco · e4 pedone del bianco · c3 cavallo del bianco · f3 cavallo del bianco · h3 pedone del bianco · a2 pedone del bianco · b2 pedone del bianco · c2 pedone del bianco · d2 pedone del bianco · f2 pedone del bianco · g2 pedone del bianco · a1 torre del bianco · c1 alfiere del bianco · d1 donna del bianco · e1 re del bianco · h1 torre del bianco \| a8 torre del nero · d8 donna del nero · e8 re del nero · f8 alfiere del nero · g8 cavallo del nero · h8 torre del nero · a7 pedone del nero · b7 pedone del nero · c7 pedone del nero · f7 pedone del nero · g7 pedone del nero · h7 pedone del nero · c6 cavallo del nero · d6 pedone del nero · e5 pedone del nero · h5 alfiere del nero · c4 alfiere del bianco · e4 pedone del bianco · c3 cavallo del bianco · f3 cavallo del bianco · h3 pedone del bianco · a2 pedone del bianco · b2 pedone del bianco · c2 pedone del bianco · d2 pedone del bianco · f2 pedone del bianco · g2 pedone del bianco · a1 torre del bianco · c1 alfiere del bianco · d1 donna del bianco · e1 re del bianco · h1 torre del bianco \| a8 torre del nero · d8 donna del nero · e8 re del nero · f8 alfiere del nero · g8 cavallo del nero · h8 torre del nero · a7 pedone del nero · b7 pedone del nero · c7 pedone del nero · f7 pedone del nero · g7 pedone del nero · h7 pedone del nero · c6 cavallo del nero · d6 pedone del nero · e5 pedone del nero · h5 alfiere del nero · c4 alfiere del bianco · e4 pedone del bianco · c3 cavallo del bianco · f3 cavallo del bianco · h3 pedone del bianco · a2 pedone del bianco · b2 pedone del bianco · c2 pedone del bianco · d2 pedone del bianco · f2 pedone del bianco · g2 pedone del bianco · a1 torre del bianco · c1 alfiere del bianco · d1 donna del bianco · e1 re del bianco · h1 torre del bianco \| a8 torre del nero · d8 donna del nero · e8 re del nero · f8 alfiere del nero · g8 cavallo del nero · h8 torre del nero · a7 pedone del nero · b7 pedone del nero · c7 pedone del nero · f7 pedone del nero · g7 pedone del nero · h7 pedone del nero · c6 cavallo del nero · d6 pedone del nero · e5 pedone del nero · h5 alfiere del nero · c4 alfiere del bianco · e4 pedone del bianco · c3 cavallo del bianco · f3 cavallo del bianco · h3 pedone del bianco · a2 pedone del bianco · b2 pedone del bianco · c2 pedone del bianco · d2 pedone del bianco · f2 pedone del bianco · g2 pedone del bianco · a1 torre del bianco · c1 alfiere del bianco · d1 donna del bianco · e1 re del bianco · h1 torre del bianco \| a8 torre del nero · d8 donna del nero · e8 re del nero · f8 alfiere del nero · g8 cavallo del nero · h8 torre del nero · a7 pedone del nero · b7 pedone del nero · c7 pedone del nero · f7 pedone del nero · g7 pedone del nero · h7 pedone del nero · c6 cavallo del nero · d6 pedone del nero · e5 pedone del nero · h5 alfiere del nero · c4 alfiere del bianco · e4 pedone del bianco · c3 cavallo del bianco · f3 cavallo del bianco · h3 pedone del bianco · a2 pedone del bianco · b2 pedone del bianco · c2 pedone del bianco · d2 pedone del bianco · f2 pedone del bianco · g2 pedone del bianco · a1 torre del bianco · c1 alfiere del bianco · d1 donna del bianco · e1 re del bianco · h1 torre del bianco \| a8 torre del nero · d8 donna del nero · e8 re del nero · f8 alfiere del nero · g8 cavallo del nero · h8 torre del nero · a7 pedone del nero · b7 pedone del nero · c7 pedone del nero · f7 pedone del nero · g7 pedone del nero · h7 pedone del nero · c6 cavallo del nero · d6 pedone del nero · e5 pedone del nero · h5 alfiere del nero · c4 alfiere del bianco · e4 pedone del bianco · c3 cavallo del bianco · f3 cavallo del bianco · h3 pedone del bianco · a2 pedone del bianco · b2 pedone del bianco · c2 pedone del bianco · d2 pedone del bianco · f2 pedone del bianco · g2 pedone del bianco · a1 torre del bianco · c1 alfiere del bianco · d1 donna del bianco · e1 re del bianco · h1 torre del bianco \| a8 torre del nero · d8 donna del nero · e8 re del nero · f8 alfiere del nero · g8 cavallo del nero · h8 torre del nero · a7 pedone del nero · b7 pedone del nero · c7 pedone del nero · f7 pedone del nero · g7 pedone del nero · h7 pedone del nero · c6 cavallo del nero · d6 pedone del nero · e5 pedone del nero · h5 alfiere del nero · c4 alfiere del bianco · e4 pedone del bianco · c3 cavallo del bianco · f3 cavallo del bianco · h3 pedone del bianco · a2 pedone del bianco · b2 pedone del bianco · c2 pedone del bianco · d2 pedone del bianco · f2 pedone del bianco · g2 pedone del bianco · a1 torre del bianco · c1 alfiere del bianco · d1 donna del bianco · e1 re del bianco · h1 torre del bianco \| 8 \| \| 7 \| a8 torre del nero · d8 donna del nero · e8 re del nero · f8 alfiere del nero · g8 cavallo del nero · h8 torre del nero · a7 pedone del nero · b7 pedone del nero · c7 pedone del nero · f7 pedone del nero · g7 pedone del nero · h7 pedone del nero · c6 cavallo del nero · d6 pedone del nero · e5 pedone del nero · h5 alfiere del nero · c4 alfiere del bianco · e4 pedone del bianco · c3 cavallo del bianco · f3 cavallo del bianco · h3 pedone del bianco · a2 pedone del bianco · b2 pedone del bianco · c2 pedone del bianco · d2 pedone del bianco · f2 pedone del bianco · g2 pedone del bianco · a1 torre del bianco · c1 alfiere del bianco · d1 donna del bianco · e1 re del bianco · h1 torre del bianco \| a8 torre del nero · d8 donna del nero · e8 re del nero · f8 alfiere del nero · g8 cavallo del nero · h8 torre del nero · a7 pedone del nero · b7 pedone del nero · c7 pedone del nero · f7 pedone del nero · g7 pedone del nero · h7 pedone del nero · c6 cavallo del nero · d6 pedone del nero · e5 pedone del nero · h5 alfiere del nero · c4 alfiere del bianco · e4 pedone del bianco · c3 cavallo del bianco · f3 cavallo del bianco · h3 pedone del bianco · a2 pedone del bianco · b2 pedone del bianco · c2 pedone del bianco · d2 pedone del bianco · f2 pedone del bianco · g2 pedone del bianco · a1 torre del bianco · c1 alfiere del bianco · d1 donna del bianco · e1 re del bianco · h1 torre del bianco \| a8 torre del nero · d8 donna del nero · e8 re del nero · f8 alfiere del nero · g8 cavallo del nero · h8 torre del nero · a7 pedone del nero · b7 pedone del nero · c7 pedone del nero · f7 pedone del nero · g7 pedone del nero · h7 pedone del nero · c6 cavallo del nero · d6 pedone del nero · e5 pedone del nero · h5 alfiere del nero · c4 alfiere del bianco · e4 pedone del bianco · c3 cavallo del bianco · f3 cavallo del bianco · h3 pedone del bianco · a2 pedone del bianco · b2 pedone del bianco · c2 pedone del bianco · d2 pedone del bianco · f2 pedone del bianco · g2 pedone del bianco · a1 torre del bianco · c1 alfiere del bianco · d1 donna del bianco · e1 re del bianco · h1 torre del bianco \| a8 torre del nero · d8 donna del nero · e8 re del nero · f8 alfiere del nero · g8 cavallo del nero · h8 torre del nero · a7 pedone del nero · b7 pedone del nero · c7 pedone del nero · f7 pedone del nero · g7 pedone del nero · h7 pedone del nero · c6 cavallo del nero · d6 pedone del nero · e5 pedone del nero · h5 alfiere del nero · c4 alfiere del bianco · e4 pedone del bianco · c3 cavallo del bianco · f3 cavallo del bianco · h3 pedone del bianco · a2 pedone del bianco · b2 pedone del bianco · c2 pedone del bianco · d2 pedone del bianco · f2 pedone del bianco · g2 pedone del bianco · a1 torre del bianco · c1 alfiere del bianco · d1 donna del bianco · e1 re del bianco · h1 torre del bianco \| a8 torre del nero · d8 donna del nero · e8 re del nero · f8 alfiere del nero · g8 cavallo del nero · h8 torre del nero · a7 pedone del nero · b7 pedone del nero · c7 pedone del nero · f7 pedone del nero · g7 pedone del nero · h7 pedone del nero · c6 cavallo del nero · d6 pedone del nero · e5 pedone del nero · h5 alfiere del nero · c4 alfiere del bianco · e4 pedone del bianco · c3 cavallo del bianco · f3 cavallo del bianco · h3 pedone del bianco · a2 pedone del bianco · b2 pedone del bianco · c2 pedone del bianco · d2 pedone del bianco · f2 pedone del bianco · g2 pedone del bianco · a1 torre del bianco · c1 alfiere del bianco · d1 donna del bianco · e1 re del bianco · h1 torre del bianco \| a8 torre del nero · d8 donna del nero · e8 re del nero · f8 alfiere del nero · g8 cavallo del nero · h8 torre del nero · a7 pedone del nero · b7 pedone del nero · c7 pedone del nero · f7 pedone del nero · g7 pedone del nero · h7 pedone del nero · c6 cavallo del nero · d6 pedone del nero · e5 pedone del nero · h5 alfiere del nero · c4 alfiere del bianco · e4 pedone del bianco · c3 cavallo del bianco · f3 cavallo del bianco · h3 pedone del bianco · a2 pedone del bianco · b2 pedone del bianco · c2 pedone del bianco · d2 pedone del bianco · f2 pedone del bianco · g2 pedone del bianco · a1 torre del bianco · c1 alfiere del bianco · d1 donna del bianco · e1 re del bianco · h1 torre del bianco \| a8 torre del nero · d8 donna del nero · e8 re del nero · f8 alfiere del nero · g8 cavallo del nero · h8 torre del nero · a7 pedone del nero · b7 pedone del nero · c7 pedone del nero · f7 pedone del nero · g7 pedone del nero · h7 pedone del nero · c6 cavallo del nero · d6 pedone del nero · e5 pedone del nero · h5 alfiere del nero · c4 alfiere del bianco · e4 pedone del bianco · c3 cavallo del bianco · f3 cavallo del bianco · h3 pedone del bianco · a2 pedone del bianco · b2 pedone del bianco · c2 pedone del bianco · d2 pedone del bianco · f2 pedone del bianco · g2 pedone del bianco · a1 torre del bianco · c1 alfiere del bianco · d1 donna del bianco · e1 re del bianco · h1 torre del bianco \| a8 torre del nero · d8 donna del nero · e8 re del nero · f8 alfiere del nero · g8 cavallo del nero · h8 torre del nero · a7 pedone del nero · b7 pedone del nero · c7 pedone del nero · f7 pedone del nero · g7 pedone del nero · h7 pedone del nero · c6 cavallo del nero · d6 pedone del nero · e5 pedone del nero · h5 alfiere del nero · c4 alfiere del bianco · e4 pedone del bianco · c3 cavallo del bianco · f3 cavallo del bianco · h3 pedone del bianco · a2 pedone del bianco · b2 pedone del bianco · c2 pedone del bianco · d2 pedone del bianco · f2 pedone del bianco · g2 pedone del bianco · a1 torre del bianco · c1 alfiere del bianco · d1 donna del bianco · e1 re del bianco · h1 torre del bianco \| 7 \| \| 6 \| a8 torre del nero · d8 donna del nero · e8 re del nero · f8 alfiere del nero · g8 cavallo del nero · h8 torre del nero · a7 pedone del nero · b7 pedone del nero · c7 pedone del nero · f7 pedone del nero · g7 pedone del nero · h7 pedone del nero · c6 cavallo del nero · d6 pedone del nero · e5 pedone del nero · h5 alfiere del nero · c4 alfiere del bianco · e4 pedone del bianco · c3 cavallo del bianco · f3 cavallo del bianco · h3 pedone del bianco · a2 pedone del bianco · b2 pedone del bianco · c2 pedone del bianco · d2 pedone del bianco · f2 pedone del bianco · g2 pedone del bianco · a1 torre del bianco · c1 alfiere del bianco · d1 donna del bianco · e1 re del bianco · h1 torre del bianco \| a8 torre del nero · d8 donna del nero · e8 re del nero · f8 alfiere del nero · g8 cavallo del nero · h8 torre del nero · a7 pedone del nero · b7 pedone del nero · c7 pedone del nero · f7 pedone del nero · g7 pedone del nero · h7 pedone del nero · c6 cavallo del nero · d6 pedone del nero · e5 pedone del nero · h5 alfiere del nero · c4 alfiere del bianco · e4 pedone del bianco · c3 cavallo del bianco · f3 cavallo del bianco · h3 pedone del bianco · a2 pedone del bianco · b2 pedone del bianco · c2 pedone del bianco · d2 pedone del bianco · f2 pedone del bianco · g2 pedone del bianco · a1 torre del bianco · c1 alfiere del bianco · d1 donna del bianco · e1 re del bianco · h1 torre del bianco \| a8 torre del nero · d8 donna del nero · e8 re del nero · f8 alfiere del nero · g8 cavallo del nero · h8 torre del nero · a7 pedone del nero · b7 pedone del nero · c7 pedone del nero · f7 pedone del nero · g7 pedone del nero · h7 pedone del nero · c6 cavallo del nero · d6 pedone del nero · e5 pedone del nero · h5 alfiere del nero · c4 alfiere del bianco · e4 pedone del bianco · c3 cavallo del bianco · f3 cavallo del bianco · h3 pedone del bianco · a2 pedone del bianco · b2 pedone del bianco · c2 pedone del bianco · d2 pedone del bianco · f2 pedone del bianco · g2 pedone del bianco · a1 torre del bianco · c1 alfiere del bianco · d1 donna del bianco · e1 re del bianco · h1 torre del bianco \| a8 torre del nero · d8 donna del nero · e8 re del nero · f8 alfiere del nero · g8 cavallo del nero · h8 torre del nero · a7 pedone del nero · b7 pedone del nero · c7 pedone del nero · f7 pedone del nero · g7 pedone del nero · h7 pedone del nero · c6 cavallo del nero · d6 pedone del nero · e5 pedone del nero · h5 alfiere del nero · c4 alfiere del bianco · e4 pedone del bianco · c3 cavallo del bianco · f3 cavallo del bianco · h3 pedone del bianco · a2 pedone del bianco · b2 pedone del bianco · c2 pedone del bianco · d2 pedone del bianco · f2 pedone del bianco · g2 pedone del bianco · a1 torre del bianco · c1 alfiere del bianco · d1 donna del bianco · e1 re del bianco · h1 torre del bianco \| a8 torre del nero · d8 donna del nero · e8 re del nero · f8 alfiere del nero · g8 cavallo del nero · h8 torre del nero · a7 pedone del nero · b7 pedone del nero · c7 pedone del nero · f7 pedone del nero · g7 pedone del nero · h7 pedone del nero · c6 cavallo del nero · d6 pedone del nero · e5 pedone del nero · h5 alfiere del nero · c4 alfiere del bianco · e4 pedone del bianco · c3 cavallo del bianco · f3 cavallo del bianco · h3 pedone del bianco · a2 pedone del bianco · b2 pedone del bianco · c2 pedone del bianco · d2 pedone del bianco · f2 pedone del bianco · g2 pedone del bianco · a1 torre del bianco · c1 alfiere del bianco · d1 donna del bianco · e1 re del bianco · h1 torre del bianco \| a8 torre del nero · d8 donna del nero · e8 re del nero · f8 alfiere del nero · g8 cavallo del nero · h8 torre del nero · a7 pedone del nero · b7 pedone del nero · c7 pedone del nero · f7 pedone del nero · g7 pedone del nero · h7 pedone del nero · c6 cavallo del nero · d6 pedone del nero · e5 pedone del nero · h5 alfiere del nero · c4 alfiere del bianco · e4 pedone del bianco · c3 cavallo del bianco · f3 cavallo del bianco · h3 pedone del bianco · a2 pedone del bianco · b2 pedone del bianco · c2 pedone del bianco · d2 pedone del bianco · f2 pedone del bianco · g2 pedone del bianco · a1 torre del bianco · c1 alfiere del bianco · d1 donna del bianco · e1 re del bianco · h1 torre del bianco \| a8 torre del nero · d8 donna del nero · e8 re del nero · f8 alfiere del nero · g8 cavallo del nero · h8 torre del nero · a7 pedone del nero · b7 pedone del nero · c7 pedone del nero · f7 pedone del nero · g7 pedone del nero · h7 pedone del nero · c6 cavallo del nero · d6 pedone del nero · e5 pedone del nero · h5 alfiere del nero · c4 alfiere del bianco · e4 pedone del bianco · c3 cavallo del bianco · f3 cavallo del bianco · h3 pedone del bianco · a2 pedone del bianco · b2 pedone del bianco · c2 pedone del bianco · d2 pedone del bianco · f2 pedone del bianco · g2 pedone del bianco · a1 torre del bianco · c1 alfiere del bianco · d1 donna del bianco · e1 re del bianco · h1 torre del bianco \| a8 torre del nero · d8 donna del nero · e8 re del nero · f8 alfiere del nero · g8 cavallo del nero · h8 torre del nero · a7 pedone del nero · b7 pedone del nero · c7 pedone del nero · f7 pedone del nero · g7 pedone del nero · h7 pedone del nero · c6 cavallo del nero · d6 pedone del nero · e5 pedone del nero · h5 alfiere del nero · c4 alfiere del bianco · e4 pedone del bianco · c3 cavallo del bianco · f3 cavallo del bianco · h3 pedone del bianco · a2 pedone del bianco · b2 pedone del bianco · c2 pedone del bianco · d2 pedone del bianco · f2 pedone del bianco · g2 pedone del bianco · a1 torre del bianco · c1 alfiere del bianco · d1 donna del bianco · e1 re del bianco · h1 torre del bianco \| 6 \| \| 5 \| a8 torre del nero · d8 donna del nero · e8 re del nero · f8 alfiere del nero · g8 cavallo del nero · h8 torre del nero · a7 pedone del nero · b7 pedone del nero · c7 pedone del nero · f7 pedone del nero · g7 pedone del nero · h7 pedone del nero · c6 cavallo del nero · d6 pedone del nero · e5 pedone del nero · h5 alfiere del nero · c4 alfiere del bianco · e4 pedone del bianco · c3 cavallo del bianco · f3 cavallo del bianco · h3 pedone del bianco · a2 pedone del bianco · b2 pedone del bianco · c2 pedone del bianco · d2 pedone del bianco · f2 pedone del bianco · g2 pedone del bianco · a1 torre del bianco · c1 alfiere del bianco · d1 donna del bianco · e1 re del bianco · h1 torre del bianco \| a8 torre del nero · d8 donna del nero · e8 re del nero · f8 alfiere del nero · g8 cavallo del nero · h8 torre del nero · a7 pedone del nero · b7 pedone del nero · c7 pedone del nero · f7 pedone del nero · g7 pedone del nero · h7 pedone del nero · c6 cavallo del nero · d6 pedone del nero · e5 pedone del nero · h5 alfiere del nero · c4 alfiere del bianco · e4 pedone del bianco · c3 cavallo del bianco · f3 cavallo del bianco · h3 pedone del bianco · a2 pedone del bianco · b2 pedone del bianco · c2 pedone del bianco · d2 pedone del bianco · f2 pedone del bianco · g2 pedone del bianco · a1 torre del bianco · c1 alfiere del bianco · d1 donna del bianco · e1 re del bianco · h1 torre del bianco \| a8 torre del nero · d8 donna del nero · e8 re del nero · f8 alfiere del nero · g8 cavallo del nero · h8 torre del nero · a7 pedone del nero · b7 pedone del nero · c7 pedone del nero · f7 pedone del nero · g7 pedone del nero · h7 pedone del nero · c6 cavallo del nero · d6 pedone del nero · e5 pedone del nero · h5 alfiere del nero · c4 alfiere del bianco · e4 pedone del bianco · c3 cavallo del bianco · f3 cavallo del bianco · h3 pedone del bianco · a2 pedone del bianco · b2 pedone del bianco · c2 pedone del bianco · d2 pedone del bianco · f2 pedone del bianco · g2 pedone del bianco · a1 torre del bianco · c1 alfiere del bianco · d1 donna del bianco · e1 re del bianco · h1 torre del bianco \| a8 torre del nero · d8 donna del nero · e8 re del nero · f8 alfiere del nero · g8 cavallo del nero · h8 torre del nero · a7 pedone del nero · b7 pedone del nero · c7 pedone del nero · f7 pedone del nero · g7 pedone del nero · h7 pedone del nero · c6 cavallo del nero · d6 pedone del nero · e5 pedone del nero · h5 alfiere del nero · c4 alfiere del bianco · e4 pedone del bianco · c3 cavallo del bianco · f3 cavallo del bianco · h3 pedone del bianco · a2 pedone del bianco · b2 pedone del bianco · c2 pedone del bianco · d2 pedone del bianco · f2 pedone del bianco · g2 pedone del bianco · a1 torre del bianco · c1 alfiere del bianco · d1 donna del bianco · e1 re del bianco · h1 torre del bianco \| a8 torre del nero · d8 donna del nero · e8 re del nero · f8 alfiere del nero · g8 cavallo del nero · h8 torre del nero · a7 pedone del nero · b7 pedone del nero · c7 pedone del nero · f7 pedone del nero · g7 pedone del nero · h7 pedone del nero · c6 cavallo del nero · d6 pedone del nero · e5 pedone del nero · h5 alfiere del nero · c4 alfiere del bianco · e4 pedone del bianco · c3 cavallo del bianco · f3 cavallo del bianco · h3 pedone del bianco · a2 pedone del bianco · b2 pedone del bianco · c2 pedone del bianco · d2 pedone del bianco · f2 pedone del bianco · g2 pedone del bianco · a1 torre del bianco · c1 alfiere del bianco · d1 donna del bianco · e1 re del bianco · h1 torre del bianco \| a8 torre del nero · d8 donna del nero · e8 re del nero · f8 alfiere del nero · g8 cavallo del nero · h8 torre del nero · a7 pedone del nero · b7 pedone del nero · c7 pedone del nero · f7 pedone del nero · g7 pedone del nero · h7 pedone del nero · c6 cavallo del nero · d6 pedone del nero · e5 pedone del nero · h5 alfiere del nero · c4 alfiere del bianco · e4 pedone del bianco · c3 cavallo del bianco · f3 cavallo del bianco · h3 pedone del bianco · a2 pedone del bianco · b2 pedone del bianco · c2 pedone del bianco · d2 pedone del bianco · f2 pedone del bianco · g2 pedone del bianco · a1 torre del bianco · c1 alfiere del bianco · d1 donna del bianco · e1 re del bianco · h1 torre del bianco \| a8 torre del nero · d8 donna del nero · e8 re del nero · f8 alfiere del nero · g8 cavallo del nero · h8 torre del nero · a7 pedone del nero · b7 pedone del nero · c7 pedone del nero · f7 pedone del nero · g7 pedone del nero · h7 pedone del nero · c6 cavallo del nero · d6 pedone del nero · e5 pedone del nero · h5 alfiere del nero · c4 alfiere del bianco · e4 pedone del bianco · c3 cavallo del bianco · f3 cavallo del bianco · h3 pedone del bianco · a2 pedone del bianco · b2 pedone del bianco · c2 pedone del bianco · d2 pedone del bianco · f2 pedone del bianco · g2 pedone del bianco · a1 torre del bianco · c1 alfiere del bianco · d1 donna del bianco · e1 re del bianco · h1 torre del bianco \| a8 torre del nero · d8 donna del nero · e8 re del nero · f8 alfiere del nero · g8 cavallo del nero · h8 torre del nero · a7 pedone del nero · b7 pedone del nero · c7 pedone del nero · f7 pedone del nero · g7 pedone del nero · h7 pedone del nero · c6 cavallo del nero · d6 pedone del nero · e5 pedone del nero · h5 alfiere del nero · c4 alfiere del bianco · e4 pedone del bianco · c3 cavallo del bianco · f3 cavallo del bianco · h3 pedone del bianco · a2 pedone del bianco · b2 pedone del bianco · c2 pedone del bianco · d2 pedone del bianco · f2 pedone del bianco · g2 pedone del bianco · a1 torre del bianco · c1 alfiere del bianco · d1 donna del bianco · e1 re del bianco · h1 torre del bianco \| 5 \| \| 4 \| a8 torre del nero · d8 donna del nero · e8 re del nero · f8 alfiere del nero · g8 cavallo del nero · h8 torre del nero · a7 pedone del nero · b7 pedone del nero · c7 pedone del nero · f7 pedone del nero · g7 pedone del nero · h7 pedone del nero · c6 cavallo del nero · d6 pedone del nero · e5 pedone del nero · h5 alfiere del nero · c4 alfiere del bianco · e4 pedone del bianco · c3 cavallo del bianco · f3 cavallo del bianco · h3 pedone del bianco · a2 pedone del bianco · b2 pedone del bianco · c2 pedone del bianco · d2 pedone del bianco · f2 pedone del bianco · g2 pedone del bianco · a1 torre del bianco · c1 alfiere del bianco · d1 donna del bianco · e1 re del bianco · h1 torre del bianco \| a8 torre del nero · d8 donna del nero · e8 re del nero · f8 alfiere del nero · g8 cavallo del nero · h8 torre del nero · a7 pedone del nero · b7 pedone del nero · c7 pedone del nero · f7 pedone del nero · g7 pedone del nero · h7 pedone del nero · c6 cavallo del nero · d6 pedone del nero · e5 pedone del nero · h5 alfiere del nero · c4 alfiere del bianco · e4 pedone del bianco · c3 cavallo del bianco · f3 cavallo del bianco · h3 pedone del bianco · a2 pedone del bianco · b2 pedone del bianco · c2 pedone del bianco · d2 pedone del bianco · f2 pedone del bianco · g2 pedone del bianco · a1 torre del bianco · c1 alfiere del bianco · d1 donna del bianco · e1 re del bianco · h1 torre del bianco \| a8 torre del nero · d8 donna del nero · e8 re del nero · f8 alfiere del nero · g8 cavallo del nero · h8 torre del nero · a7 pedone del nero · b7 pedone del nero · c7 pedone del nero · f7 pedone del nero · g7 pedone del nero · h7 pedone del nero · c6 cavallo del nero · d6 pedone del nero · e5 pedone del nero · h5 alfiere del nero · c4 alfiere del bianco · e4 pedone del bianco · c3 cavallo del bianco · f3 cavallo del bianco · h3 pedone del bianco · a2 pedone del bianco · b2 pedone del bianco · c2 pedone del bianco · d2 pedone del bianco · f2 pedone del bianco · g2 pedone del bianco · a1 torre del bianco · c1 alfiere del bianco · d1 donna del bianco · e1 re del bianco · h1 torre del bianco \| a8 torre del nero · d8 donna del nero · e8 re del nero · f8 alfiere del nero · g8 cavallo del nero · h8 torre del nero · a7 pedone del nero · b7 pedone del nero · c7 pedone del nero · f7 pedone del nero · g7 pedone del nero · h7 pedone del nero · c6 cavallo del nero · d6 pedone del nero · e5 pedone del nero · h5 alfiere del nero · c4 alfiere del bianco · e4 pedone del bianco · c3 cavallo del bianco · f3 cavallo del bianco · h3 pedone del bianco · a2 pedone del bianco · b2 pedone del bianco · c2 pedone del bianco · d2 pedone del bianco · f2 pedone del bianco · g2 pedone del bianco · a1 torre del bianco · c1 alfiere del bianco · d1 donna del bianco · e1 re del bianco · h1 torre del bianco \| a8 torre del nero · d8 donna del nero · e8 re del nero · f8 alfiere del nero · g8 cavallo del nero · h8 torre del nero · a7 pedone del nero · b7 pedone del nero · c7 pedone del nero · f7 pedone del nero · g7 pedone del nero · h7 pedone del nero · c6 cavallo del nero · d6 pedone del nero · e5 pedone del nero · h5 alfiere del nero · c4 alfiere del bianco · e4 pedone del bianco · c3 cavallo del bianco · f3 cavallo del bianco · h3 pedone del bianco · a2 pedone del bianco · b2 pedone del bianco · c2 pedone del bianco · d2 pedone del bianco · f2 pedone del bianco · g2 pedone del bianco · a1 torre del bianco · c1 alfiere del bianco · d1 donna del bianco · e1 re del bianco · h1 torre del bianco \| a8 torre del nero · d8 donna del nero · e8 re del nero · f8 alfiere del nero · g8 cavallo del nero · h8 torre del nero · a7 pedone del nero · b7 pedone del nero · c7 pedone del nero · f7 pedone del nero · g7 pedone del nero · h7 pedone del nero · c6 cavallo del nero · d6 pedone del nero · e5 pedone del nero · h5 alfiere del nero · c4 alfiere del bianco · e4 pedone del bianco · c3 cavallo del bianco · f3 cavallo del bianco · h3 pedone del bianco · a2 pedone del bianco · b2 pedone del bianco · c2 pedone del bianco · d2 pedone del bianco · f2 pedone del bianco · g2 pedone del bianco · a1 torre del bianco · c1 alfiere del bianco · d1 donna del bianco · e1 re del bianco · h1 torre del bianco \| a8 torre del nero · d8 donna del nero · e8 re del nero · f8 alfiere del nero · g8 cavallo del nero · h8 torre del nero · a7 pedone del nero · b7 pedone del nero · c7 pedone del nero · f7 pedone del nero · g7 pedone del nero · h7 pedone del nero · c6 cavallo del nero · d6 pedone del nero · e5 pedone del nero · h5 alfiere del nero · c4 alfiere del bianco · e4 pedone del bianco · c3 cavallo del bianco · f3 cavallo del bianco · h3 pedone del bianco · a2 pedone del bianco · b2 pedone del bianco · c2 pedone del bianco · d2 pedone del bianco · f2 pedone del bianco · g2 pedone del bianco · a1 torre del bianco · c1 alfiere del bianco · d1 donna del bianco · e1 re del bianco · h1 torre del bianco \| a8 torre del nero · d8 donna del nero · e8 re del nero · f8 alfiere del nero · g8 cavallo del nero · h8 torre del nero · a7 pedone del nero · b7 pedone del nero · c7 pedone del nero · f7 pedone del nero · g7 pedone del nero · h7 pedone del nero · c6 cavallo del nero · d6 pedone del nero · e5 pedone del nero · h5 alfiere del nero · c4 alfiere del bianco · e4 pedone del bianco · c3 cavallo del bianco · f3 cavallo del bianco · h3 pedone del bianco · a2 pedone del bianco · b2 pedone del bianco · c2 pedone del bianco · d2 pedone del bianco · f2 pedone del bianco · g2 pedone del bianco · a1 torre del bianco · c1 alfiere del bianco · d1 donna del bianco · e1 re del bianco · h1 torre del bianco \| 4 \| \| 3 \| a8 torre del nero · d8 donna del nero · e8 re del nero · f8 alfiere del nero · g8 cavallo del nero · h8 torre del nero · a7 pedone del nero · b7 pedone del nero · c7 pedone del nero · f7 pedone del nero · g7 pedone del nero · h7 pedone del nero · c6 cavallo del nero · d6 pedone del nero · e5 pedone del nero · h5 alfiere del nero · c4 alfiere del bianco · e4 pedone del bianco · c3 cavallo del bianco · f3 cavallo del bianco · h3 pedone del bianco · a2 pedone del bianco · b2 pedone del bianco · c2 pedone del bianco · d2 pedone del bianco · f2 pedone del bianco · g2 pedone del bianco · a1 torre del bianco · c1 alfiere del bianco · d1 donna del bianco · e1 re del bianco · h1 torre del bianco \| a8 torre del nero · d8 donna del nero · e8 re del nero · f8 alfiere del nero · g8 cavallo del nero · h8 torre del nero · a7 pedone del nero · b7 pedone del nero · c7 pedone del nero · f7 pedone del nero · g7 pedone del nero · h7 pedone del nero · c6 cavallo del nero · d6 pedone del nero · e5 pedone del nero · h5 alfiere del nero · c4 alfiere del bianco · e4 pedone del bianco · c3 cavallo del bianco · f3 cavallo del bianco · h3 pedone del bianco · a2 pedone del bianco · b2 pedone del bianco · c2 pedone del bianco · d2 pedone del bianco · f2 pedone del bianco · g2 pedone del bianco · a1 torre del bianco · c1 alfiere del bianco · d1 donna del bianco · e1 re del bianco · h1 torre del bianco \| a8 torre del nero · d8 donna del nero · e8 re del nero · f8 alfiere del nero · g8 cavallo del nero · h8 torre del nero · a7 pedone del nero · b7 pedone del nero · c7 pedone del nero · f7 pedone del nero · g7 pedone del nero · h7 pedone del nero · c6 cavallo del nero · d6 pedone del nero · e5 pedone del nero · h5 alfiere del nero · c4 alfiere del bianco · e4 pedone del bianco · c3 cavallo del bianco · f3 cavallo del bianco · h3 pedone del bianco · a2 pedone del bianco · b2 pedone del bianco · c2 pedone del bianco · d2 pedone del bianco · f2 pedone del bianco · g2 pedone del bianco · a1 torre del bianco · c1 alfiere del bianco · d1 donna del bianco · e1 re del bianco · h1 torre del bianco \| a8 torre del nero · d8 donna del nero · e8 re del nero · f8 alfiere del nero · g8 cavallo del nero · h8 torre del nero · a7 pedone del nero · b7 pedone del nero · c7 pedone del nero · f7 pedone del nero · g7 pedone del nero · h7 pedone del nero · c6 cavallo del nero · d6 pedone del nero · e5 pedone del nero · h5 alfiere del nero · c4 alfiere del bianco · e4 pedone del bianco · c3 cavallo del bianco · f3 cavallo del bianco · h3 pedone del bianco · a2 pedone del bianco · b2 pedone del bianco · c2 pedone del bianco · d2 pedone del bianco · f2 pedone del bianco · g2 pedone del bianco · a1 torre del bianco · c1 alfiere del bianco · d1 donna del bianco · e1 re del bianco · h1 torre del bianco \| a8 torre del nero · d8 donna del nero · e8 re del nero · f8 alfiere del nero · g8 cavallo del nero · h8 torre del nero · a7 pedone del nero · b7 pedone del nero · c7 pedone del nero · f7 pedone del nero · g7 pedone del nero · h7 pedone del nero · c6 cavallo del nero · d6 pedone del nero · e5 pedone del nero · h5 alfiere del nero · c4 alfiere del bianco · e4 pedone del bianco · c3 cavallo del bianco · f3 cavallo del bianco · h3 pedone del bianco · a2 pedone del bianco · b2 pedone del bianco · c2 pedone del bianco · d2 pedone del bianco · f2 pedone del bianco · g2 pedone del bianco · a1 torre del bianco · c1 alfiere del bianco · d1 donna del bianco · e1 re del bianco · h1 torre del bianco \| a8 torre del nero · d8 donna del nero · e8 re del nero · f8 alfiere del nero · g8 cavallo del nero · h8 torre del nero · a7 pedone del nero · b7 pedone del nero · c7 pedone del nero · f7 pedone del nero · g7 pedone del nero · h7 pedone del nero · c6 cavallo del nero · d6 pedone del nero · e5 pedone del nero · h5 alfiere del nero · c4 alfiere del bianco · e4 pedone del bianco · c3 cavallo del bianco · f3 cavallo del bianco · h3 pedone del bianco · a2 pedone del bianco · b2 pedone del bianco · c2 pedone del bianco · d2 pedone del bianco · f2 pedone del bianco · g2 pedone del bianco · a1 torre del bianco · c1 alfiere del bianco · d1 donna del bianco · e1 re del bianco · h1 torre del bianco \| a8 torre del nero · d8 donna del nero · e8 re del nero · f8 alfiere del nero · g8 cavallo del nero · h8 torre del nero · a7 pedone del nero · b7 pedone del nero · c7 pedone del nero · f7 pedone del nero · g7 pedone del nero · h7 pedone del nero · c6 cavallo del nero · d6 pedone del nero · e5 pedone del nero · h5 alfiere del nero · c4 alfiere del bianco · e4 pedone del bianco · c3 cavallo del bianco · f3 cavallo del bianco · h3 pedone del bianco · a2 pedone del bianco · b2 pedone del bianco · c2 pedone del bianco · d2 pedone del bianco · f2 pedone del bianco · g2 pedone del bianco · a1 torre del bianco · c1 alfiere del bianco · d1 donna del bianco · e1 re del bianco · h1 torre del bianco \| a8 torre del nero · d8 donna del nero · e8 re del nero · f8 alfiere del nero · g8 cavallo del nero · h8 torre del nero · a7 pedone del nero · b7 pedone del nero · c7 pedone del nero · f7 pedone del nero · g7 pedone del nero · h7 pedone del nero · c6 cavallo del nero · d6 pedone del nero · e5 pedone del nero · h5 alfiere del nero · c4 alfiere del bianco · e4 pedone del bianco · c3 cavallo del bianco · f3 cavallo del bianco · h3 pedone del bianco · a2 pedone del bianco · b2 pedone del bianco · c2 pedone del bianco · d2 pedone del bianco · f2 pedone del bianco · g2 pedone del bianco · a1 torre del bianco · c1 alfiere del bianco · d1 donna del bianco · e1 re del bianco · h1 torre del bianco \| 3 \| \| 2 \| a8 torre del nero · d8 donna del nero · e8 re del nero · f8 alfiere del nero · g8 cavallo del nero · h8 torre del nero · a7 pedone del nero · b7 pedone del nero · c7 pedone del nero · f7 pedone del nero · g7 pedone del nero · h7 pedone del nero · c6 cavallo del nero · d6 pedone del nero · e5 pedone del nero · h5 alfiere del nero · c4 alfiere del bianco · e4 pedone del bianco · c3 cavallo del bianco · f3 cavallo del bianco · h3 pedone del bianco · a2 pedone del bianco · b2 pedone del bianco · c2 pedone del bianco · d2 pedone del bianco · f2 pedone del bianco · g2 pedone del bianco · a1 torre del bianco · c1 alfiere del bianco · d1 donna del bianco · e1 re del bianco · h1 torre del bianco \| a8 torre del nero · d8 donna del nero · e8 re del nero · f8 alfiere del nero · g8 cavallo del nero · h8 torre del nero · a7 pedone del nero · b7 pedone del nero · c7 pedone del nero · f7 pedone del nero · g7 pedone del nero · h7 pedone del nero · c6 cavallo del nero · d6 pedone del nero · e5 pedone del nero · h5 alfiere del nero · c4 alfiere del bianco · e4 pedone del bianco · c3 cavallo del bianco · f3 cavallo del bianco · h3 pedone del bianco · a2 pedone del bianco · b2 pedone del bianco · c2 pedone del bianco · d2 pedone del bianco · f2 pedone del bianco · g2 pedone del bianco · a1 torre del bianco · c1 alfiere del bianco · d1 donna del bianco · e1 re del bianco · h1 torre del bianco \| a8 torre del nero · d8 donna del nero · e8 re del nero · f8 alfiere del nero · g8 cavallo del nero · h8 torre del nero · a7 pedone del nero · b7 pedone del nero · c7 pedone del nero · f7 pedone del nero · g7 pedone del nero · h7 pedone del nero · c6 cavallo del nero · d6 pedone del nero · e5 pedone del nero · h5 alfiere del nero · c4 alfiere del bianco · e4 pedone del bianco · c3 cavallo del bianco · f3 cavallo del bianco · h3 pedone del bianco · a2 pedone del bianco · b2 pedone del bianco · c2 pedone del bianco · d2 pedone del bianco · f2 pedone del bianco · g2 pedone del bianco · a1 torre del bianco · c1 alfiere del bianco · d1 donna del bianco · e1 re del bianco · h1 torre del bianco \| a8 torre del nero · d8 donna del nero · e8 re del nero · f8 alfiere del nero · g8 cavallo del nero · h8 torre del nero · a7 pedone del nero · b7 pedone del nero · c7 pedone del nero · f7 pedone del nero · g7 pedone del nero · h7 pedone del nero · c6 cavallo del nero · d6 pedone del nero · e5 pedone del nero · h5 alfiere del nero · c4 alfiere del bianco · e4 pedone del bianco · c3 cavallo del bianco · f3 cavallo del bianco · h3 pedone del bianco · a2 pedone del bianco · b2 pedone del bianco · c2 pedone del bianco · d2 pedone del bianco · f2 pedone del bianco · g2 pedone del bianco · a1 torre del bianco · c1 alfiere del bianco · d1 donna del bianco · e1 re del bianco · h1 torre del bianco \| a8 torre del nero · d8 donna del nero · e8 re del nero · f8 alfiere del nero · g8 cavallo del nero · h8 torre del nero · a7 pedone del nero · b7 pedone del nero · c7 pedone del nero · f7 pedone del nero · g7 pedone del nero · h7 pedone del nero · c6 cavallo del nero · d6 pedone del nero · e5 pedone del nero · h5 alfiere del nero · c4 alfiere del bianco · e4 pedone del bianco · c3 cavallo del bianco · f3 cavallo del bianco · h3 pedone del bianco · a2 pedone del bianco · b2 pedone del bianco · c2 pedone del bianco · d2 pedone del bianco · f2 pedone del bianco · g2 pedone del bianco · a1 torre del bianco · c1 alfiere del bianco · d1 donna del bianco · e1 re del bianco · h1 torre del bianco \| a8 torre del nero · d8 donna del nero · e8 re del nero · f8 alfiere del nero · g8 cavallo del nero · h8 torre del nero · a7 pedone del nero · b7 pedone del nero · c7 pedone del nero · f7 pedone del nero · g7 pedone del nero · h7 pedone del nero · c6 cavallo del nero · d6 pedone del nero · e5 pedone del nero · h5 alfiere del nero · c4 alfiere del bianco · e4 pedone del bianco · c3 cavallo del bianco · f3 cavallo del bianco · h3 pedone del bianco · a2 pedone del bianco · b2 pedone del bianco · c2 pedone del bianco · d2 pedone del bianco · f2 pedone del bianco · g2 pedone del bianco · a1 torre del bianco · c1 alfiere del bianco · d1 donna del bianco · e1 re del bianco · h1 torre del bianco \| a8 torre del nero · d8 donna del nero · e8 re del nero · f8 alfiere del nero · g8 cavallo del nero · h8 torre del nero · a7 pedone del nero · b7 pedone del nero · c7 pedone del nero · f7 pedone del nero · g7 pedone del nero · h7 pedone del nero · c6 cavallo del nero · d6 pedone del nero · e5 pedone del nero · h5 alfiere del nero · c4 alfiere del bianco · e4 pedone del bianco · c3 cavallo del bianco · f3 cavallo del bianco · h3 pedone del bianco · a2 pedone del bianco · b2 pedone del bianco · c2 pedone del bianco · d2 pedone del bianco · f2 pedone del bianco · g2 pedone del bianco · a1 torre del bianco · c1 alfiere del bianco · d1 donna del bianco · e1 re del bianco · h1 torre del bianco \| a8 torre del nero · d8 donna del nero · e8 re del nero · f8 alfiere del nero · g8 cavallo del nero · h8 torre del nero · a7 pedone del nero · b7 pedone del nero · c7 pedone del nero · f7 pedone del nero · g7 pedone del nero · h7 pedone del nero · c6 cavallo del nero · d6 pedone del nero · e5 pedone del nero · h5 alfiere del nero · c4 alfiere del bianco · e4 pedone del bianco · c3 cavallo del bianco · f3 cavallo del bianco · h3 pedone del bianco · a2 pedone del bianco · b2 pedone del bianco · c2 pedone del bianco · d2 pedone del bianco · f2 pedone del bianco · g2 pedone del bianco · a1 torre del bianco · c1 alfiere del bianco · d1 donna del bianco · e1 re del bianco · h1 torre del bianco \| 2 \| \| 1 \| a8 torre del nero · d8 donna del nero · e8 re del nero · f8 alfiere del nero · g8 cavallo del nero · h8 torre del nero · a7 pedone del nero · b7 pedone del nero · c7 pedone del nero · f7 pedone del nero · g7 pedone del nero · h7 pedone del nero · c6 cavallo del nero · d6 pedone del nero · e5 pedone del nero · h5 alfiere del nero · c4 alfiere del bianco · e4 pedone del bianco · c3 cavallo del bianco · f3 cavallo del bianco · h3 pedone del bianco · a2 pedone del bianco · b2 pedone del bianco · c2 pedone del bianco · d2 pedone del bianco · f2 pedone del bianco · g2 pedone del bianco · a1 torre del bianco · c1 alfiere del bianco · d1 donna del bianco · e1 re del bianco · h1 torre del bianco \| a8 torre del nero · d8 donna del nero · e8 re del nero · f8 alfiere del nero · g8 cavallo del nero · h8 torre del nero · a7 pedone del nero · b7 pedone del nero · c7 pedone del nero · f7 pedone del nero · g7 pedone del nero · h7 pedone del nero · c6 cavallo del nero · d6 pedone del nero · e5 pedone del nero · h5 alfiere del nero · c4 alfiere del bianco · e4 pedone del bianco · c3 cavallo del bianco · f3 cavallo del bianco · h3 pedone del bianco · a2 pedone del bianco · b2 pedone del bianco · c2 pedone del bianco · d2 pedone del bianco · f2 pedone del bianco · g2 pedone del bianco · a1 torre del bianco · c1 alfiere del bianco · d1 donna del bianco · e1 re del bianco · h1 torre del bianco \| a8 torre del nero · d8 donna del nero · e8 re del nero · f8 alfiere del nero · g8 cavallo del nero · h8 torre del nero · a7 pedone del nero · b7 pedone del nero · c7 pedone del nero · f7 pedone del nero · g7 pedone del nero · h7 pedone del nero · c6 cavallo del nero · d6 pedone del nero · e5 pedone del nero · h5 alfiere del nero · c4 alfiere del bianco · e4 pedone del bianco · c3 cavallo del bianco · f3 cavallo del bianco · h3 pedone del bianco · a2 pedone del bianco · b2 pedone del bianco · c2 pedone del bianco · d2 pedone del bianco · f2 pedone del bianco · g2 pedone del bianco · a1 torre del bianco · c1 alfiere del bianco · d1 donna del bianco · e1 re del bianco · h1 torre del bianco \| a8 torre del nero · d8 donna del nero · e8 re del nero · f8 alfiere del nero · g8 cavallo del nero · h8 torre del nero · a7 pedone del nero · b7 pedone del nero · c7 pedone del nero · f7 pedone del nero · g7 pedone del nero · h7 pedone del nero · c6 cavallo del nero · d6 pedone del nero · e5 pedone del nero · h5 alfiere del nero · c4 alfiere del bianco · e4 pedone del bianco · c3 cavallo del bianco · f3 cavallo del bianco · h3 pedone del bianco · a2 pedone del bianco · b2 pedone del bianco · c2 pedone del bianco · d2 pedone del bianco · f2 pedone del bianco · g2 pedone del bianco · a1 torre del bianco · c1 alfiere del bianco · d1 donna del bianco · e1 re del bianco · h1 torre del bianco \| a8 torre del nero · d8 donna del nero · e8 re del nero · f8 alfiere del nero · g8 cavallo del nero · h8 torre del nero · a7 pedone del nero · b7 pedone del nero · c7 pedone del nero · f7 pedone del nero · g7 pedone del nero · h7 pedone del nero · c6 cavallo del nero · d6 pedone del nero · e5 pedone del nero · h5 alfiere del nero · c4 alfiere del bianco · e4 pedone del bianco · c3 cavallo del bianco · f3 cavallo del bianco · h3 pedone del bianco · a2 pedone del bianco · b2 pedone del bianco · c2 pedone del bianco · d2 pedone del bianco · f2 pedone del bianco · g2 pedone del bianco · a1 torre del bianco · c1 alfiere del bianco · d1 donna del bianco · e1 re del bianco · h1 torre del bianco \| a8 torre del nero · d8 donna del nero · e8 re del nero · f8 alfiere del nero · g8 cavallo del nero · h8 torre del nero · a7 pedone del nero · b7 pedone del nero · c7 pedone del nero · f7 pedone del nero · g7 pedone del nero · h7 pedone del nero · c6 cavallo del nero · d6 pedone del nero · e5 pedone del nero · h5 alfiere del nero · c4 alfiere del bianco · e4 pedone del bianco · c3 cavallo del bianco · f3 cavallo del bianco · h3 pedone del bianco · a2 pedone del bianco · b2 pedone del bianco · c2 pedone del bianco · d2 pedone del bianco · f2 pedone del bianco · g2 pedone del bianco · a1 torre del bianco · c1 alfiere del bianco · d1 donna del bianco · e1 re del bianco · h1 torre del bianco \| a8 torre del nero · d8 donna del nero · e8 re del nero · f8 alfiere del nero · g8 cavallo del nero · h8 torre del nero · a7 pedone del nero · b7 pedone del nero · c7 pedone del nero · f7 pedone del nero · g7 pedone del nero · h7 pedone del nero · c6 cavallo del nero · d6 pedone del nero · e5 pedone del nero · h5 alfiere del nero · c4 alfiere del bianco · e4 pedone del bianco · c3 cavallo del bianco · f3 cavallo del bianco · h3 pedone del bianco · a2 pedone del bianco · b2 pedone del bianco · c2 pedone del bianco · d2 pedone del bianco · f2 pedone del bianco · g2 pedone del bianco · a1 torre del bianco · c1 alfiere del bianco · d1 donna del bianco · e1 re del bianco · h1 torre del bianco \| a8 torre del nero · d8 donna del nero · e8 re del nero · f8 alfiere del nero · g8 cavallo del nero · h8 torre del nero · a7 pedone del nero · b7 pedone del nero · c7 pedone del nero · f7 pedone del nero · g7 pedone del nero · h7 pedone del nero · c6 cavallo del nero · d6 pedone del nero · e5 pedone del nero · h5 alfiere del nero · c4 alfiere del bianco · e4 pedone del bianco · c3 cavallo del bianco · f3 cavallo del bianco · h3 pedone del bianco · a2 pedone del bianco · b2 pedone del bianco · c2 pedone del bianco · d2 pedone del bianco · f2 pedone del bianco · g2 pedone del bianco · a1 torre del bianco · c1 alfiere del bianco · d1 donna del bianco · e1 re del bianco · h1 torre del bianco \| 1 \| \| \| a \| b \| c \| d \| e \| f \| g \| h \| \|Dopo 5.h3 Ah5? | | | | | | | | |   |
| | a | b | c | d | e | f | g | h |   |
| 8 | a8 torre del nero · d8 donna del nero · e8 re del nero · f8 alfiere del nero · g8 cavallo del nero · h8 torre del nero · a7 pedone del nero · b7 pedone del nero · c7 pedone del nero · f7 pedone del nero · g7 pedone del nero · h7 pedone del nero · c6 cavallo del nero · d6 pedone del nero · e5 pedone del nero · h5 alfiere del nero · c4 alfiere del bianco · e4 pedone del bianco · c3 cavallo del bianco · f3 cavallo del bianco · h3 pedone del bianco · a2 pedone del bianco · b2 pedone del bianco · c2 pedone del bianco · d2 pedone del bianco · f2 pedone del bianco · g2 pedone del bianco · a1 torre del bianco · c1 alfiere del bianco · d1 donna del bianco · e1 re del bianco · h1 torre del bianco | a8 torre del nero · d8 donna del nero · e8 re del nero · f8 alfiere del nero · g8 cavallo del nero · h8 torre del nero · a7 pedone del nero · b7 pedone del nero · c7 pedone del nero · f7 pedone del nero · g7 pedone del nero · h7 pedone del nero · c6 cavallo del nero · d6 pedone del nero · e5 pedone del nero · h5 alfiere del nero · c4 alfiere del bianco · e4 pedone del bianco · c3 cavallo del bianco · f3 cavallo del bianco · h3 pedone del bianco · a2 pedone del bianco · b2 pedone del bianco · c2 pedone del bianco · d2 pedone del bianco · f2 pedone del bianco · g2 pedone del bianco · a1 torre del bianco · c1 alfiere del bianco · d1 donna del bianco · e1 re del bianco · h1 torre del bianco | a8 torre del nero · d8 donna del nero · e8 re del nero · f8 alfiere del nero · g8 cavallo del nero · h8 torre del nero · a7 pedone del nero · b7 pedone del nero · c7 pedone del nero · f7 pedone del nero · g7 pedone del nero · h7 pedone del nero · c6 cavallo del nero · d6 pedone del nero · e5 pedone del nero · h5 alfiere del nero · c4 alfiere del bianco · e4 pedone del bianco · c3 cavallo del bianco · f3 cavallo del bianco · h3 pedone del bianco · a2 pedone del bianco · b2 pedone del bianco · c2 pedone del bianco · d2 pedone del bianco · f2 pedone del bianco · g2 pedone del bianco · a1 torre del bianco · c1 alfiere del bianco · d1 donna del bianco · e1 re del bianco · h1 torre del bianco | a8 torre del nero · d8 donna del nero · e8 re del nero · f8 alfiere del nero · g8 cavallo del nero · h8 torre del nero · a7 pedone del nero · b7 pedone del nero · c7 pedone del nero · f7 pedone del nero · g7 pedone del nero · h7 pedone del nero · c6 cavallo del nero · d6 pedone del nero · e5 pedone del nero · h5 alfiere del nero · c4 alfiere del bianco · e4 pedone del bianco · c3 cavallo del bianco · f3 cavallo del bianco · h3 pedone del bianco · a2 pedone del bianco · b2 pedone del bianco · c2 pedone del bianco · d2 pedone del bianco · f2 pedone del bianco · g2 pedone del bianco · a1 torre del bianco · c1 alfiere del bianco · d1 donna del bianco · e1 re del bianco · h1 torre del bianco | a8 torre del nero · d8 donna del nero · e8 re del nero · f8 alfiere del nero · g8 cavallo del nero · h8 torre del nero · a7 pedone del nero · b7 pedone del nero · c7 pedone del nero · f7 pedone del nero · g7 pedone del nero · h7 pedone del nero · c6 cavallo del nero · d6 pedone del nero · e5 pedone del nero · h5 alfiere del nero · c4 alfiere del bianco · e4 pedone del bianco · c3 cavallo del bianco · f3 cavallo del bianco · h3 pedone del bianco · a2 pedone del bianco · b2 pedone del bianco · c2 pedone del bianco · d2 pedone del bianco · f2 pedone del bianco · g2 pedone del bianco · a1 torre del bianco · c1 alfiere del bianco · d1 donna del bianco · e1 re del bianco · h1 torre del bianco | a8 torre del nero · d8 donna del nero · e8 re del nero · f8 alfiere del nero · g8 cavallo del nero · h8 torre del nero · a7 pedone del nero · b7 pedone del nero · c7 pedone del nero · f7 pedone del nero · g7 pedone del nero · h7 pedone del nero · c6 cavallo del nero · d6 pedone del nero · e5 pedone del nero · h5 alfiere del nero · c4 alfiere del bianco · e4 pedone del bianco · c3 cavallo del bianco · f3 cavallo del bianco · h3 pedone del bianco · a2 pedone del bianco · b2 pedone del bianco · c2 pedone del bianco · d2 pedone del bianco · f2 pedone del bianco · g2 pedone del bianco · a1 torre del bianco · c1 alfiere del bianco · d1 donna del bianco · e1 re del bianco · h1 torre del bianco | a8 torre del nero · d8 donna del nero · e8 re del nero · f8 alfiere del nero · g8 cavallo del nero · h8 torre del nero · a7 pedone del nero · b7 pedone del nero · c7 pedone del nero · f7 pedone del nero · g7 pedone del nero · h7 pedone del nero · c6 cavallo del nero · d6 pedone del nero · e5 pedone del nero · h5 alfiere del nero · c4 alfiere del bianco · e4 pedone del bianco · c3 cavallo del bianco · f3 cavallo del bianco · h3 pedone del bianco · a2 pedone del bianco · b2 pedone del bianco · c2 pedone del bianco · d2 pedone del bianco · f2 pedone del bianco · g2 pedone del bianco · a1 torre del bianco · c1 alfiere del bianco · d1 donna del bianco · e1 re del bianco · h1 torre del bianco | a8 torre del nero · d8 donna del nero · e8 re del nero · f8 alfiere del nero · g8 cavallo del nero · h8 torre del nero · a7 pedone del nero · b7 pedone del nero · c7 pedone del nero · f7 pedone del nero · g7 pedone del nero · h7 pedone del nero · c6 cavallo del nero · d6 pedone del nero · e5 pedone del nero · h5 alfiere del nero · c4 alfiere del bianco · e4 pedone del bianco · c3 cavallo del bianco · f3 cavallo del bianco · h3 pedone del bianco · a2 pedone del bianco · b2 pedone del bianco · c2 pedone del bianco · d2 pedone del bianco · f2 pedone del bianco · g2 pedone del bianco · a1 torre del bianco · c1 alfiere del bianco · d1 donna del bianco · e1 re del bianco · h1 torre del bianco | 8 |
| 7 | a8 torre del nero · d8 donna del nero · e8 re del nero · f8 alfiere del nero · g8 cavallo del nero · h8 torre del nero · a7 pedone del nero · b7 pedone del nero · c7 pedone del nero · f7 pedone del nero · g7 pedone del nero · h7 pedone del nero · c6 cavallo del nero · d6 pedone del nero · e5 pedone del nero · h5 alfiere del nero · c4 alfiere del bianco · e4 pedone del bianco · c3 cavallo del bianco · f3 cavallo del bianco · h3 pedone del bianco · a2 pedone del bianco · b2 pedone del bianco · c2 pedone del bianco · d2 pedone del bianco · f2 pedone del bianco · g2 pedone del bianco · a1 torre del bianco · c1 alfiere del bianco · d1 donna del bianco · e1 re del bianco · h1 torre del bianco | a8 torre del nero · d8 donna del nero · e8 re del nero · f8 alfiere del nero · g8 cavallo del nero · h8 torre del nero · a7 pedone del nero · b7 pedone del nero · c7 pedone del nero · f7 pedone del nero · g7 pedone del nero · h7 pedone del nero · c6 cavallo del nero · d6 pedone del nero · e5 pedone del nero · h5 alfiere del nero · c4 alfiere del bianco · e4 pedone del bianco · c3 cavallo del bianco · f3 cavallo del bianco · h3 pedone del bianco · a2 pedone del bianco · b2 pedone del bianco · c2 pedone del bianco · d2 pedone del bianco · f2 pedone del bianco · g2 pedone del bianco · a1 torre del bianco · c1 alfiere del bianco · d1 donna del bianco · e1 re del bianco · h1 torre del bianco | a8 torre del nero · d8 donna del nero · e8 re del nero · f8 alfiere del nero · g8 cavallo del nero · h8 torre del nero · a7 pedone del nero · b7 pedone del nero · c7 pedone del nero · f7 pedone del nero · g7 pedone del nero · h7 pedone del nero · c6 cavallo del nero · d6 pedone del nero · e5 pedone del nero · h5 alfiere del nero · c4 alfiere del bianco · e4 pedone del bianco · c3 cavallo del bianco · f3 cavallo del bianco · h3 pedone del bianco · a2 pedone del bianco · b2 pedone del bianco · c2 pedone del bianco · d2 pedone del bianco · f2 pedone del bianco · g2 pedone del bianco · a1 torre del bianco · c1 alfiere del bianco · d1 donna del bianco · e1 re del bianco · h1 torre del bianco | a8 torre del nero · d8 donna del nero · e8 re del nero · f8 alfiere del nero · g8 cavallo del nero · h8 torre del nero · a7 pedone del nero · b7 pedone del nero · c7 pedone del nero · f7 pedone del nero · g7 pedone del nero · h7 pedone del nero · c6 cavallo del nero · d6 pedone del nero · e5 pedone del nero · h5 alfiere del nero · c4 alfiere del bianco · e4 pedone del bianco · c3 cavallo del bianco · f3 cavallo del bianco · h3 pedone del bianco · a2 pedone del bianco · b2 pedone del bianco · c2 pedone del bianco · d2 pedone del bianco · f2 pedone del bianco · g2 pedone del bianco · a1 torre del bianco · c1 alfiere del bianco · d1 donna del bianco · e1 re del bianco · h1 torre del bianco | a8 torre del nero · d8 donna del nero · e8 re del nero · f8 alfiere del nero · g8 cavallo del nero · h8 torre del nero · a7 pedone del nero · b7 pedone del nero · c7 pedone del nero · f7 pedone del nero · g7 pedone del nero · h7 pedone del nero · c6 cavallo del nero · d6 pedone del nero · e5 pedone del nero · h5 alfiere del nero · c4 alfiere del bianco · e4 pedone del bianco · c3 cavallo del bianco · f3 cavallo del bianco · h3 pedone del bianco · a2 pedone del bianco · b2 pedone del bianco · c2 pedone del bianco · d2 pedone del bianco · f2 pedone del bianco · g2 pedone del bianco · a1 torre del bianco · c1 alfiere del bianco · d1 donna del bianco · e1 re del bianco · h1 torre del bianco | a8 torre del nero · d8 donna del nero · e8 re del nero · f8 alfiere del nero · g8 cavallo del nero · h8 torre del nero · a7 pedone del nero · b7 pedone del nero · c7 pedone del nero · f7 pedone del nero · g7 pedone del nero · h7 pedone del nero · c6 cavallo del nero · d6 pedone del nero · e5 pedone del nero · h5 alfiere del nero · c4 alfiere del bianco · e4 pedone del bianco · c3 cavallo del bianco · f3 cavallo del bianco · h3 pedone del bianco · a2 pedone del bianco · b2 pedone del bianco · c2 pedone del bianco · d2 pedone del bianco · f2 pedone del bianco · g2 pedone del bianco · a1 torre del bianco · c1 alfiere del bianco · d1 donna del bianco · e1 re del bianco · h1 torre del bianco | a8 torre del nero · d8 donna del nero · e8 re del nero · f8 alfiere del nero · g8 cavallo del nero · h8 torre del nero · a7 pedone del nero · b7 pedone del nero · c7 pedone del nero · f7 pedone del nero · g7 pedone del nero · h7 pedone del nero · c6 cavallo del nero · d6 pedone del nero · e5 pedone del nero · h5 alfiere del nero · c4 alfiere del bianco · e4 pedone del bianco · c3 cavallo del bianco · f3 cavallo del bianco · h3 pedone del bianco · a2 pedone del bianco · b2 pedone del bianco · c2 pedone del bianco · d2 pedone del bianco · f2 pedone del bianco · g2 pedone del bianco · a1 torre del bianco · c1 alfiere del bianco · d1 donna del bianco · e1 re del bianco · h1 torre del bianco | a8 torre del nero · d8 donna del nero · e8 re del nero · f8 alfiere del nero · g8 cavallo del nero · h8 torre del nero · a7 pedone del nero · b7 pedone del nero · c7 pedone del nero · f7 pedone del nero · g7 pedone del nero · h7 pedone del nero · c6 cavallo del nero · d6 pedone del nero · e5 pedone del nero · h5 alfiere del nero · c4 alfiere del bianco · e4 pedone del bianco · c3 cavallo del bianco · f3 cavallo del bianco · h3 pedone del bianco · a2 pedone del bianco · b2 pedone del bianco · c2 pedone del bianco · d2 pedone del bianco · f2 pedone del bianco · g2 pedone del bianco · a1 torre del bianco · c1 alfiere del bianco · d1 donna del bianco · e1 re del bianco · h1 torre del bianco | 7 |
| 6 | a8 torre del nero · d8 donna del nero · e8 re del nero · f8 alfiere del nero · g8 cavallo del nero · h8 torre del nero · a7 pedone del nero · b7 pedone del nero · c7 pedone del nero · f7 pedone del nero · g7 pedone del nero · h7 pedone del nero · c6 cavallo del nero · d6 pedone del nero · e5 pedone del nero · h5 alfiere del nero · c4 alfiere del bianco · e4 pedone del bianco · c3 cavallo del bianco · f3 cavallo del bianco · h3 pedone del bianco · a2 pedone del bianco · b2 pedone del bianco · c2 pedone del bianco · d2 pedone del bianco · f2 pedone del bianco · g2 pedone del bianco · a1 torre del bianco · c1 alfiere del bianco · d1 donna del bianco · e1 re del bianco · h1 torre del bianco | a8 torre del nero · d8 donna del nero · e8 re del nero · f8 alfiere del nero · g8 cavallo del nero · h8 torre del nero · a7 pedone del nero · b7 pedone del nero · c7 pedone del nero · f7 pedone del nero · g7 pedone del nero · h7 pedone del nero · c6 cavallo del nero · d6 pedone del nero · e5 pedone del nero · h5 alfiere del nero · c4 alfiere del bianco · e4 pedone del bianco · c3 cavallo del bianco · f3 cavallo del bianco · h3 pedone del bianco · a2 pedone del bianco · b2 pedone del bianco · c2 pedone del bianco · d2 pedone del bianco · f2 pedone del bianco · g2 pedone del bianco · a1 torre del bianco · c1 alfiere del bianco · d1 donna del bianco · e1 re del bianco · h1 torre del bianco | a8 torre del nero · d8 donna del nero · e8 re del nero · f8 alfiere del nero · g8 cavallo del nero · h8 torre del nero · a7 pedone del nero · b7 pedone del nero · c7 pedone del nero · f7 pedone del nero · g7 pedone del nero · h7 pedone del nero · c6 cavallo del nero · d6 pedone del nero · e5 pedone del nero · h5 alfiere del nero · c4 alfiere del bianco · e4 pedone del bianco · c3 cavallo del bianco · f3 cavallo del bianco · h3 pedone del bianco · a2 pedone del bianco · b2 pedone del bianco · c2 pedone del bianco · d2 pedone del bianco · f2 pedone del bianco · g2 pedone del bianco · a1 torre del bianco · c1 alfiere del bianco · d1 donna del bianco · e1 re del bianco · h1 torre del bianco | a8 torre del nero · d8 donna del nero · e8 re del nero · f8 alfiere del nero · g8 cavallo del nero · h8 torre del nero · a7 pedone del nero · b7 pedone del nero · c7 pedone del nero · f7 pedone del nero · g7 pedone del nero · h7 pedone del nero · c6 cavallo del nero · d6 pedone del nero · e5 pedone del nero · h5 alfiere del nero · c4 alfiere del bianco · e4 pedone del bianco · c3 cavallo del bianco · f3 cavallo del bianco · h3 pedone del bianco · a2 pedone del bianco · b2 pedone del bianco · c2 pedone del bianco · d2 pedone del bianco · f2 pedone del bianco · g2 pedone del bianco · a1 torre del bianco · c1 alfiere del bianco · d1 donna del bianco · e1 re del bianco · h1 torre del bianco | a8 torre del nero · d8 donna del nero · e8 re del nero · f8 alfiere del nero · g8 cavallo del nero · h8 torre del nero · a7 pedone del nero · b7 pedone del nero · c7 pedone del nero · f7 pedone del nero · g7 pedone del nero · h7 pedone del nero · c6 cavallo del nero · d6 pedone del nero · e5 pedone del nero · h5 alfiere del nero · c4 alfiere del bianco · e4 pedone del bianco · c3 cavallo del bianco · f3 cavallo del bianco · h3 pedone del bianco · a2 pedone del bianco · b2 pedone del bianco · c2 pedone del bianco · d2 pedone del bianco · f2 pedone del bianco · g2 pedone del bianco · a1 torre del bianco · c1 alfiere del bianco · d1 donna del bianco · e1 re del bianco · h1 torre del bianco | a8 torre del nero · d8 donna del nero · e8 re del nero · f8 alfiere del nero · g8 cavallo del nero · h8 torre del nero · a7 pedone del nero · b7 pedone del nero · c7 pedone del nero · f7 pedone del nero · g7 pedone del nero · h7 pedone del nero · c6 cavallo del nero · d6 pedone del nero · e5 pedone del nero · h5 alfiere del nero · c4 alfiere del bianco · e4 pedone del bianco · c3 cavallo del bianco · f3 cavallo del bianco · h3 pedone del bianco · a2 pedone del bianco · b2 pedone del bianco · c2 pedone del bianco · d2 pedone del bianco · f2 pedone del bianco · g2 pedone del bianco · a1 torre del bianco · c1 alfiere del bianco · d1 donna del bianco · e1 re del bianco · h1 torre del bianco | a8 torre del nero · d8 donna del nero · e8 re del nero · f8 alfiere del nero · g8 cavallo del nero · h8 torre del nero · a7 pedone del nero · b7 pedone del nero · c7 pedone del nero · f7 pedone del nero · g7 pedone del nero · h7 pedone del nero · c6 cavallo del nero · d6 pedone del nero · e5 pedone del nero · h5 alfiere del nero · c4 alfiere del bianco · e4 pedone del bianco · c3 cavallo del bianco · f3 cavallo del bianco · h3 pedone del bianco · a2 pedone del bianco · b2 pedone del bianco · c2 pedone del bianco · d2 pedone del bianco · f2 pedone del bianco · g2 pedone del bianco · a1 torre del bianco · c1 alfiere del bianco · d1 donna del bianco · e1 re del bianco · h1 torre del bianco | a8 torre del nero · d8 donna del nero · e8 re del nero · f8 alfiere del nero · g8 cavallo del nero · h8 torre del nero · a7 pedone del nero · b7 pedone del nero · c7 pedone del nero · f7 pedone del nero · g7 pedone del nero · h7 pedone del nero · c6 cavallo del nero · d6 pedone del nero · e5 pedone del nero · h5 alfiere del nero · c4 alfiere del bianco · e4 pedone del bianco · c3 cavallo del bianco · f3 cavallo del bianco · h3 pedone del bianco · a2 pedone del bianco · b2 pedone del bianco · c2 pedone del bianco · d2 pedone del bianco · f2 pedone del bianco · g2 pedone del bianco · a1 torre del bianco · c1 alfiere del bianco · d1 donna del bianco · e1 re del bianco · h1 torre del bianco | 6 |
| 5 | a8 torre del nero · d8 donna del nero · e8 re del nero · f8 alfiere del nero · g8 cavallo del nero · h8 torre del nero · a7 pedone del nero · b7 pedone del nero · c7 pedone del nero · f7 pedone del nero · g7 pedone del nero · h7 pedone del nero · c6 cavallo del nero · d6 pedone del nero · e5 pedone del nero · h5 alfiere del nero · c4 alfiere del bianco · e4 pedone del bianco · c3 cavallo del bianco · f3 cavallo del bianco · h3 pedone del bianco · a2 pedone del bianco · b2 pedone del bianco · c2 pedone del bianco · d2 pedone del bianco · f2 pedone del bianco · g2 pedone del bianco · a1 torre del bianco · c1 alfiere del bianco · d1 donna del bianco · e1 re del bianco · h1 torre del bianco | a8 torre del nero · d8 donna del nero · e8 re del nero · f8 alfiere del nero · g8 cavallo del nero · h8 torre del nero · a7 pedone del nero · b7 pedone del nero · c7 pedone del nero · f7 pedone del nero · g7 pedone del nero · h7 pedone del nero · c6 cavallo del nero · d6 pedone del nero · e5 pedone del nero · h5 alfiere del nero · c4 alfiere del bianco · e4 pedone del bianco · c3 cavallo del bianco · f3 cavallo del bianco · h3 pedone del bianco · a2 pedone del bianco · b2 pedone del bianco · c2 pedone del bianco · d2 pedone del bianco · f2 pedone del bianco · g2 pedone del bianco · a1 torre del bianco · c1 alfiere del bianco · d1 donna del bianco · e1 re del bianco · h1 torre del bianco | a8 torre del nero · d8 donna del nero · e8 re del nero · f8 alfiere del nero · g8 cavallo del nero · h8 torre del nero · a7 pedone del nero · b7 pedone del nero · c7 pedone del nero · f7 pedone del nero · g7 pedone del nero · h7 pedone del nero · c6 cavallo del nero · d6 pedone del nero · e5 pedone del nero · h5 alfiere del nero · c4 alfiere del bianco · e4 pedone del bianco · c3 cavallo del bianco · f3 cavallo del bianco · h3 pedone del bianco · a2 pedone del bianco · b2 pedone del bianco · c2 pedone del bianco · d2 pedone del bianco · f2 pedone del bianco · g2 pedone del bianco · a1 torre del bianco · c1 alfiere del bianco · d1 donna del bianco · e1 re del bianco · h1 torre del bianco | a8 torre del nero · d8 donna del nero · e8 re del nero · f8 alfiere del nero · g8 cavallo del nero · h8 torre del nero · a7 pedone del nero · b7 pedone del nero · c7 pedone del nero · f7 pedone del nero · g7 pedone del nero · h7 pedone del nero · c6 cavallo del nero · d6 pedone del nero · e5 pedone del nero · h5 alfiere del nero · c4 alfiere del bianco · e4 pedone del bianco · c3 cavallo del bianco · f3 cavallo del bianco · h3 pedone del bianco · a2 pedone del bianco · b2 pedone del bianco · c2 pedone del bianco · d2 pedone del bianco · f2 pedone del bianco · g2 pedone del bianco · a1 torre del bianco · c1 alfiere del bianco · d1 donna del bianco · e1 re del bianco · h1 torre del bianco | a8 torre del nero · d8 donna del nero · e8 re del nero · f8 alfiere del nero · g8 cavallo del nero · h8 torre del nero · a7 pedone del nero · b7 pedone del nero · c7 pedone del nero · f7 pedone del nero · g7 pedone del nero · h7 pedone del nero · c6 cavallo del nero · d6 pedone del nero · e5 pedone del nero · h5 alfiere del nero · c4 alfiere del bianco · e4 pedone del bianco · c3 cavallo del bianco · f3 cavallo del bianco · h3 pedone del bianco · a2 pedone del bianco · b2 pedone del bianco · c2 pedone del bianco · d2 pedone del bianco · f2 pedone del bianco · g2 pedone del bianco · a1 torre del bianco · c1 alfiere del bianco · d1 donna del bianco · e1 re del bianco · h1 torre del bianco | a8 torre del nero · d8 donna del nero · e8 re del nero · f8 alfiere del nero · g8 cavallo del nero · h8 torre del nero · a7 pedone del nero · b7 pedone del nero · c7 pedone del nero · f7 pedone del nero · g7 pedone del nero · h7 pedone del nero · c6 cavallo del nero · d6 pedone del nero · e5 pedone del nero · h5 alfiere del nero · c4 alfiere del bianco · e4 pedone del bianco · c3 cavallo del bianco · f3 cavallo del bianco · h3 pedone del bianco · a2 pedone del bianco · b2 pedone del bianco · c2 pedone del bianco · d2 pedone del bianco · f2 pedone del bianco · g2 pedone del bianco · a1 torre del bianco · c1 alfiere del bianco · d1 donna del bianco · e1 re del bianco · h1 torre del bianco | a8 torre del nero · d8 donna del nero · e8 re del nero · f8 alfiere del nero · g8 cavallo del nero · h8 torre del nero · a7 pedone del nero · b7 pedone del nero · c7 pedone del nero · f7 pedone del nero · g7 pedone del nero · h7 pedone del nero · c6 cavallo del nero · d6 pedone del nero · e5 pedone del nero · h5 alfiere del nero · c4 alfiere del bianco · e4 pedone del bianco · c3 cavallo del bianco · f3 cavallo del bianco · h3 pedone del bianco · a2 pedone del bianco · b2 pedone del bianco · c2 pedone del bianco · d2 pedone del bianco · f2 pedone del bianco · g2 pedone del bianco · a1 torre del bianco · c1 alfiere del bianco · d1 donna del bianco · e1 re del bianco · h1 torre del bianco | a8 torre del nero · d8 donna del nero · e8 re del nero · f8 alfiere del nero · g8 cavallo del nero · h8 torre del nero · a7 pedone del nero · b7 pedone del nero · c7 pedone del nero · f7 pedone del nero · g7 pedone del nero · h7 pedone del nero · c6 cavallo del nero · d6 pedone del nero · e5 pedone del nero · h5 alfiere del nero · c4 alfiere del bianco · e4 pedone del bianco · c3 cavallo del bianco · f3 cavallo del bianco · h3 pedone del bianco · a2 pedone del bianco · b2 pedone del bianco · c2 pedone del bianco · d2 pedone del bianco · f2 pedone del bianco · g2 pedone del bianco · a1 torre del bianco · c1 alfiere del bianco · d1 donna del bianco · e1 re del bianco · h1 torre del bianco | 5 |
| 4 | a8 torre del nero · d8 donna del nero · e8 re del nero · f8 alfiere del nero · g8 cavallo del nero · h8 torre del nero · a7 pedone del nero · b7 pedone del nero · c7 pedone del nero · f7 pedone del nero · g7 pedone del nero · h7 pedone del nero · c6 cavallo del nero · d6 pedone del nero · e5 pedone del nero · h5 alfiere del nero · c4 alfiere del bianco · e4 pedone del bianco · c3 cavallo del bianco · f3 cavallo del bianco · h3 pedone del bianco · a2 pedone del bianco · b2 pedone del bianco · c2 pedone del bianco · d2 pedone del bianco · f2 pedone del bianco · g2 pedone del bianco · a1 torre del bianco · c1 alfiere del bianco · d1 donna del bianco · e1 re del bianco · h1 torre del bianco | a8 torre del nero · d8 donna del nero · e8 re del nero · f8 alfiere del nero · g8 cavallo del nero · h8 torre del nero · a7 pedone del nero · b7 pedone del nero · c7 pedone del nero · f7 pedone del nero · g7 pedone del nero · h7 pedone del nero · c6 cavallo del nero · d6 pedone del nero · e5 pedone del nero · h5 alfiere del nero · c4 alfiere del bianco · e4 pedone del bianco · c3 cavallo del bianco · f3 cavallo del bianco · h3 pedone del bianco · a2 pedone del bianco · b2 pedone del bianco · c2 pedone del bianco · d2 pedone del bianco · f2 pedone del bianco · g2 pedone del bianco · a1 torre del bianco · c1 alfiere del bianco · d1 donna del bianco · e1 re del bianco · h1 torre del bianco | a8 torre del nero · d8 donna del nero · e8 re del nero · f8 alfiere del nero · g8 cavallo del nero · h8 torre del nero · a7 pedone del nero · b7 pedone del nero · c7 pedone del nero · f7 pedone del nero · g7 pedone del nero · h7 pedone del nero · c6 cavallo del nero · d6 pedone del nero · e5 pedone del nero · h5 alfiere del nero · c4 alfiere del bianco · e4 pedone del bianco · c3 cavallo del bianco · f3 cavallo del bianco · h3 pedone del bianco · a2 pedone del bianco · b2 pedone del bianco · c2 pedone del bianco · d2 pedone del bianco · f2 pedone del bianco · g2 pedone del bianco · a1 torre del bianco · c1 alfiere del bianco · d1 donna del bianco · e1 re del bianco · h1 torre del bianco | a8 torre del nero · d8 donna del nero · e8 re del nero · f8 alfiere del nero · g8 cavallo del nero · h8 torre del nero · a7 pedone del nero · b7 pedone del nero · c7 pedone del nero · f7 pedone del nero · g7 pedone del nero · h7 pedone del nero · c6 cavallo del nero · d6 pedone del nero · e5 pedone del nero · h5 alfiere del nero · c4 alfiere del bianco · e4 pedone del bianco · c3 cavallo del bianco · f3 cavallo del bianco · h3 pedone del bianco · a2 pedone del bianco · b2 pedone del bianco · c2 pedone del bianco · d2 pedone del bianco · f2 pedone del bianco · g2 pedone del bianco · a1 torre del bianco · c1 alfiere del bianco · d1 donna del bianco · e1 re del bianco · h1 torre del bianco | a8 torre del nero · d8 donna del nero · e8 re del nero · f8 alfiere del nero · g8 cavallo del nero · h8 torre del nero · a7 pedone del nero · b7 pedone del nero · c7 pedone del nero · f7 pedone del nero · g7 pedone del nero · h7 pedone del nero · c6 cavallo del nero · d6 pedone del nero · e5 pedone del nero · h5 alfiere del nero · c4 alfiere del bianco · e4 pedone del bianco · c3 cavallo del bianco · f3 cavallo del bianco · h3 pedone del bianco · a2 pedone del bianco · b2 pedone del bianco · c2 pedone del bianco · d2 pedone del bianco · f2 pedone del bianco · g2 pedone del bianco · a1 torre del bianco · c1 alfiere del bianco · d1 donna del bianco · e1 re del bianco · h1 torre del bianco | a8 torre del nero · d8 donna del nero · e8 re del nero · f8 alfiere del nero · g8 cavallo del nero · h8 torre del nero · a7 pedone del nero · b7 pedone del nero · c7 pedone del nero · f7 pedone del nero · g7 pedone del nero · h7 pedone del nero · c6 cavallo del nero · d6 pedone del nero · e5 pedone del nero · h5 alfiere del nero · c4 alfiere del bianco · e4 pedone del bianco · c3 cavallo del bianco · f3 cavallo del bianco · h3 pedone del bianco · a2 pedone del bianco · b2 pedone del bianco · c2 pedone del bianco · d2 pedone del bianco · f2 pedone del bianco · g2 pedone del bianco · a1 torre del bianco · c1 alfiere del bianco · d1 donna del bianco · e1 re del bianco · h1 torre del bianco | a8 torre del nero · d8 donna del nero · e8 re del nero · f8 alfiere del nero · g8 cavallo del nero · h8 torre del nero · a7 pedone del nero · b7 pedone del nero · c7 pedone del nero · f7 pedone del nero · g7 pedone del nero · h7 pedone del nero · c6 cavallo del nero · d6 pedone del nero · e5 pedone del nero · h5 alfiere del nero · c4 alfiere del bianco · e4 pedone del bianco · c3 cavallo del bianco · f3 cavallo del bianco · h3 pedone del bianco · a2 pedone del bianco · b2 pedone del bianco · c2 pedone del bianco · d2 pedone del bianco · f2 pedone del bianco · g2 pedone del bianco · a1 torre del bianco · c1 alfiere del bianco · d1 donna del bianco · e1 re del bianco · h1 torre del bianco | a8 torre del nero · d8 donna del nero · e8 re del nero · f8 alfiere del nero · g8 cavallo del nero · h8 torre del nero · a7 pedone del nero · b7 pedone del nero · c7 pedone del nero · f7 pedone del nero · g7 pedone del nero · h7 pedone del nero · c6 cavallo del nero · d6 pedone del nero · e5 pedone del nero · h5 alfiere del nero · c4 alfiere del bianco · e4 pedone del bianco · c3 cavallo del bianco · f3 cavallo del bianco · h3 pedone del bianco · a2 pedone del bianco · b2 pedone del bianco · c2 pedone del bianco · d2 pedone del bianco · f2 pedone del bianco · g2 pedone del bianco · a1 torre del bianco · c1 alfiere del bianco · d1 donna del bianco · e1 re del bianco · h1 torre del bianco | 4 |
| 3 | a8 torre del nero · d8 donna del nero · e8 re del nero · f8 alfiere del nero · g8 cavallo del nero · h8 torre del nero · a7 pedone del nero · b7 pedone del nero · c7 pedone del nero · f7 pedone del nero · g7 pedone del nero · h7 pedone del nero · c6 cavallo del nero · d6 pedone del nero · e5 pedone del nero · h5 alfiere del nero · c4 alfiere del bianco · e4 pedone del bianco · c3 cavallo del bianco · f3 cavallo del bianco · h3 pedone del bianco · a2 pedone del bianco · b2 pedone del bianco · c2 pedone del bianco · d2 pedone del bianco · f2 pedone del bianco · g2 pedone del bianco · a1 torre del bianco · c1 alfiere del bianco · d1 donna del bianco · e1 re del bianco · h1 torre del bianco | a8 torre del nero · d8 donna del nero · e8 re del nero · f8 alfiere del nero · g8 cavallo del nero · h8 torre del nero · a7 pedone del nero · b7 pedone del nero · c7 pedone del nero · f7 pedone del nero · g7 pedone del nero · h7 pedone del nero · c6 cavallo del nero · d6 pedone del nero · e5 pedone del nero · h5 alfiere del nero · c4 alfiere del bianco · e4 pedone del bianco · c3 cavallo del bianco · f3 cavallo del bianco · h3 pedone del bianco · a2 pedone del bianco · b2 pedone del bianco · c2 pedone del bianco · d2 pedone del bianco · f2 pedone del bianco · g2 pedone del bianco · a1 torre del bianco · c1 alfiere del bianco · d1 donna del bianco · e1 re del bianco · h1 torre del bianco | a8 torre del nero · d8 donna del nero · e8 re del nero · f8 alfiere del nero · g8 cavallo del nero · h8 torre del nero · a7 pedone del nero · b7 pedone del nero · c7 pedone del nero · f7 pedone del nero · g7 pedone del nero · h7 pedone del nero · c6 cavallo del nero · d6 pedone del nero · e5 pedone del nero · h5 alfiere del nero · c4 alfiere del bianco · e4 pedone del bianco · c3 cavallo del bianco · f3 cavallo del bianco · h3 pedone del bianco · a2 pedone del bianco · b2 pedone del bianco · c2 pedone del bianco · d2 pedone del bianco · f2 pedone del bianco · g2 pedone del bianco · a1 torre del bianco · c1 alfiere del bianco · d1 donna del bianco · e1 re del bianco · h1 torre del bianco | a8 torre del nero · d8 donna del nero · e8 re del nero · f8 alfiere del nero · g8 cavallo del nero · h8 torre del nero · a7 pedone del nero · b7 pedone del nero · c7 pedone del nero · f7 pedone del nero · g7 pedone del nero · h7 pedone del nero · c6 cavallo del nero · d6 pedone del nero · e5 pedone del nero · h5 alfiere del nero · c4 alfiere del bianco · e4 pedone del bianco · c3 cavallo del bianco · f3 cavallo del bianco · h3 pedone del bianco · a2 pedone del bianco · b2 pedone del bianco · c2 pedone del bianco · d2 pedone del bianco · f2 pedone del bianco · g2 pedone del bianco · a1 torre del bianco · c1 alfiere del bianco · d1 donna del bianco · e1 re del bianco · h1 torre del bianco | a8 torre del nero · d8 donna del nero · e8 re del nero · f8 alfiere del nero · g8 cavallo del nero · h8 torre del nero · a7 pedone del nero · b7 pedone del nero · c7 pedone del nero · f7 pedone del nero · g7 pedone del nero · h7 pedone del nero · c6 cavallo del nero · d6 pedone del nero · e5 pedone del nero · h5 alfiere del nero · c4 alfiere del bianco · e4 pedone del bianco · c3 cavallo del bianco · f3 cavallo del bianco · h3 pedone del bianco · a2 pedone del bianco · b2 pedone del bianco · c2 pedone del bianco · d2 pedone del bianco · f2 pedone del bianco · g2 pedone del bianco · a1 torre del bianco · c1 alfiere del bianco · d1 donna del bianco · e1 re del bianco · h1 torre del bianco | a8 torre del nero · d8 donna del nero · e8 re del nero · f8 alfiere del nero · g8 cavallo del nero · h8 torre del nero · a7 pedone del nero · b7 pedone del nero · c7 pedone del nero · f7 pedone del nero · g7 pedone del nero · h7 pedone del nero · c6 cavallo del nero · d6 pedone del nero · e5 pedone del nero · h5 alfiere del nero · c4 alfiere del bianco · e4 pedone del bianco · c3 cavallo del bianco · f3 cavallo del bianco · h3 pedone del bianco · a2 pedone del bianco · b2 pedone del bianco · c2 pedone del bianco · d2 pedone del bianco · f2 pedone del bianco · g2 pedone del bianco · a1 torre del bianco · c1 alfiere del bianco · d1 donna del bianco · e1 re del bianco · h1 torre del bianco | a8 torre del nero · d8 donna del nero · e8 re del nero · f8 alfiere del nero · g8 cavallo del nero · h8 torre del nero · a7 pedone del nero · b7 pedone del nero · c7 pedone del nero · f7 pedone del nero · g7 pedone del nero · h7 pedone del nero · c6 cavallo del nero · d6 pedone del nero · e5 pedone del nero · h5 alfiere del nero · c4 alfiere del bianco · e4 pedone del bianco · c3 cavallo del bianco · f3 cavallo del bianco · h3 pedone del bianco · a2 pedone del bianco · b2 pedone del bianco · c2 pedone del bianco · d2 pedone del bianco · f2 pedone del bianco · g2 pedone del bianco · a1 torre del bianco · c1 alfiere del bianco · d1 donna del bianco · e1 re del bianco · h1 torre del bianco | a8 torre del nero · d8 donna del nero · e8 re del nero · f8 alfiere del nero · g8 cavallo del nero · h8 torre del nero · a7 pedone del nero · b7 pedone del nero · c7 pedone del nero · f7 pedone del nero · g7 pedone del nero · h7 pedone del nero · c6 cavallo del nero · d6 pedone del nero · e5 pedone del nero · h5 alfiere del nero · c4 alfiere del bianco · e4 pedone del bianco · c3 cavallo del bianco · f3 cavallo del bianco · h3 pedone del bianco · a2 pedone del bianco · b2 pedone del bianco · c2 pedone del bianco · d2 pedone del bianco · f2 pedone del bianco · g2 pedone del bianco · a1 torre del bianco · c1 alfiere del bianco · d1 donna del bianco · e1 re del bianco · h1 torre del bianco | 3 |
| 2 | a8 torre del nero · d8 donna del nero · e8 re del nero · f8 alfiere del nero · g8 cavallo del nero · h8 torre del nero · a7 pedone del nero · b7 pedone del nero · c7 pedone del nero · f7 pedone del nero · g7 pedone del nero · h7 pedone del nero · c6 cavallo del nero · d6 pedone del nero · e5 pedone del nero · h5 alfiere del nero · c4 alfiere del bianco · e4 pedone del bianco · c3 cavallo del bianco · f3 cavallo del bianco · h3 pedone del bianco · a2 pedone del bianco · b2 pedone del bianco · c2 pedone del bianco · d2 pedone del bianco · f2 pedone del bianco · g2 pedone del bianco · a1 torre del bianco · c1 alfiere del bianco · d1 donna del bianco · e1 re del bianco · h1 torre del bianco | a8 torre del nero · d8 donna del nero · e8 re del nero · f8 alfiere del nero · g8 cavallo del nero · h8 torre del nero · a7 pedone del nero · b7 pedone del nero · c7 pedone del nero · f7 pedone del nero · g7 pedone del nero · h7 pedone del nero · c6 cavallo del nero · d6 pedone del nero · e5 pedone del nero · h5 alfiere del nero · c4 alfiere del bianco · e4 pedone del bianco · c3 cavallo del bianco · f3 cavallo del bianco · h3 pedone del bianco · a2 pedone del bianco · b2 pedone del bianco · c2 pedone del bianco · d2 pedone del bianco · f2 pedone del bianco · g2 pedone del bianco · a1 torre del bianco · c1 alfiere del bianco · d1 donna del bianco · e1 re del bianco · h1 torre del bianco | a8 torre del nero · d8 donna del nero · e8 re del nero · f8 alfiere del nero · g8 cavallo del nero · h8 torre del nero · a7 pedone del nero · b7 pedone del nero · c7 pedone del nero · f7 pedone del nero · g7 pedone del nero · h7 pedone del nero · c6 cavallo del nero · d6 pedone del nero · e5 pedone del nero · h5 alfiere del nero · c4 alfiere del bianco · e4 pedone del bianco · c3 cavallo del bianco · f3 cavallo del bianco · h3 pedone del bianco · a2 pedone del bianco · b2 pedone del bianco · c2 pedone del bianco · d2 pedone del bianco · f2 pedone del bianco · g2 pedone del bianco · a1 torre del bianco · c1 alfiere del bianco · d1 donna del bianco · e1 re del bianco · h1 torre del bianco | a8 torre del nero · d8 donna del nero · e8 re del nero · f8 alfiere del nero · g8 cavallo del nero · h8 torre del nero · a7 pedone del nero · b7 pedone del nero · c7 pedone del nero · f7 pedone del nero · g7 pedone del nero · h7 pedone del nero · c6 cavallo del nero · d6 pedone del nero · e5 pedone del nero · h5 alfiere del nero · c4 alfiere del bianco · e4 pedone del bianco · c3 cavallo del bianco · f3 cavallo del bianco · h3 pedone del bianco · a2 pedone del bianco · b2 pedone del bianco · c2 pedone del bianco · d2 pedone del bianco · f2 pedone del bianco · g2 pedone del bianco · a1 torre del bianco · c1 alfiere del bianco · d1 donna del bianco · e1 re del bianco · h1 torre del bianco | a8 torre del nero · d8 donna del nero · e8 re del nero · f8 alfiere del nero · g8 cavallo del nero · h8 torre del nero · a7 pedone del nero · b7 pedone del nero · c7 pedone del nero · f7 pedone del nero · g7 pedone del nero · h7 pedone del nero · c6 cavallo del nero · d6 pedone del nero · e5 pedone del nero · h5 alfiere del nero · c4 alfiere del bianco · e4 pedone del bianco · c3 cavallo del bianco · f3 cavallo del bianco · h3 pedone del bianco · a2 pedone del bianco · b2 pedone del bianco · c2 pedone del bianco · d2 pedone del bianco · f2 pedone del bianco · g2 pedone del bianco · a1 torre del bianco · c1 alfiere del bianco · d1 donna del bianco · e1 re del bianco · h1 torre del bianco | a8 torre del nero · d8 donna del nero · e8 re del nero · f8 alfiere del nero · g8 cavallo del nero · h8 torre del nero · a7 pedone del nero · b7 pedone del nero · c7 pedone del nero · f7 pedone del nero · g7 pedone del nero · h7 pedone del nero · c6 cavallo del nero · d6 pedone del nero · e5 pedone del nero · h5 alfiere del nero · c4 alfiere del bianco · e4 pedone del bianco · c3 cavallo del bianco · f3 cavallo del bianco · h3 pedone del bianco · a2 pedone del bianco · b2 pedone del bianco · c2 pedone del bianco · d2 pedone del bianco · f2 pedone del bianco · g2 pedone del bianco · a1 torre del bianco · c1 alfiere del bianco · d1 donna del bianco · e1 re del bianco · h1 torre del bianco | a8 torre del nero · d8 donna del nero · e8 re del nero · f8 alfiere del nero · g8 cavallo del nero · h8 torre del nero · a7 pedone del nero · b7 pedone del nero · c7 pedone del nero · f7 pedone del nero · g7 pedone del nero · h7 pedone del nero · c6 cavallo del nero · d6 pedone del nero · e5 pedone del nero · h5 alfiere del nero · c4 alfiere del bianco · e4 pedone del bianco · c3 cavallo del bianco · f3 cavallo del bianco · h3 pedone del bianco · a2 pedone del bianco · b2 pedone del bianco · c2 pedone del bianco · d2 pedone del bianco · f2 pedone del bianco · g2 pedone del bianco · a1 torre del bianco · c1 alfiere del bianco · d1 donna del bianco · e1 re del bianco · h1 torre del bianco | a8 torre del nero · d8 donna del nero · e8 re del nero · f8 alfiere del nero · g8 cavallo del nero · h8 torre del nero · a7 pedone del nero · b7 pedone del nero · c7 pedone del nero · f7 pedone del nero · g7 pedone del nero · h7 pedone del nero · c6 cavallo del nero · d6 pedone del nero · e5 pedone del nero · h5 alfiere del nero · c4 alfiere del bianco · e4 pedone del bianco · c3 cavallo del bianco · f3 cavallo del bianco · h3 pedone del bianco · a2 pedone del bianco · b2 pedone del bianco · c2 pedone del bianco · d2 pedone del bianco · f2 pedone del bianco · g2 pedone del bianco · a1 torre del bianco · c1 alfiere del bianco · d1 donna del bianco · e1 re del bianco · h1 torre del bianco | 2 |
| 1 | a8 torre del nero · d8 donna del nero · e8 re del nero · f8 alfiere del nero · g8 cavallo del nero · h8 torre del nero · a7 pedone del nero · b7 pedone del nero · c7 pedone del nero · f7 pedone del nero · g7 pedone del nero · h7 pedone del nero · c6 cavallo del nero · d6 pedone del nero · e5 pedone del nero · h5 alfiere del nero · c4 alfiere del bianco · e4 pedone del bianco · c3 cavallo del bianco · f3 cavallo del bianco · h3 pedone del bianco · a2 pedone del bianco · b2 pedone del bianco · c2 pedone del bianco · d2 pedone del bianco · f2 pedone del bianco · g2 pedone del bianco · a1 torre del bianco · c1 alfiere del bianco · d1 donna del bianco · e1 re del bianco · h1 torre del bianco | a8 torre del nero · d8 donna del nero · e8 re del nero · f8 alfiere del nero · g8 cavallo del nero · h8 torre del nero · a7 pedone del nero · b7 pedone del nero · c7 pedone del nero · f7 pedone del nero · g7 pedone del nero · h7 pedone del nero · c6 cavallo del nero · d6 pedone del nero · e5 pedone del nero · h5 alfiere del nero · c4 alfiere del bianco · e4 pedone del bianco · c3 cavallo del bianco · f3 cavallo del bianco · h3 pedone del bianco · a2 pedone del bianco · b2 pedone del bianco · c2 pedone del bianco · d2 pedone del bianco · f2 pedone del bianco · g2 pedone del bianco · a1 torre del bianco · c1 alfiere del bianco · d1 donna del bianco · e1 re del bianco · h1 torre del bianco | a8 torre del nero · d8 donna del nero · e8 re del nero · f8 alfiere del nero · g8 cavallo del nero · h8 torre del nero · a7 pedone del nero · b7 pedone del nero · c7 pedone del nero · f7 pedone del nero · g7 pedone del nero · h7 pedone del nero · c6 cavallo del nero · d6 pedone del nero · e5 pedone del nero · h5 alfiere del nero · c4 alfiere del bianco · e4 pedone del bianco · c3 cavallo del bianco · f3 cavallo del bianco · h3 pedone del bianco · a2 pedone del bianco · b2 pedone del bianco · c2 pedone del bianco · d2 pedone del bianco · f2 pedone del bianco · g2 pedone del bianco · a1 torre del bianco · c1 alfiere del bianco · d1 donna del bianco · e1 re del bianco · h1 torre del bianco | a8 torre del nero · d8 donna del nero · e8 re del nero · f8 alfiere del nero · g8 cavallo del nero · h8 torre del nero · a7 pedone del nero · b7 pedone del nero · c7 pedone del nero · f7 pedone del nero · g7 pedone del nero · h7 pedone del nero · c6 cavallo del nero · d6 pedone del nero · e5 pedone del nero · h5 alfiere del nero · c4 alfiere del bianco · e4 pedone del bianco · c3 cavallo del bianco · f3 cavallo del bianco · h3 pedone del bianco · a2 pedone del bianco · b2 pedone del bianco · c2 pedone del bianco · d2 pedone del bianco · f2 pedone del bianco · g2 pedone del bianco · a1 torre del bianco · c1 alfiere del bianco · d1 donna del bianco · e1 re del bianco · h1 torre del bianco | a8 torre del nero · d8 donna del nero · e8 re del nero · f8 alfiere del nero · g8 cavallo del nero · h8 torre del nero · a7 pedone del nero · b7 pedone del nero · c7 pedone del nero · f7 pedone del nero · g7 pedone del nero · h7 pedone del nero · c6 cavallo del nero · d6 pedone del nero · e5 pedone del nero · h5 alfiere del nero · c4 alfiere del bianco · e4 pedone del bianco · c3 cavallo del bianco · f3 cavallo del bianco · h3 pedone del bianco · a2 pedone del bianco · b2 pedone del bianco · c2 pedone del bianco · d2 pedone del bianco · f2 pedone del bianco · g2 pedone del bianco · a1 torre del bianco · c1 alfiere del bianco · d1 donna del bianco · e1 re del bianco · h1 torre del bianco | a8 torre del nero · d8 donna del nero · e8 re del nero · f8 alfiere del nero · g8 cavallo del nero · h8 torre del nero · a7 pedone del nero · b7 pedone del nero · c7 pedone del nero · f7 pedone del nero · g7 pedone del nero · h7 pedone del nero · c6 cavallo del nero · d6 pedone del nero · e5 pedone del nero · h5 alfiere del nero · c4 alfiere del bianco · e4 pedone del bianco · c3 cavallo del bianco · f3 cavallo del bianco · h3 pedone del bianco · a2 pedone del bianco · b2 pedone del bianco · c2 pedone del bianco · d2 pedone del bianco · f2 pedone del bianco · g2 pedone del bianco · a1 torre del bianco · c1 alfiere del bianco · d1 donna del bianco · e1 re del bianco · h1 torre del bianco | a8 torre del nero · d8 donna del nero · e8 re del nero · f8 alfiere del nero · g8 cavallo del nero · h8 torre del nero · a7 pedone del nero · b7 pedone del nero · c7 pedone del nero · f7 pedone del nero · g7 pedone del nero · h7 pedone del nero · c6 cavallo del nero · d6 pedone del nero · e5 pedone del nero · h5 alfiere del nero · c4 alfiere del bianco · e4 pedone del bianco · c3 cavallo del bianco · f3 cavallo del bianco · h3 pedone del bianco · a2 pedone del bianco · b2 pedone del bianco · c2 pedone del bianco · d2 pedone del bianco · f2 pedone del bianco · g2 pedone del bianco · a1 torre del bianco · c1 alfiere del bianco · d1 donna del bianco · e1 re del bianco · h1 torre del bianco | a8 torre del nero · d8 donna del nero · e8 re del nero · f8 alfiere del nero · g8 cavallo del nero · h8 torre del nero · a7 pedone del nero · b7 pedone del nero · c7 pedone del nero · f7 pedone del nero · g7 pedone del nero · h7 pedone del nero · c6 cavallo del nero · d6 pedone del nero · e5 pedone del nero · h5 alfiere del nero · c4 alfiere del bianco · e4 pedone del bianco · c3 cavallo del bianco · f3 cavallo del bianco · h3 pedone del bianco · a2 pedone del bianco · b2 pedone del bianco · c2 pedone del bianco · d2 pedone del bianco · f2 pedone del bianco · g2 pedone del bianco · a1 torre del bianco · c1 alfiere del bianco · d1 donna del bianco · e1 re del bianco · h1 torre del bianco | 1 |
| | a | b | c | d | e | f | g | h |   |

In questo caso il gioco del nero è forzato:
6.Cxe5 Cxe5
7.Dxh5 Cxc4
8.Db5+ e il cavallo nero è spacciato.
Dopo questo scambio, il bianco ha guadagnato un pedone e ha un piccolo vantaggio di sviluppo.

## Varianti del matto di Légal
|   | a | b | c | d | e | f | g | h |   |
| 8 | a8 torre del nero · d8 alfiere del bianco · e8 re del nero · h8 torre del nero · a7 pedone del nero · b7 pedone del nero · c7 pedone del nero · f7 pedone del nero · g7 pedone del nero · h7 pedone del nero · c6 pedone del nero · e4 cavallo del nero · g4 alfiere del nero · d3 pedone del bianco · a2 pedone del bianco · b2 pedone del bianco · c2 pedone del bianco · e2 re del bianco · f2 alfiere del nero · g2 pedone del bianco · h2 pedone del bianco · a1 torre del bianco · b1 cavallo del bianco · d1 donna del bianco · f1 alfiere del bianco · h1 torre del bianco | a8 torre del nero · d8 alfiere del bianco · e8 re del nero · h8 torre del nero · a7 pedone del nero · b7 pedone del nero · c7 pedone del nero · f7 pedone del nero · g7 pedone del nero · h7 pedone del nero · c6 pedone del nero · e4 cavallo del nero · g4 alfiere del nero · d3 pedone del bianco · a2 pedone del bianco · b2 pedone del bianco · c2 pedone del bianco · e2 re del bianco · f2 alfiere del nero · g2 pedone del bianco · h2 pedone del bianco · a1 torre del bianco · b1 cavallo del bianco · d1 donna del bianco · f1 alfiere del bianco · h1 torre del bianco | a8 torre del nero · d8 alfiere del bianco · e8 re del nero · h8 torre del nero · a7 pedone del nero · b7 pedone del nero · c7 pedone del nero · f7 pedone del nero · g7 pedone del nero · h7 pedone del nero · c6 pedone del nero · e4 cavallo del nero · g4 alfiere del nero · d3 pedone del bianco · a2 pedone del bianco · b2 pedone del bianco · c2 pedone del bianco · e2 re del bianco · f2 alfiere del nero · g2 pedone del bianco · h2 pedone del bianco · a1 torre del bianco · b1 cavallo del bianco · d1 donna del bianco · f1 alfiere del bianco · h1 torre del bianco | a8 torre del nero · d8 alfiere del bianco · e8 re del nero · h8 torre del nero · a7 pedone del nero · b7 pedone del nero · c7 pedone del nero · f7 pedone del nero · g7 pedone del nero · h7 pedone del nero · c6 pedone del nero · e4 cavallo del nero · g4 alfiere del nero · d3 pedone del bianco · a2 pedone del bianco · b2 pedone del bianco · c2 pedone del bianco · e2 re del bianco · f2 alfiere del nero · g2 pedone del bianco · h2 pedone del bianco · a1 torre del bianco · b1 cavallo del bianco · d1 donna del bianco · f1 alfiere del bianco · h1 torre del bianco | a8 torre del nero · d8 alfiere del bianco · e8 re del nero · h8 torre del nero · a7 pedone del nero · b7 pedone del nero · c7 pedone del nero · f7 pedone del nero · g7 pedone del nero · h7 pedone del nero · c6 pedone del nero · e4 cavallo del nero · g4 alfiere del nero · d3 pedone del bianco · a2 pedone del bianco · b2 pedone del bianco · c2 pedone del bianco · e2 re del bianco · f2 alfiere del nero · g2 pedone del bianco · h2 pedone del bianco · a1 torre del bianco · b1 cavallo del bianco · d1 donna del bianco · f1 alfiere del bianco · h1 torre del bianco | a8 torre del nero · d8 alfiere del bianco · e8 re del nero · h8 torre del nero · a7 pedone del nero · b7 pedone del nero · c7 pedone del nero · f7 pedone del nero · g7 pedone del nero · h7 pedone del nero · c6 pedone del nero · e4 cavallo del nero · g4 alfiere del nero · d3 pedone del bianco · a2 pedone del bianco · b2 pedone del bianco · c2 pedone del bianco · e2 re del bianco · f2 alfiere del nero · g2 pedone del bianco · h2 pedone del bianco · a1 torre del bianco · b1 cavallo del bianco · d1 donna del bianco · f1 alfiere del bianco · h1 torre del bianco | a8 torre del nero · d8 alfiere del bianco · e8 re del nero · h8 torre del nero · a7 pedone del nero · b7 pedone del nero · c7 pedone del nero · f7 pedone del nero · g7 pedone del nero · h7 pedone del nero · c6 pedone del nero · e4 cavallo del nero · g4 alfiere del nero · d3 pedone del bianco · a2 pedone del bianco · b2 pedone del bianco · c2 pedone del bianco · e2 re del bianco · f2 alfiere del nero · g2 pedone del bianco · h2 pedone del bianco · a1 torre del bianco · b1 cavallo del bianco · d1 donna del bianco · f1 alfiere del bianco · h1 torre del bianco | a8 torre del nero · d8 alfiere del bianco · e8 re del nero · h8 torre del nero · a7 pedone del nero · b7 pedone del nero · c7 pedone del nero · f7 pedone del nero · g7 pedone del nero · h7 pedone del nero · c6 pedone del nero · e4 cavallo del nero · g4 alfiere del nero · d3 pedone del bianco · a2 pedone del bianco · b2 pedone del bianco · c2 pedone del bianco · e2 re del bianco · f2 alfiere del nero · g2 pedone del bianco · h2 pedone del bianco · a1 torre del bianco · b1 cavallo del bianco · d1 donna del bianco · f1 alfiere del bianco · h1 torre del bianco | 8 |
| 7 | a8 torre del nero · d8 alfiere del bianco · e8 re del nero · h8 torre del nero · a7 pedone del nero · b7 pedone del nero · c7 pedone del nero · f7 pedone del nero · g7 pedone del nero · h7 pedone del nero · c6 pedone del nero · e4 cavallo del nero · g4 alfiere del nero · d3 pedone del bianco · a2 pedone del bianco · b2 pedone del bianco · c2 pedone del bianco · e2 re del bianco · f2 alfiere del nero · g2 pedone del bianco · h2 pedone del bianco · a1 torre del bianco · b1 cavallo del bianco · d1 donna del bianco · f1 alfiere del bianco · h1 torre del bianco | a8 torre del nero · d8 alfiere del bianco · e8 re del nero · h8 torre del nero · a7 pedone del nero · b7 pedone del nero · c7 pedone del nero · f7 pedone del nero · g7 pedone del nero · h7 pedone del nero · c6 pedone del nero · e4 cavallo del nero · g4 alfiere del nero · d3 pedone del bianco · a2 pedone del bianco · b2 pedone del bianco · c2 pedone del bianco · e2 re del bianco · f2 alfiere del nero · g2 pedone del bianco · h2 pedone del bianco · a1 torre del bianco · b1 cavallo del bianco · d1 donna del bianco · f1 alfiere del bianco · h1 torre del bianco | a8 torre del nero · d8 alfiere del bianco · e8 re del nero · h8 torre del nero · a7 pedone del nero · b7 pedone del nero · c7 pedone del nero · f7 pedone del nero · g7 pedone del nero · h7 pedone del nero · c6 pedone del nero · e4 cavallo del nero · g4 alfiere del nero · d3 pedone del bianco · a2 pedone del bianco · b2 pedone del bianco · c2 pedone del bianco · e2 re del bianco · f2 alfiere del nero · g2 pedone del bianco · h2 pedone del bianco · a1 torre del bianco · b1 cavallo del bianco · d1 donna del bianco · f1 alfiere del bianco · h1 torre del bianco | a8 torre del nero · d8 alfiere del bianco · e8 re del nero · h8 torre del nero · a7 pedone del nero · b7 pedone del nero · c7 pedone del nero · f7 pedone del nero · g7 pedone del nero · h7 pedone del nero · c6 pedone del nero · e4 cavallo del nero · g4 alfiere del nero · d3 pedone del bianco · a2 pedone del bianco · b2 pedone del bianco · c2 pedone del bianco · e2 re del bianco · f2 alfiere del nero · g2 pedone del bianco · h2 pedone del bianco · a1 torre del bianco · b1 cavallo del bianco · d1 donna del bianco · f1 alfiere del bianco · h1 torre del bianco | a8 torre del nero · d8 alfiere del bianco · e8 re del nero · h8 torre del nero · a7 pedone del nero · b7 pedone del nero · c7 pedone del nero · f7 pedone del nero · g7 pedone del nero · h7 pedone del nero · c6 pedone del nero · e4 cavallo del nero · g4 alfiere del nero · d3 pedone del bianco · a2 pedone del bianco · b2 pedone del bianco · c2 pedone del bianco · e2 re del bianco · f2 alfiere del nero · g2 pedone del bianco · h2 pedone del bianco · a1 torre del bianco · b1 cavallo del bianco · d1 donna del bianco · f1 alfiere del bianco · h1 torre del bianco | a8 torre del nero · d8 alfiere del bianco · e8 re del nero · h8 torre del nero · a7 pedone del nero · b7 pedone del nero · c7 pedone del nero · f7 pedone del nero · g7 pedone del nero · h7 pedone del nero · c6 pedone del nero · e4 cavallo del nero · g4 alfiere del nero · d3 pedone del bianco · a2 pedone del bianco · b2 pedone del bianco · c2 pedone del bianco · e2 re del bianco · f2 alfiere del nero · g2 pedone del bianco · h2 pedone del bianco · a1 torre del bianco · b1 cavallo del bianco · d1 donna del bianco · f1 alfiere del bianco · h1 torre del bianco | a8 torre del nero · d8 alfiere del bianco · e8 re del nero · h8 torre del nero · a7 pedone del nero · b7 pedone del nero · c7 pedone del nero · f7 pedone del nero · g7 pedone del nero · h7 pedone del nero · c6 pedone del nero · e4 cavallo del nero · g4 alfiere del nero · d3 pedone del bianco · a2 pedone del bianco · b2 pedone del bianco · c2 pedone del bianco · e2 re del bianco · f2 alfiere del nero · g2 pedone del bianco · h2 pedone del bianco · a1 torre del bianco · b1 cavallo del bianco · d1 donna del bianco · f1 alfiere del bianco · h1 torre del bianco | a8 torre del nero · d8 alfiere del bianco · e8 re del nero · h8 torre del nero · a7 pedone del nero · b7 pedone del nero · c7 pedone del nero · f7 pedone del nero · g7 pedone del nero · h7 pedone del nero · c6 pedone del nero · e4 cavallo del nero · g4 alfiere del nero · d3 pedone del bianco · a2 pedone del bianco · b2 pedone del bianco · c2 pedone del bianco · e2 re del bianco · f2 alfiere del nero · g2 pedone del bianco · h2 pedone del bianco · a1 torre del bianco · b1 cavallo del bianco · d1 donna del bianco · f1 alfiere del bianco · h1 torre del bianco | 7 |
| 6 | a8 torre del nero · d8 alfiere del bianco · e8 re del nero · h8 torre del nero · a7 pedone del nero · b7 pedone del nero · c7 pedone del nero · f7 pedone del nero · g7 pedone del nero · h7 pedone del nero · c6 pedone del nero · e4 cavallo del nero · g4 alfiere del nero · d3 pedone del bianco · a2 pedone del bianco · b2 pedone del bianco · c2 pedone del bianco · e2 re del bianco · f2 alfiere del nero · g2 pedone del bianco · h2 pedone del bianco · a1 torre del bianco · b1 cavallo del bianco · d1 donna del bianco · f1 alfiere del bianco · h1 torre del bianco | a8 torre del nero · d8 alfiere del bianco · e8 re del nero · h8 torre del nero · a7 pedone del nero · b7 pedone del nero · c7 pedone del nero · f7 pedone del nero · g7 pedone del nero · h7 pedone del nero · c6 pedone del nero · e4 cavallo del nero · g4 alfiere del nero · d3 pedone del bianco · a2 pedone del bianco · b2 pedone del bianco · c2 pedone del bianco · e2 re del bianco · f2 alfiere del nero · g2 pedone del bianco · h2 pedone del bianco · a1 torre del bianco · b1 cavallo del bianco · d1 donna del bianco · f1 alfiere del bianco · h1 torre del bianco | a8 torre del nero · d8 alfiere del bianco · e8 re del nero · h8 torre del nero · a7 pedone del nero · b7 pedone del nero · c7 pedone del nero · f7 pedone del nero · g7 pedone del nero · h7 pedone del nero · c6 pedone del nero · e4 cavallo del nero · g4 alfiere del nero · d3 pedone del bianco · a2 pedone del bianco · b2 pedone del bianco · c2 pedone del bianco · e2 re del bianco · f2 alfiere del nero · g2 pedone del bianco · h2 pedone del bianco · a1 torre del bianco · b1 cavallo del bianco · d1 donna del bianco · f1 alfiere del bianco · h1 torre del bianco | a8 torre del nero · d8 alfiere del bianco · e8 re del nero · h8 torre del nero · a7 pedone del nero · b7 pedone del nero · c7 pedone del nero · f7 pedone del nero · g7 pedone del nero · h7 pedone del nero · c6 pedone del nero · e4 cavallo del nero · g4 alfiere del nero · d3 pedone del bianco · a2 pedone del bianco · b2 pedone del bianco · c2 pedone del bianco · e2 re del bianco · f2 alfiere del nero · g2 pedone del bianco · h2 pedone del bianco · a1 torre del bianco · b1 cavallo del bianco · d1 donna del bianco · f1 alfiere del bianco · h1 torre del bianco | a8 torre del nero · d8 alfiere del bianco · e8 re del nero · h8 torre del nero · a7 pedone del nero · b7 pedone del nero · c7 pedone del nero · f7 pedone del nero · g7 pedone del nero · h7 pedone del nero · c6 pedone del nero · e4 cavallo del nero · g4 alfiere del nero · d3 pedone del bianco · a2 pedone del bianco · b2 pedone del bianco · c2 pedone del bianco · e2 re del bianco · f2 alfiere del nero · g2 pedone del bianco · h2 pedone del bianco · a1 torre del bianco · b1 cavallo del bianco · d1 donna del bianco · f1 alfiere del bianco · h1 torre del bianco | a8 torre del nero · d8 alfiere del bianco · e8 re del nero · h8 torre del nero · a7 pedone del nero · b7 pedone del nero · c7 pedone del nero · f7 pedone del nero · g7 pedone del nero · h7 pedone del nero · c6 pedone del nero · e4 cavallo del nero · g4 alfiere del nero · d3 pedone del bianco · a2 pedone del bianco · b2 pedone del bianco · c2 pedone del bianco · e2 re del bianco · f2 alfiere del nero · g2 pedone del bianco · h2 pedone del bianco · a1 torre del bianco · b1 cavallo del bianco · d1 donna del bianco · f1 alfiere del bianco · h1 torre del bianco | a8 torre del nero · d8 alfiere del bianco · e8 re del nero · h8 torre del nero · a7 pedone del nero · b7 pedone del nero · c7 pedone del nero · f7 pedone del nero · g7 pedone del nero · h7 pedone del nero · c6 pedone del nero · e4 cavallo del nero · g4 alfiere del nero · d3 pedone del bianco · a2 pedone del bianco · b2 pedone del bianco · c2 pedone del bianco · e2 re del bianco · f2 alfiere del nero · g2 pedone del bianco · h2 pedone del bianco · a1 torre del bianco · b1 cavallo del bianco · d1 donna del bianco · f1 alfiere del bianco · h1 torre del bianco | a8 torre del nero · d8 alfiere del bianco · e8 re del nero · h8 torre del nero · a7 pedone del nero · b7 pedone del nero · c7 pedone del nero · f7 pedone del nero · g7 pedone del nero · h7 pedone del nero · c6 pedone del nero · e4 cavallo del nero · g4 alfiere del nero · d3 pedone del bianco · a2 pedone del bianco · b2 pedone del bianco · c2 pedone del bianco · e2 re del bianco · f2 alfiere del nero · g2 pedone del bianco · h2 pedone del bianco · a1 torre del bianco · b1 cavallo del bianco · d1 donna del bianco · f1 alfiere del bianco · h1 torre del bianco | 6 |
| 5 | a8 torre del nero · d8 alfiere del bianco · e8 re del nero · h8 torre del nero · a7 pedone del nero · b7 pedone del nero · c7 pedone del nero · f7 pedone del nero · g7 pedone del nero · h7 pedone del nero · c6 pedone del nero · e4 cavallo del nero · g4 alfiere del nero · d3 pedone del bianco · a2 pedone del bianco · b2 pedone del bianco · c2 pedone del bianco · e2 re del bianco · f2 alfiere del nero · g2 pedone del bianco · h2 pedone del bianco · a1 torre del bianco · b1 cavallo del bianco · d1 donna del bianco · f1 alfiere del bianco · h1 torre del bianco | a8 torre del nero · d8 alfiere del bianco · e8 re del nero · h8 torre del nero · a7 pedone del nero · b7 pedone del nero · c7 pedone del nero · f7 pedone del nero · g7 pedone del nero · h7 pedone del nero · c6 pedone del nero · e4 cavallo del nero · g4 alfiere del nero · d3 pedone del bianco · a2 pedone del bianco · b2 pedone del bianco · c2 pedone del bianco · e2 re del bianco · f2 alfiere del nero · g2 pedone del bianco · h2 pedone del bianco · a1 torre del bianco · b1 cavallo del bianco · d1 donna del bianco · f1 alfiere del bianco · h1 torre del bianco | a8 torre del nero · d8 alfiere del bianco · e8 re del nero · h8 torre del nero · a7 pedone del nero · b7 pedone del nero · c7 pedone del nero · f7 pedone del nero · g7 pedone del nero · h7 pedone del nero · c6 pedone del nero · e4 cavallo del nero · g4 alfiere del nero · d3 pedone del bianco · a2 pedone del bianco · b2 pedone del bianco · c2 pedone del bianco · e2 re del bianco · f2 alfiere del nero · g2 pedone del bianco · h2 pedone del bianco · a1 torre del bianco · b1 cavallo del bianco · d1 donna del bianco · f1 alfiere del bianco · h1 torre del bianco | a8 torre del nero · d8 alfiere del bianco · e8 re del nero · h8 torre del nero · a7 pedone del nero · b7 pedone del nero · c7 pedone del nero · f7 pedone del nero · g7 pedone del nero · h7 pedone del nero · c6 pedone del nero · e4 cavallo del nero · g4 alfiere del nero · d3 pedone del bianco · a2 pedone del bianco · b2 pedone del bianco · c2 pedone del bianco · e2 re del bianco · f2 alfiere del nero · g2 pedone del bianco · h2 pedone del bianco · a1 torre del bianco · b1 cavallo del bianco · d1 donna del bianco · f1 alfiere del bianco · h1 torre del bianco | a8 torre del nero · d8 alfiere del bianco · e8 re del nero · h8 torre del nero · a7 pedone del nero · b7 pedone del nero · c7 pedone del nero · f7 pedone del nero · g7 pedone del nero · h7 pedone del nero · c6 pedone del nero · e4 cavallo del nero · g4 alfiere del nero · d3 pedone del bianco · a2 pedone del bianco · b2 pedone del bianco · c2 pedone del bianco · e2 re del bianco · f2 alfiere del nero · g2 pedone del bianco · h2 pedone del bianco · a1 torre del bianco · b1 cavallo del bianco · d1 donna del bianco · f1 alfiere del bianco · h1 torre del bianco | a8 torre del nero · d8 alfiere del bianco · e8 re del nero · h8 torre del nero · a7 pedone del nero · b7 pedone del nero · c7 pedone del nero · f7 pedone del nero · g7 pedone del nero · h7 pedone del nero · c6 pedone del nero · e4 cavallo del nero · g4 alfiere del nero · d3 pedone del bianco · a2 pedone del bianco · b2 pedone del bianco · c2 pedone del bianco · e2 re del bianco · f2 alfiere del nero · g2 pedone del bianco · h2 pedone del bianco · a1 torre del bianco · b1 cavallo del bianco · d1 donna del bianco · f1 alfiere del bianco · h1 torre del bianco | a8 torre del nero · d8 alfiere del bianco · e8 re del nero · h8 torre del nero · a7 pedone del nero · b7 pedone del nero · c7 pedone del nero · f7 pedone del nero · g7 pedone del nero · h7 pedone del nero · c6 pedone del nero · e4 cavallo del nero · g4 alfiere del nero · d3 pedone del bianco · a2 pedone del bianco · b2 pedone del bianco · c2 pedone del bianco · e2 re del bianco · f2 alfiere del nero · g2 pedone del bianco · h2 pedone del bianco · a1 torre del bianco · b1 cavallo del bianco · d1 donna del bianco · f1 alfiere del bianco · h1 torre del bianco | a8 torre del nero · d8 alfiere del bianco · e8 re del nero · h8 torre del nero · a7 pedone del nero · b7 pedone del nero · c7 pedone del nero · f7 pedone del nero · g7 pedone del nero · h7 pedone del nero · c6 pedone del nero · e4 cavallo del nero · g4 alfiere del nero · d3 pedone del bianco · a2 pedone del bianco · b2 pedone del bianco · c2 pedone del bianco · e2 re del bianco · f2 alfiere del nero · g2 pedone del bianco · h2 pedone del bianco · a1 torre del bianco · b1 cavallo del bianco · d1 donna del bianco · f1 alfiere del bianco · h1 torre del bianco | 5 |
| 4 | a8 torre del nero · d8 alfiere del bianco · e8 re del nero · h8 torre del nero · a7 pedone del nero · b7 pedone del nero · c7 pedone del nero · f7 pedone del nero · g7 pedone del nero · h7 pedone del nero · c6 pedone del nero · e4 cavallo del nero · g4 alfiere del nero · d3 pedone del bianco · a2 pedone del bianco · b2 pedone del bianco · c2 pedone del bianco · e2 re del bianco · f2 alfiere del nero · g2 pedone del bianco · h2 pedone del bianco · a1 torre del bianco · b1 cavallo del bianco · d1 donna del bianco · f1 alfiere del bianco · h1 torre del bianco | a8 torre del nero · d8 alfiere del bianco · e8 re del nero · h8 torre del nero · a7 pedone del nero · b7 pedone del nero · c7 pedone del nero · f7 pedone del nero · g7 pedone del nero · h7 pedone del nero · c6 pedone del nero · e4 cavallo del nero · g4 alfiere del nero · d3 pedone del bianco · a2 pedone del bianco · b2 pedone del bianco · c2 pedone del bianco · e2 re del bianco · f2 alfiere del nero · g2 pedone del bianco · h2 pedone del bianco · a1 torre del bianco · b1 cavallo del bianco · d1 donna del bianco · f1 alfiere del bianco · h1 torre del bianco | a8 torre del nero · d8 alfiere del bianco · e8 re del nero · h8 torre del nero · a7 pedone del nero · b7 pedone del nero · c7 pedone del nero · f7 pedone del nero · g7 pedone del nero · h7 pedone del nero · c6 pedone del nero · e4 cavallo del nero · g4 alfiere del nero · d3 pedone del bianco · a2 pedone del bianco · b2 pedone del bianco · c2 pedone del bianco · e2 re del bianco · f2 alfiere del nero · g2 pedone del bianco · h2 pedone del bianco · a1 torre del bianco · b1 cavallo del bianco · d1 donna del bianco · f1 alfiere del bianco · h1 torre del bianco | a8 torre del nero · d8 alfiere del bianco · e8 re del nero · h8 torre del nero · a7 pedone del nero · b7 pedone del nero · c7 pedone del nero · f7 pedone del nero · g7 pedone del nero · h7 pedone del nero · c6 pedone del nero · e4 cavallo del nero · g4 alfiere del nero · d3 pedone del bianco · a2 pedone del bianco · b2 pedone del bianco · c2 pedone del bianco · e2 re del bianco · f2 alfiere del nero · g2 pedone del bianco · h2 pedone del bianco · a1 torre del bianco · b1 cavallo del bianco · d1 donna del bianco · f1 alfiere del bianco · h1 torre del bianco | a8 torre del nero · d8 alfiere del bianco · e8 re del nero · h8 torre del nero · a7 pedone del nero · b7 pedone del nero · c7 pedone del nero · f7 pedone del nero · g7 pedone del nero · h7 pedone del nero · c6 pedone del nero · e4 cavallo del nero · g4 alfiere del nero · d3 pedone del bianco · a2 pedone del bianco · b2 pedone del bianco · c2 pedone del bianco · e2 re del bianco · f2 alfiere del nero · g2 pedone del bianco · h2 pedone del bianco · a1 torre del bianco · b1 cavallo del bianco · d1 donna del bianco · f1 alfiere del bianco · h1 torre del bianco | a8 torre del nero · d8 alfiere del bianco · e8 re del nero · h8 torre del nero · a7 pedone del nero · b7 pedone del nero · c7 pedone del nero · f7 pedone del nero · g7 pedone del nero · h7 pedone del nero · c6 pedone del nero · e4 cavallo del nero · g4 alfiere del nero · d3 pedone del bianco · a2 pedone del bianco · b2 pedone del bianco · c2 pedone del bianco · e2 re del bianco · f2 alfiere del nero · g2 pedone del bianco · h2 pedone del bianco · a1 torre del bianco · b1 cavallo del bianco · d1 donna del bianco · f1 alfiere del bianco · h1 torre del bianco | a8 torre del nero · d8 alfiere del bianco · e8 re del nero · h8 torre del nero · a7 pedone del nero · b7 pedone del nero · c7 pedone del nero · f7 pedone del nero · g7 pedone del nero · h7 pedone del nero · c6 pedone del nero · e4 cavallo del nero · g4 alfiere del nero · d3 pedone del bianco · a2 pedone del bianco · b2 pedone del bianco · c2 pedone del bianco · e2 re del bianco · f2 alfiere del nero · g2 pedone del bianco · h2 pedone del bianco · a1 torre del bianco · b1 cavallo del bianco · d1 donna del bianco · f1 alfiere del bianco · h1 torre del bianco | a8 torre del nero · d8 alfiere del bianco · e8 re del nero · h8 torre del nero · a7 pedone del nero · b7 pedone del nero · c7 pedone del nero · f7 pedone del nero · g7 pedone del nero · h7 pedone del nero · c6 pedone del nero · e4 cavallo del nero · g4 alfiere del nero · d3 pedone del bianco · a2 pedone del bianco · b2 pedone del bianco · c2 pedone del bianco · e2 re del bianco · f2 alfiere del nero · g2 pedone del bianco · h2 pedone del bianco · a1 torre del bianco · b1 cavallo del bianco · d1 donna del bianco · f1 alfiere del bianco · h1 torre del bianco | 4 |
| 3 | a8 torre del nero · d8 alfiere del bianco · e8 re del nero · h8 torre del nero · a7 pedone del nero · b7 pedone del nero · c7 pedone del nero · f7 pedone del nero · g7 pedone del nero · h7 pedone del nero · c6 pedone del nero · e4 cavallo del nero · g4 alfiere del nero · d3 pedone del bianco · a2 pedone del bianco · b2 pedone del bianco · c2 pedone del bianco · e2 re del bianco · f2 alfiere del nero · g2 pedone del bianco · h2 pedone del bianco · a1 torre del bianco · b1 cavallo del bianco · d1 donna del bianco · f1 alfiere del bianco · h1 torre del bianco | a8 torre del nero · d8 alfiere del bianco · e8 re del nero · h8 torre del nero · a7 pedone del nero · b7 pedone del nero · c7 pedone del nero · f7 pedone del nero · g7 pedone del nero · h7 pedone del nero · c6 pedone del nero · e4 cavallo del nero · g4 alfiere del nero · d3 pedone del bianco · a2 pedone del bianco · b2 pedone del bianco · c2 pedone del bianco · e2 re del bianco · f2 alfiere del nero · g2 pedone del bianco · h2 pedone del bianco · a1 torre del bianco · b1 cavallo del bianco · d1 donna del bianco · f1 alfiere del bianco · h1 torre del bianco | a8 torre del nero · d8 alfiere del bianco · e8 re del nero · h8 torre del nero · a7 pedone del nero · b7 pedone del nero · c7 pedone del nero · f7 pedone del nero · g7 pedone del nero · h7 pedone del nero · c6 pedone del nero · e4 cavallo del nero · g4 alfiere del nero · d3 pedone del bianco · a2 pedone del bianco · b2 pedone del bianco · c2 pedone del bianco · e2 re del bianco · f2 alfiere del nero · g2 pedone del bianco · h2 pedone del bianco · a1 torre del bianco · b1 cavallo del bianco · d1 donna del bianco · f1 alfiere del bianco · h1 torre del bianco | a8 torre del nero · d8 alfiere del bianco · e8 re del nero · h8 torre del nero · a7 pedone del nero · b7 pedone del nero · c7 pedone del nero · f7 pedone del nero · g7 pedone del nero · h7 pedone del nero · c6 pedone del nero · e4 cavallo del nero · g4 alfiere del nero · d3 pedone del bianco · a2 pedone del bianco · b2 pedone del bianco · c2 pedone del bianco · e2 re del bianco · f2 alfiere del nero · g2 pedone del bianco · h2 pedone del bianco · a1 torre del bianco · b1 cavallo del bianco · d1 donna del bianco · f1 alfiere del bianco · h1 torre del bianco | a8 torre del nero · d8 alfiere del bianco · e8 re del nero · h8 torre del nero · a7 pedone del nero · b7 pedone del nero · c7 pedone del nero · f7 pedone del nero · g7 pedone del nero · h7 pedone del nero · c6 pedone del nero · e4 cavallo del nero · g4 alfiere del nero · d3 pedone del bianco · a2 pedone del bianco · b2 pedone del bianco · c2 pedone del bianco · e2 re del bianco · f2 alfiere del nero · g2 pedone del bianco · h2 pedone del bianco · a1 torre del bianco · b1 cavallo del bianco · d1 donna del bianco · f1 alfiere del bianco · h1 torre del bianco | a8 torre del nero · d8 alfiere del bianco · e8 re del nero · h8 torre del nero · a7 pedone del nero · b7 pedone del nero · c7 pedone del nero · f7 pedone del nero · g7 pedone del nero · h7 pedone del nero · c6 pedone del nero · e4 cavallo del nero · g4 alfiere del nero · d3 pedone del bianco · a2 pedone del bianco · b2 pedone del bianco · c2 pedone del bianco · e2 re del bianco · f2 alfiere del nero · g2 pedone del bianco · h2 pedone del bianco · a1 torre del bianco · b1 cavallo del bianco · d1 donna del bianco · f1 alfiere del bianco · h1 torre del bianco | a8 torre del nero · d8 alfiere del bianco · e8 re del nero · h8 torre del nero · a7 pedone del nero · b7 pedone del nero · c7 pedone del nero · f7 pedone del nero · g7 pedone del nero · h7 pedone del nero · c6 pedone del nero · e4 cavallo del nero · g4 alfiere del nero · d3 pedone del bianco · a2 pedone del bianco · b2 pedone del bianco · c2 pedone del bianco · e2 re del bianco · f2 alfiere del nero · g2 pedone del bianco · h2 pedone del bianco · a1 torre del bianco · b1 cavallo del bianco · d1 donna del bianco · f1 alfiere del bianco · h1 torre del bianco | a8 torre del nero · d8 alfiere del bianco · e8 re del nero · h8 torre del nero · a7 pedone del nero · b7 pedone del nero · c7 pedone del nero · f7 pedone del nero · g7 pedone del nero · h7 pedone del nero · c6 pedone del nero · e4 cavallo del nero · g4 alfiere del nero · d3 pedone del bianco · a2 pedone del bianco · b2 pedone del bianco · c2 pedone del bianco · e2 re del bianco · f2 alfiere del nero · g2 pedone del bianco · h2 pedone del bianco · a1 torre del bianco · b1 cavallo del bianco · d1 donna del bianco · f1 alfiere del bianco · h1 torre del bianco | 3 |
| 2 | a8 torre del nero · d8 alfiere del bianco · e8 re del nero · h8 torre del nero · a7 pedone del nero · b7 pedone del nero · c7 pedone del nero · f7 pedone del nero · g7 pedone del nero · h7 pedone del nero · c6 pedone del nero · e4 cavallo del nero · g4 alfiere del nero · d3 pedone del bianco · a2 pedone del bianco · b2 pedone del bianco · c2 pedone del bianco · e2 re del bianco · f2 alfiere del nero · g2 pedone del bianco · h2 pedone del bianco · a1 torre del bianco · b1 cavallo del bianco · d1 donna del bianco · f1 alfiere del bianco · h1 torre del bianco | a8 torre del nero · d8 alfiere del bianco · e8 re del nero · h8 torre del nero · a7 pedone del nero · b7 pedone del nero · c7 pedone del nero · f7 pedone del nero · g7 pedone del nero · h7 pedone del nero · c6 pedone del nero · e4 cavallo del nero · g4 alfiere del nero · d3 pedone del bianco · a2 pedone del bianco · b2 pedone del bianco · c2 pedone del bianco · e2 re del bianco · f2 alfiere del nero · g2 pedone del bianco · h2 pedone del bianco · a1 torre del bianco · b1 cavallo del bianco · d1 donna del bianco · f1 alfiere del bianco · h1 torre del bianco | a8 torre del nero · d8 alfiere del bianco · e8 re del nero · h8 torre del nero · a7 pedone del nero · b7 pedone del nero · c7 pedone del nero · f7 pedone del nero · g7 pedone del nero · h7 pedone del nero · c6 pedone del nero · e4 cavallo del nero · g4 alfiere del nero · d3 pedone del bianco · a2 pedone del bianco · b2 pedone del bianco · c2 pedone del bianco · e2 re del bianco · f2 alfiere del nero · g2 pedone del bianco · h2 pedone del bianco · a1 torre del bianco · b1 cavallo del bianco · d1 donna del bianco · f1 alfiere del bianco · h1 torre del bianco | a8 torre del nero · d8 alfiere del bianco · e8 re del nero · h8 torre del nero · a7 pedone del nero · b7 pedone del nero · c7 pedone del nero · f7 pedone del nero · g7 pedone del nero · h7 pedone del nero · c6 pedone del nero · e4 cavallo del nero · g4 alfiere del nero · d3 pedone del bianco · a2 pedone del bianco · b2 pedone del bianco · c2 pedone del bianco · e2 re del bianco · f2 alfiere del nero · g2 pedone del bianco · h2 pedone del bianco · a1 torre del bianco · b1 cavallo del bianco · d1 donna del bianco · f1 alfiere del bianco · h1 torre del bianco | a8 torre del nero · d8 alfiere del bianco · e8 re del nero · h8 torre del nero · a7 pedone del nero · b7 pedone del nero · c7 pedone del nero · f7 pedone del nero · g7 pedone del nero · h7 pedone del nero · c6 pedone del nero · e4 cavallo del nero · g4 alfiere del nero · d3 pedone del bianco · a2 pedone del bianco · b2 pedone del bianco · c2 pedone del bianco · e2 re del bianco · f2 alfiere del nero · g2 pedone del bianco · h2 pedone del bianco · a1 torre del bianco · b1 cavallo del bianco · d1 donna del bianco · f1 alfiere del bianco · h1 torre del bianco | a8 torre del nero · d8 alfiere del bianco · e8 re del nero · h8 torre del nero · a7 pedone del nero · b7 pedone del nero · c7 pedone del nero · f7 pedone del nero · g7 pedone del nero · h7 pedone del nero · c6 pedone del nero · e4 cavallo del nero · g4 alfiere del nero · d3 pedone del bianco · a2 pedone del bianco · b2 pedone del bianco · c2 pedone del bianco · e2 re del bianco · f2 alfiere del nero · g2 pedone del bianco · h2 pedone del bianco · a1 torre del bianco · b1 cavallo del bianco · d1 donna del bianco · f1 alfiere del bianco · h1 torre del bianco | a8 torre del nero · d8 alfiere del bianco · e8 re del nero · h8 torre del nero · a7 pedone del nero · b7 pedone del nero · c7 pedone del nero · f7 pedone del nero · g7 pedone del nero · h7 pedone del nero · c6 pedone del nero · e4 cavallo del nero · g4 alfiere del nero · d3 pedone del bianco · a2 pedone del bianco · b2 pedone del bianco · c2 pedone del bianco · e2 re del bianco · f2 alfiere del nero · g2 pedone del bianco · h2 pedone del bianco · a1 torre del bianco · b1 cavallo del bianco · d1 donna del bianco · f1 alfiere del bianco · h1 torre del bianco | a8 torre del nero · d8 alfiere del bianco · e8 re del nero · h8 torre del nero · a7 pedone del nero · b7 pedone del nero · c7 pedone del nero · f7 pedone del nero · g7 pedone del nero · h7 pedone del nero · c6 pedone del nero · e4 cavallo del nero · g4 alfiere del nero · d3 pedone del bianco · a2 pedone del bianco · b2 pedone del bianco · c2 pedone del bianco · e2 re del bianco · f2 alfiere del nero · g2 pedone del bianco · h2 pedone del bianco · a1 torre del bianco · b1 cavallo del bianco · d1 donna del bianco · f1 alfiere del bianco · h1 torre del bianco | 2 |
| 1 | a8 torre del nero · d8 alfiere del bianco · e8 re del nero · h8 torre del nero · a7 pedone del nero · b7 pedone del nero · c7 pedone del nero · f7 pedone del nero · g7 pedone del nero · h7 pedone del nero · c6 pedone del nero · e4 cavallo del nero · g4 alfiere del nero · d3 pedone del bianco · a2 pedone del bianco · b2 pedone del bianco · c2 pedone del bianco · e2 re del bianco · f2 alfiere del nero · g2 pedone del bianco · h2 pedone del bianco · a1 torre del bianco · b1 cavallo del bianco · d1 donna del bianco · f1 alfiere del bianco · h1 torre del bianco | a8 torre del nero · d8 alfiere del bianco · e8 re del nero · h8 torre del nero · a7 pedone del nero · b7 pedone del nero · c7 pedone del nero · f7 pedone del nero · g7 pedone del nero · h7 pedone del nero · c6 pedone del nero · e4 cavallo del nero · g4 alfiere del nero · d3 pedone del bianco · a2 pedone del bianco · b2 pedone del bianco · c2 pedone del bianco · e2 re del bianco · f2 alfiere del nero · g2 pedone del bianco · h2 pedone del bianco · a1 torre del bianco · b1 cavallo del bianco · d1 donna del bianco · f1 alfiere del bianco · h1 torre del bianco | a8 torre del nero · d8 alfiere del bianco · e8 re del nero · h8 torre del nero · a7 pedone del nero · b7 pedone del nero · c7 pedone del nero · f7 pedone del nero · g7 pedone del nero · h7 pedone del nero · c6 pedone del nero · e4 cavallo del nero · g4 alfiere del nero · d3 pedone del bianco · a2 pedone del bianco · b2 pedone del bianco · c2 pedone del bianco · e2 re del bianco · f2 alfiere del nero · g2 pedone del bianco · h2 pedone del bianco · a1 torre del bianco · b1 cavallo del bianco · d1 donna del bianco · f1 alfiere del bianco · h1 torre del bianco | a8 torre del nero · d8 alfiere del bianco · e8 re del nero · h8 torre del nero · a7 pedone del nero · b7 pedone del nero · c7 pedone del nero · f7 pedone del nero · g7 pedone del nero · h7 pedone del nero · c6 pedone del nero · e4 cavallo del nero · g4 alfiere del nero · d3 pedone del bianco · a2 pedone del bianco · b2 pedone del bianco · c2 pedone del bianco · e2 re del bianco · f2 alfiere del nero · g2 pedone del bianco · h2 pedone del bianco · a1 torre del bianco · b1 cavallo del bianco · d1 donna del bianco · f1 alfiere del bianco · h1 torre del bianco | a8 torre del nero · d8 alfiere del bianco · e8 re del nero · h8 torre del nero · a7 pedone del nero · b7 pedone del nero · c7 pedone del nero · f7 pedone del nero · g7 pedone del nero · h7 pedone del nero · c6 pedone del nero · e4 cavallo del nero · g4 alfiere del nero · d3 pedone del bianco · a2 pedone del bianco · b2 pedone del bianco · c2 pedone del bianco · e2 re del bianco · f2 alfiere del nero · g2 pedone del bianco · h2 pedone del bianco · a1 torre del bianco · b1 cavallo del bianco · d1 donna del bianco · f1 alfiere del bianco · h1 torre del bianco | a8 torre del nero · d8 alfiere del bianco · e8 re del nero · h8 torre del nero · a7 pedone del nero · b7 pedone del nero · c7 pedone del nero · f7 pedone del nero · g7 pedone del nero · h7 pedone del nero · c6 pedone del nero · e4 cavallo del nero · g4 alfiere del nero · d3 pedone del bianco · a2 pedone del bianco · b2 pedone del bianco · c2 pedone del bianco · e2 re del bianco · f2 alfiere del nero · g2 pedone del bianco · h2 pedone del bianco · a1 torre del bianco · b1 cavallo del bianco · d1 donna del bianco · f1 alfiere del bianco · h1 torre del bianco | a8 torre del nero · d8 alfiere del bianco · e8 re del nero · h8 torre del nero · a7 pedone del nero · b7 pedone del nero · c7 pedone del nero · f7 pedone del nero · g7 pedone del nero · h7 pedone del nero · c6 pedone del nero · e4 cavallo del nero · g4 alfiere del nero · d3 pedone del bianco · a2 pedone del bianco · b2 pedone del bianco · c2 pedone del bianco · e2 re del bianco · f2 alfiere del nero · g2 pedone del bianco · h2 pedone del bianco · a1 torre del bianco · b1 cavallo del bianco · d1 donna del bianco · f1 alfiere del bianco · h1 torre del bianco | a8 torre del nero · d8 alfiere del bianco · e8 re del nero · h8 torre del nero · a7 pedone del nero · b7 pedone del nero · c7 pedone del nero · f7 pedone del nero · g7 pedone del nero · h7 pedone del nero · c6 pedone del nero · e4 cavallo del nero · g4 alfiere del nero · d3 pedone del bianco · a2 pedone del bianco · b2 pedone del bianco · c2 pedone del bianco · e2 re del bianco · f2 alfiere del nero · g2 pedone del bianco · h2 pedone del bianco · a1 torre del bianco · b1 cavallo del bianco · d1 donna del bianco · f1 alfiere del bianco · h1 torre del bianco | 1 |
|   | a | b | c | d | e | f | g | h |   |

|   | a | b | c | d | e | f | g | h |   |
| 8 | a8 torre del nero · f8 re del nero · h8 torre del nero · a7 pedone del nero · c7 pedone del nero · e7 cavallo del nero · f7 pedone del nero · g7 pedone del nero · h7 pedone del nero · b6 alfiere del nero · d6 pedone del nero · f6 donna del nero · e5 pedone del nero · a4 alfiere del bianco · e4 pedone del bianco · g4 alfiere del nero · c3 pedone del bianco · d3 pedone del bianco · e3 alfiere del bianco · f3 cavallo del bianco · b2 pedone del bianco · f2 pedone del bianco · g2 pedone del bianco · h2 pedone del bianco · a1 torre del bianco · d1 donna del bianco · e1 re del bianco · h1 torre del bianco | a8 torre del nero · f8 re del nero · h8 torre del nero · a7 pedone del nero · c7 pedone del nero · e7 cavallo del nero · f7 pedone del nero · g7 pedone del nero · h7 pedone del nero · b6 alfiere del nero · d6 pedone del nero · f6 donna del nero · e5 pedone del nero · a4 alfiere del bianco · e4 pedone del bianco · g4 alfiere del nero · c3 pedone del bianco · d3 pedone del bianco · e3 alfiere del bianco · f3 cavallo del bianco · b2 pedone del bianco · f2 pedone del bianco · g2 pedone del bianco · h2 pedone del bianco · a1 torre del bianco · d1 donna del bianco · e1 re del bianco · h1 torre del bianco | a8 torre del nero · f8 re del nero · h8 torre del nero · a7 pedone del nero · c7 pedone del nero · e7 cavallo del nero · f7 pedone del nero · g7 pedone del nero · h7 pedone del nero · b6 alfiere del nero · d6 pedone del nero · f6 donna del nero · e5 pedone del nero · a4 alfiere del bianco · e4 pedone del bianco · g4 alfiere del nero · c3 pedone del bianco · d3 pedone del bianco · e3 alfiere del bianco · f3 cavallo del bianco · b2 pedone del bianco · f2 pedone del bianco · g2 pedone del bianco · h2 pedone del bianco · a1 torre del bianco · d1 donna del bianco · e1 re del bianco · h1 torre del bianco | a8 torre del nero · f8 re del nero · h8 torre del nero · a7 pedone del nero · c7 pedone del nero · e7 cavallo del nero · f7 pedone del nero · g7 pedone del nero · h7 pedone del nero · b6 alfiere del nero · d6 pedone del nero · f6 donna del nero · e5 pedone del nero · a4 alfiere del bianco · e4 pedone del bianco · g4 alfiere del nero · c3 pedone del bianco · d3 pedone del bianco · e3 alfiere del bianco · f3 cavallo del bianco · b2 pedone del bianco · f2 pedone del bianco · g2 pedone del bianco · h2 pedone del bianco · a1 torre del bianco · d1 donna del bianco · e1 re del bianco · h1 torre del bianco | a8 torre del nero · f8 re del nero · h8 torre del nero · a7 pedone del nero · c7 pedone del nero · e7 cavallo del nero · f7 pedone del nero · g7 pedone del nero · h7 pedone del nero · b6 alfiere del nero · d6 pedone del nero · f6 donna del nero · e5 pedone del nero · a4 alfiere del bianco · e4 pedone del bianco · g4 alfiere del nero · c3 pedone del bianco · d3 pedone del bianco · e3 alfiere del bianco · f3 cavallo del bianco · b2 pedone del bianco · f2 pedone del bianco · g2 pedone del bianco · h2 pedone del bianco · a1 torre del bianco · d1 donna del bianco · e1 re del bianco · h1 torre del bianco | a8 torre del nero · f8 re del nero · h8 torre del nero · a7 pedone del nero · c7 pedone del nero · e7 cavallo del nero · f7 pedone del nero · g7 pedone del nero · h7 pedone del nero · b6 alfiere del nero · d6 pedone del nero · f6 donna del nero · e5 pedone del nero · a4 alfiere del bianco · e4 pedone del bianco · g4 alfiere del nero · c3 pedone del bianco · d3 pedone del bianco · e3 alfiere del bianco · f3 cavallo del bianco · b2 pedone del bianco · f2 pedone del bianco · g2 pedone del bianco · h2 pedone del bianco · a1 torre del bianco · d1 donna del bianco · e1 re del bianco · h1 torre del bianco | a8 torre del nero · f8 re del nero · h8 torre del nero · a7 pedone del nero · c7 pedone del nero · e7 cavallo del nero · f7 pedone del nero · g7 pedone del nero · h7 pedone del nero · b6 alfiere del nero · d6 pedone del nero · f6 donna del nero · e5 pedone del nero · a4 alfiere del bianco · e4 pedone del bianco · g4 alfiere del nero · c3 pedone del bianco · d3 pedone del bianco · e3 alfiere del bianco · f3 cavallo del bianco · b2 pedone del bianco · f2 pedone del bianco · g2 pedone del bianco · h2 pedone del bianco · a1 torre del bianco · d1 donna del bianco · e1 re del bianco · h1 torre del bianco | a8 torre del nero · f8 re del nero · h8 torre del nero · a7 pedone del nero · c7 pedone del nero · e7 cavallo del nero · f7 pedone del nero · g7 pedone del nero · h7 pedone del nero · b6 alfiere del nero · d6 pedone del nero · f6 donna del nero · e5 pedone del nero · a4 alfiere del bianco · e4 pedone del bianco · g4 alfiere del nero · c3 pedone del bianco · d3 pedone del bianco · e3 alfiere del bianco · f3 cavallo del bianco · b2 pedone del bianco · f2 pedone del bianco · g2 pedone del bianco · h2 pedone del bianco · a1 torre del bianco · d1 donna del bianco · e1 re del bianco · h1 torre del bianco | 8 |
| 7 | a8 torre del nero · f8 re del nero · h8 torre del nero · a7 pedone del nero · c7 pedone del nero · e7 cavallo del nero · f7 pedone del nero · g7 pedone del nero · h7 pedone del nero · b6 alfiere del nero · d6 pedone del nero · f6 donna del nero · e5 pedone del nero · a4 alfiere del bianco · e4 pedone del bianco · g4 alfiere del nero · c3 pedone del bianco · d3 pedone del bianco · e3 alfiere del bianco · f3 cavallo del bianco · b2 pedone del bianco · f2 pedone del bianco · g2 pedone del bianco · h2 pedone del bianco · a1 torre del bianco · d1 donna del bianco · e1 re del bianco · h1 torre del bianco | a8 torre del nero · f8 re del nero · h8 torre del nero · a7 pedone del nero · c7 pedone del nero · e7 cavallo del nero · f7 pedone del nero · g7 pedone del nero · h7 pedone del nero · b6 alfiere del nero · d6 pedone del nero · f6 donna del nero · e5 pedone del nero · a4 alfiere del bianco · e4 pedone del bianco · g4 alfiere del nero · c3 pedone del bianco · d3 pedone del bianco · e3 alfiere del bianco · f3 cavallo del bianco · b2 pedone del bianco · f2 pedone del bianco · g2 pedone del bianco · h2 pedone del bianco · a1 torre del bianco · d1 donna del bianco · e1 re del bianco · h1 torre del bianco | a8 torre del nero · f8 re del nero · h8 torre del nero · a7 pedone del nero · c7 pedone del nero · e7 cavallo del nero · f7 pedone del nero · g7 pedone del nero · h7 pedone del nero · b6 alfiere del nero · d6 pedone del nero · f6 donna del nero · e5 pedone del nero · a4 alfiere del bianco · e4 pedone del bianco · g4 alfiere del nero · c3 pedone del bianco · d3 pedone del bianco · e3 alfiere del bianco · f3 cavallo del bianco · b2 pedone del bianco · f2 pedone del bianco · g2 pedone del bianco · h2 pedone del bianco · a1 torre del bianco · d1 donna del bianco · e1 re del bianco · h1 torre del bianco | a8 torre del nero · f8 re del nero · h8 torre del nero · a7 pedone del nero · c7 pedone del nero · e7 cavallo del nero · f7 pedone del nero · g7 pedone del nero · h7 pedone del nero · b6 alfiere del nero · d6 pedone del nero · f6 donna del nero · e5 pedone del nero · a4 alfiere del bianco · e4 pedone del bianco · g4 alfiere del nero · c3 pedone del bianco · d3 pedone del bianco · e3 alfiere del bianco · f3 cavallo del bianco · b2 pedone del bianco · f2 pedone del bianco · g2 pedone del bianco · h2 pedone del bianco · a1 torre del bianco · d1 donna del bianco · e1 re del bianco · h1 torre del bianco | a8 torre del nero · f8 re del nero · h8 torre del nero · a7 pedone del nero · c7 pedone del nero · e7 cavallo del nero · f7 pedone del nero · g7 pedone del nero · h7 pedone del nero · b6 alfiere del nero · d6 pedone del nero · f6 donna del nero · e5 pedone del nero · a4 alfiere del bianco · e4 pedone del bianco · g4 alfiere del nero · c3 pedone del bianco · d3 pedone del bianco · e3 alfiere del bianco · f3 cavallo del bianco · b2 pedone del bianco · f2 pedone del bianco · g2 pedone del bianco · h2 pedone del bianco · a1 torre del bianco · d1 donna del bianco · e1 re del bianco · h1 torre del bianco | a8 torre del nero · f8 re del nero · h8 torre del nero · a7 pedone del nero · c7 pedone del nero · e7 cavallo del nero · f7 pedone del nero · g7 pedone del nero · h7 pedone del nero · b6 alfiere del nero · d6 pedone del nero · f6 donna del nero · e5 pedone del nero · a4 alfiere del bianco · e4 pedone del bianco · g4 alfiere del nero · c3 pedone del bianco · d3 pedone del bianco · e3 alfiere del bianco · f3 cavallo del bianco · b2 pedone del bianco · f2 pedone del bianco · g2 pedone del bianco · h2 pedone del bianco · a1 torre del bianco · d1 donna del bianco · e1 re del bianco · h1 torre del bianco | a8 torre del nero · f8 re del nero · h8 torre del nero · a7 pedone del nero · c7 pedone del nero · e7 cavallo del nero · f7 pedone del nero · g7 pedone del nero · h7 pedone del nero · b6 alfiere del nero · d6 pedone del nero · f6 donna del nero · e5 pedone del nero · a4 alfiere del bianco · e4 pedone del bianco · g4 alfiere del nero · c3 pedone del bianco · d3 pedone del bianco · e3 alfiere del bianco · f3 cavallo del bianco · b2 pedone del bianco · f2 pedone del bianco · g2 pedone del bianco · h2 pedone del bianco · a1 torre del bianco · d1 donna del bianco · e1 re del bianco · h1 torre del bianco | a8 torre del nero · f8 re del nero · h8 torre del nero · a7 pedone del nero · c7 pedone del nero · e7 cavallo del nero · f7 pedone del nero · g7 pedone del nero · h7 pedone del nero · b6 alfiere del nero · d6 pedone del nero · f6 donna del nero · e5 pedone del nero · a4 alfiere del bianco · e4 pedone del bianco · g4 alfiere del nero · c3 pedone del bianco · d3 pedone del bianco · e3 alfiere del bianco · f3 cavallo del bianco · b2 pedone del bianco · f2 pedone del bianco · g2 pedone del bianco · h2 pedone del bianco · a1 torre del bianco · d1 donna del bianco · e1 re del bianco · h1 torre del bianco | 7 |
| 6 | a8 torre del nero · f8 re del nero · h8 torre del nero · a7 pedone del nero · c7 pedone del nero · e7 cavallo del nero · f7 pedone del nero · g7 pedone del nero · h7 pedone del nero · b6 alfiere del nero · d6 pedone del nero · f6 donna del nero · e5 pedone del nero · a4 alfiere del bianco · e4 pedone del bianco · g4 alfiere del nero · c3 pedone del bianco · d3 pedone del bianco · e3 alfiere del bianco · f3 cavallo del bianco · b2 pedone del bianco · f2 pedone del bianco · g2 pedone del bianco · h2 pedone del bianco · a1 torre del bianco · d1 donna del bianco · e1 re del bianco · h1 torre del bianco | a8 torre del nero · f8 re del nero · h8 torre del nero · a7 pedone del nero · c7 pedone del nero · e7 cavallo del nero · f7 pedone del nero · g7 pedone del nero · h7 pedone del nero · b6 alfiere del nero · d6 pedone del nero · f6 donna del nero · e5 pedone del nero · a4 alfiere del bianco · e4 pedone del bianco · g4 alfiere del nero · c3 pedone del bianco · d3 pedone del bianco · e3 alfiere del bianco · f3 cavallo del bianco · b2 pedone del bianco · f2 pedone del bianco · g2 pedone del bianco · h2 pedone del bianco · a1 torre del bianco · d1 donna del bianco · e1 re del bianco · h1 torre del bianco | a8 torre del nero · f8 re del nero · h8 torre del nero · a7 pedone del nero · c7 pedone del nero · e7 cavallo del nero · f7 pedone del nero · g7 pedone del nero · h7 pedone del nero · b6 alfiere del nero · d6 pedone del nero · f6 donna del nero · e5 pedone del nero · a4 alfiere del bianco · e4 pedone del bianco · g4 alfiere del nero · c3 pedone del bianco · d3 pedone del bianco · e3 alfiere del bianco · f3 cavallo del bianco · b2 pedone del bianco · f2 pedone del bianco · g2 pedone del bianco · h2 pedone del bianco · a1 torre del bianco · d1 donna del bianco · e1 re del bianco · h1 torre del bianco | a8 torre del nero · f8 re del nero · h8 torre del nero · a7 pedone del nero · c7 pedone del nero · e7 cavallo del nero · f7 pedone del nero · g7 pedone del nero · h7 pedone del nero · b6 alfiere del nero · d6 pedone del nero · f6 donna del nero · e5 pedone del nero · a4 alfiere del bianco · e4 pedone del bianco · g4 alfiere del nero · c3 pedone del bianco · d3 pedone del bianco · e3 alfiere del bianco · f3 cavallo del bianco · b2 pedone del bianco · f2 pedone del bianco · g2 pedone del bianco · h2 pedone del bianco · a1 torre del bianco · d1 donna del bianco · e1 re del bianco · h1 torre del bianco | a8 torre del nero · f8 re del nero · h8 torre del nero · a7 pedone del nero · c7 pedone del nero · e7 cavallo del nero · f7 pedone del nero · g7 pedone del nero · h7 pedone del nero · b6 alfiere del nero · d6 pedone del nero · f6 donna del nero · e5 pedone del nero · a4 alfiere del bianco · e4 pedone del bianco · g4 alfiere del nero · c3 pedone del bianco · d3 pedone del bianco · e3 alfiere del bianco · f3 cavallo del bianco · b2 pedone del bianco · f2 pedone del bianco · g2 pedone del bianco · h2 pedone del bianco · a1 torre del bianco · d1 donna del bianco · e1 re del bianco · h1 torre del bianco | a8 torre del nero · f8 re del nero · h8 torre del nero · a7 pedone del nero · c7 pedone del nero · e7 cavallo del nero · f7 pedone del nero · g7 pedone del nero · h7 pedone del nero · b6 alfiere del nero · d6 pedone del nero · f6 donna del nero · e5 pedone del nero · a4 alfiere del bianco · e4 pedone del bianco · g4 alfiere del nero · c3 pedone del bianco · d3 pedone del bianco · e3 alfiere del bianco · f3 cavallo del bianco · b2 pedone del bianco · f2 pedone del bianco · g2 pedone del bianco · h2 pedone del bianco · a1 torre del bianco · d1 donna del bianco · e1 re del bianco · h1 torre del bianco | a8 torre del nero · f8 re del nero · h8 torre del nero · a7 pedone del nero · c7 pedone del nero · e7 cavallo del nero · f7 pedone del nero · g7 pedone del nero · h7 pedone del nero · b6 alfiere del nero · d6 pedone del nero · f6 donna del nero · e5 pedone del nero · a4 alfiere del bianco · e4 pedone del bianco · g4 alfiere del nero · c3 pedone del bianco · d3 pedone del bianco · e3 alfiere del bianco · f3 cavallo del bianco · b2 pedone del bianco · f2 pedone del bianco · g2 pedone del bianco · h2 pedone del bianco · a1 torre del bianco · d1 donna del bianco · e1 re del bianco · h1 torre del bianco | a8 torre del nero · f8 re del nero · h8 torre del nero · a7 pedone del nero · c7 pedone del nero · e7 cavallo del nero · f7 pedone del nero · g7 pedone del nero · h7 pedone del nero · b6 alfiere del nero · d6 pedone del nero · f6 donna del nero · e5 pedone del nero · a4 alfiere del bianco · e4 pedone del bianco · g4 alfiere del nero · c3 pedone del bianco · d3 pedone del bianco · e3 alfiere del bianco · f3 cavallo del bianco · b2 pedone del bianco · f2 pedone del bianco · g2 pedone del bianco · h2 pedone del bianco · a1 torre del bianco · d1 donna del bianco · e1 re del bianco · h1 torre del bianco | 6 |
| 5 | a8 torre del nero · f8 re del nero · h8 torre del nero · a7 pedone del nero · c7 pedone del nero · e7 cavallo del nero · f7 pedone del nero · g7 pedone del nero · h7 pedone del nero · b6 alfiere del nero · d6 pedone del nero · f6 donna del nero · e5 pedone del nero · a4 alfiere del bianco · e4 pedone del bianco · g4 alfiere del nero · c3 pedone del bianco · d3 pedone del bianco · e3 alfiere del bianco · f3 cavallo del bianco · b2 pedone del bianco · f2 pedone del bianco · g2 pedone del bianco · h2 pedone del bianco · a1 torre del bianco · d1 donna del bianco · e1 re del bianco · h1 torre del bianco | a8 torre del nero · f8 re del nero · h8 torre del nero · a7 pedone del nero · c7 pedone del nero · e7 cavallo del nero · f7 pedone del nero · g7 pedone del nero · h7 pedone del nero · b6 alfiere del nero · d6 pedone del nero · f6 donna del nero · e5 pedone del nero · a4 alfiere del bianco · e4 pedone del bianco · g4 alfiere del nero · c3 pedone del bianco · d3 pedone del bianco · e3 alfiere del bianco · f3 cavallo del bianco · b2 pedone del bianco · f2 pedone del bianco · g2 pedone del bianco · h2 pedone del bianco · a1 torre del bianco · d1 donna del bianco · e1 re del bianco · h1 torre del bianco | a8 torre del nero · f8 re del nero · h8 torre del nero · a7 pedone del nero · c7 pedone del nero · e7 cavallo del nero · f7 pedone del nero · g7 pedone del nero · h7 pedone del nero · b6 alfiere del nero · d6 pedone del nero · f6 donna del nero · e5 pedone del nero · a4 alfiere del bianco · e4 pedone del bianco · g4 alfiere del nero · c3 pedone del bianco · d3 pedone del bianco · e3 alfiere del bianco · f3 cavallo del bianco · b2 pedone del bianco · f2 pedone del bianco · g2 pedone del bianco · h2 pedone del bianco · a1 torre del bianco · d1 donna del bianco · e1 re del bianco · h1 torre del bianco | a8 torre del nero · f8 re del nero · h8 torre del nero · a7 pedone del nero · c7 pedone del nero · e7 cavallo del nero · f7 pedone del nero · g7 pedone del nero · h7 pedone del nero · b6 alfiere del nero · d6 pedone del nero · f6 donna del nero · e5 pedone del nero · a4 alfiere del bianco · e4 pedone del bianco · g4 alfiere del nero · c3 pedone del bianco · d3 pedone del bianco · e3 alfiere del bianco · f3 cavallo del bianco · b2 pedone del bianco · f2 pedone del bianco · g2 pedone del bianco · h2 pedone del bianco · a1 torre del bianco · d1 donna del bianco · e1 re del bianco · h1 torre del bianco | a8 torre del nero · f8 re del nero · h8 torre del nero · a7 pedone del nero · c7 pedone del nero · e7 cavallo del nero · f7 pedone del nero · g7 pedone del nero · h7 pedone del nero · b6 alfiere del nero · d6 pedone del nero · f6 donna del nero · e5 pedone del nero · a4 alfiere del bianco · e4 pedone del bianco · g4 alfiere del nero · c3 pedone del bianco · d3 pedone del bianco · e3 alfiere del bianco · f3 cavallo del bianco · b2 pedone del bianco · f2 pedone del bianco · g2 pedone del bianco · h2 pedone del bianco · a1 torre del bianco · d1 donna del bianco · e1 re del bianco · h1 torre del bianco | a8 torre del nero · f8 re del nero · h8 torre del nero · a7 pedone del nero · c7 pedone del nero · e7 cavallo del nero · f7 pedone del nero · g7 pedone del nero · h7 pedone del nero · b6 alfiere del nero · d6 pedone del nero · f6 donna del nero · e5 pedone del nero · a4 alfiere del bianco · e4 pedone del bianco · g4 alfiere del nero · c3 pedone del bianco · d3 pedone del bianco · e3 alfiere del bianco · f3 cavallo del bianco · b2 pedone del bianco · f2 pedone del bianco · g2 pedone del bianco · h2 pedone del bianco · a1 torre del bianco · d1 donna del bianco · e1 re del bianco · h1 torre del bianco | a8 torre del nero · f8 re del nero · h8 torre del nero · a7 pedone del nero · c7 pedone del nero · e7 cavallo del nero · f7 pedone del nero · g7 pedone del nero · h7 pedone del nero · b6 alfiere del nero · d6 pedone del nero · f6 donna del nero · e5 pedone del nero · a4 alfiere del bianco · e4 pedone del bianco · g4 alfiere del nero · c3 pedone del bianco · d3 pedone del bianco · e3 alfiere del bianco · f3 cavallo del bianco · b2 pedone del bianco · f2 pedone del bianco · g2 pedone del bianco · h2 pedone del bianco · a1 torre del bianco · d1 donna del bianco · e1 re del bianco · h1 torre del bianco | a8 torre del nero · f8 re del nero · h8 torre del nero · a7 pedone del nero · c7 pedone del nero · e7 cavallo del nero · f7 pedone del nero · g7 pedone del nero · h7 pedone del nero · b6 alfiere del nero · d6 pedone del nero · f6 donna del nero · e5 pedone del nero · a4 alfiere del bianco · e4 pedone del bianco · g4 alfiere del nero · c3 pedone del bianco · d3 pedone del bianco · e3 alfiere del bianco · f3 cavallo del bianco · b2 pedone del bianco · f2 pedone del bianco · g2 pedone del bianco · h2 pedone del bianco · a1 torre del bianco · d1 donna del bianco · e1 re del bianco · h1 torre del bianco | 5 |
| 4 | a8 torre del nero · f8 re del nero · h8 torre del nero · a7 pedone del nero · c7 pedone del nero · e7 cavallo del nero · f7 pedone del nero · g7 pedone del nero · h7 pedone del nero · b6 alfiere del nero · d6 pedone del nero · f6 donna del nero · e5 pedone del nero · a4 alfiere del bianco · e4 pedone del bianco · g4 alfiere del nero · c3 pedone del bianco · d3 pedone del bianco · e3 alfiere del bianco · f3 cavallo del bianco · b2 pedone del bianco · f2 pedone del bianco · g2 pedone del bianco · h2 pedone del bianco · a1 torre del bianco · d1 donna del bianco · e1 re del bianco · h1 torre del bianco | a8 torre del nero · f8 re del nero · h8 torre del nero · a7 pedone del nero · c7 pedone del nero · e7 cavallo del nero · f7 pedone del nero · g7 pedone del nero · h7 pedone del nero · b6 alfiere del nero · d6 pedone del nero · f6 donna del nero · e5 pedone del nero · a4 alfiere del bianco · e4 pedone del bianco · g4 alfiere del nero · c3 pedone del bianco · d3 pedone del bianco · e3 alfiere del bianco · f3 cavallo del bianco · b2 pedone del bianco · f2 pedone del bianco · g2 pedone del bianco · h2 pedone del bianco · a1 torre del bianco · d1 donna del bianco · e1 re del bianco · h1 torre del bianco | a8 torre del nero · f8 re del nero · h8 torre del nero · a7 pedone del nero · c7 pedone del nero · e7 cavallo del nero · f7 pedone del nero · g7 pedone del nero · h7 pedone del nero · b6 alfiere del nero · d6 pedone del nero · f6 donna del nero · e5 pedone del nero · a4 alfiere del bianco · e4 pedone del bianco · g4 alfiere del nero · c3 pedone del bianco · d3 pedone del bianco · e3 alfiere del bianco · f3 cavallo del bianco · b2 pedone del bianco · f2 pedone del bianco · g2 pedone del bianco · h2 pedone del bianco · a1 torre del bianco · d1 donna del bianco · e1 re del bianco · h1 torre del bianco | a8 torre del nero · f8 re del nero · h8 torre del nero · a7 pedone del nero · c7 pedone del nero · e7 cavallo del nero · f7 pedone del nero · g7 pedone del nero · h7 pedone del nero · b6 alfiere del nero · d6 pedone del nero · f6 donna del nero · e5 pedone del nero · a4 alfiere del bianco · e4 pedone del bianco · g4 alfiere del nero · c3 pedone del bianco · d3 pedone del bianco · e3 alfiere del bianco · f3 cavallo del bianco · b2 pedone del bianco · f2 pedone del bianco · g2 pedone del bianco · h2 pedone del bianco · a1 torre del bianco · d1 donna del bianco · e1 re del bianco · h1 torre del bianco | a8 torre del nero · f8 re del nero · h8 torre del nero · a7 pedone del nero · c7 pedone del nero · e7 cavallo del nero · f7 pedone del nero · g7 pedone del nero · h7 pedone del nero · b6 alfiere del nero · d6 pedone del nero · f6 donna del nero · e5 pedone del nero · a4 alfiere del bianco · e4 pedone del bianco · g4 alfiere del nero · c3 pedone del bianco · d3 pedone del bianco · e3 alfiere del bianco · f3 cavallo del bianco · b2 pedone del bianco · f2 pedone del bianco · g2 pedone del bianco · h2 pedone del bianco · a1 torre del bianco · d1 donna del bianco · e1 re del bianco · h1 torre del bianco | a8 torre del nero · f8 re del nero · h8 torre del nero · a7 pedone del nero · c7 pedone del nero · e7 cavallo del nero · f7 pedone del nero · g7 pedone del nero · h7 pedone del nero · b6 alfiere del nero · d6 pedone del nero · f6 donna del nero · e5 pedone del nero · a4 alfiere del bianco · e4 pedone del bianco · g4 alfiere del nero · c3 pedone del bianco · d3 pedone del bianco · e3 alfiere del bianco · f3 cavallo del bianco · b2 pedone del bianco · f2 pedone del bianco · g2 pedone del bianco · h2 pedone del bianco · a1 torre del bianco · d1 donna del bianco · e1 re del bianco · h1 torre del bianco | a8 torre del nero · f8 re del nero · h8 torre del nero · a7 pedone del nero · c7 pedone del nero · e7 cavallo del nero · f7 pedone del nero · g7 pedone del nero · h7 pedone del nero · b6 alfiere del nero · d6 pedone del nero · f6 donna del nero · e5 pedone del nero · a4 alfiere del bianco · e4 pedone del bianco · g4 alfiere del nero · c3 pedone del bianco · d3 pedone del bianco · e3 alfiere del bianco · f3 cavallo del bianco · b2 pedone del bianco · f2 pedone del bianco · g2 pedone del bianco · h2 pedone del bianco · a1 torre del bianco · d1 donna del bianco · e1 re del bianco · h1 torre del bianco | a8 torre del nero · f8 re del nero · h8 torre del nero · a7 pedone del nero · c7 pedone del nero · e7 cavallo del nero · f7 pedone del nero · g7 pedone del nero · h7 pedone del nero · b6 alfiere del nero · d6 pedone del nero · f6 donna del nero · e5 pedone del nero · a4 alfiere del bianco · e4 pedone del bianco · g4 alfiere del nero · c3 pedone del bianco · d3 pedone del bianco · e3 alfiere del bianco · f3 cavallo del bianco · b2 pedone del bianco · f2 pedone del bianco · g2 pedone del bianco · h2 pedone del bianco · a1 torre del bianco · d1 donna del bianco · e1 re del bianco · h1 torre del bianco | 4 |
| 3 | a8 torre del nero · f8 re del nero · h8 torre del nero · a7 pedone del nero · c7 pedone del nero · e7 cavallo del nero · f7 pedone del nero · g7 pedone del nero · h7 pedone del nero · b6 alfiere del nero · d6 pedone del nero · f6 donna del nero · e5 pedone del nero · a4 alfiere del bianco · e4 pedone del bianco · g4 alfiere del nero · c3 pedone del bianco · d3 pedone del bianco · e3 alfiere del bianco · f3 cavallo del bianco · b2 pedone del bianco · f2 pedone del bianco · g2 pedone del bianco · h2 pedone del bianco · a1 torre del bianco · d1 donna del bianco · e1 re del bianco · h1 torre del bianco | a8 torre del nero · f8 re del nero · h8 torre del nero · a7 pedone del nero · c7 pedone del nero · e7 cavallo del nero · f7 pedone del nero · g7 pedone del nero · h7 pedone del nero · b6 alfiere del nero · d6 pedone del nero · f6 donna del nero · e5 pedone del nero · a4 alfiere del bianco · e4 pedone del bianco · g4 alfiere del nero · c3 pedone del bianco · d3 pedone del bianco · e3 alfiere del bianco · f3 cavallo del bianco · b2 pedone del bianco · f2 pedone del bianco · g2 pedone del bianco · h2 pedone del bianco · a1 torre del bianco · d1 donna del bianco · e1 re del bianco · h1 torre del bianco | a8 torre del nero · f8 re del nero · h8 torre del nero · a7 pedone del nero · c7 pedone del nero · e7 cavallo del nero · f7 pedone del nero · g7 pedone del nero · h7 pedone del nero · b6 alfiere del nero · d6 pedone del nero · f6 donna del nero · e5 pedone del nero · a4 alfiere del bianco · e4 pedone del bianco · g4 alfiere del nero · c3 pedone del bianco · d3 pedone del bianco · e3 alfiere del bianco · f3 cavallo del bianco · b2 pedone del bianco · f2 pedone del bianco · g2 pedone del bianco · h2 pedone del bianco · a1 torre del bianco · d1 donna del bianco · e1 re del bianco · h1 torre del bianco | a8 torre del nero · f8 re del nero · h8 torre del nero · a7 pedone del nero · c7 pedone del nero · e7 cavallo del nero · f7 pedone del nero · g7 pedone del nero · h7 pedone del nero · b6 alfiere del nero · d6 pedone del nero · f6 donna del nero · e5 pedone del nero · a4 alfiere del bianco · e4 pedone del bianco · g4 alfiere del nero · c3 pedone del bianco · d3 pedone del bianco · e3 alfiere del bianco · f3 cavallo del bianco · b2 pedone del bianco · f2 pedone del bianco · g2 pedone del bianco · h2 pedone del bianco · a1 torre del bianco · d1 donna del bianco · e1 re del bianco · h1 torre del bianco | a8 torre del nero · f8 re del nero · h8 torre del nero · a7 pedone del nero · c7 pedone del nero · e7 cavallo del nero · f7 pedone del nero · g7 pedone del nero · h7 pedone del nero · b6 alfiere del nero · d6 pedone del nero · f6 donna del nero · e5 pedone del nero · a4 alfiere del bianco · e4 pedone del bianco · g4 alfiere del nero · c3 pedone del bianco · d3 pedone del bianco · e3 alfiere del bianco · f3 cavallo del bianco · b2 pedone del bianco · f2 pedone del bianco · g2 pedone del bianco · h2 pedone del bianco · a1 torre del bianco · d1 donna del bianco · e1 re del bianco · h1 torre del bianco | a8 torre del nero · f8 re del nero · h8 torre del nero · a7 pedone del nero · c7 pedone del nero · e7 cavallo del nero · f7 pedone del nero · g7 pedone del nero · h7 pedone del nero · b6 alfiere del nero · d6 pedone del nero · f6 donna del nero · e5 pedone del nero · a4 alfiere del bianco · e4 pedone del bianco · g4 alfiere del nero · c3 pedone del bianco · d3 pedone del bianco · e3 alfiere del bianco · f3 cavallo del bianco · b2 pedone del bianco · f2 pedone del bianco · g2 pedone del bianco · h2 pedone del bianco · a1 torre del bianco · d1 donna del bianco · e1 re del bianco · h1 torre del bianco | a8 torre del nero · f8 re del nero · h8 torre del nero · a7 pedone del nero · c7 pedone del nero · e7 cavallo del nero · f7 pedone del nero · g7 pedone del nero · h7 pedone del nero · b6 alfiere del nero · d6 pedone del nero · f6 donna del nero · e5 pedone del nero · a4 alfiere del bianco · e4 pedone del bianco · g4 alfiere del nero · c3 pedone del bianco · d3 pedone del bianco · e3 alfiere del bianco · f3 cavallo del bianco · b2 pedone del bianco · f2 pedone del bianco · g2 pedone del bianco · h2 pedone del bianco · a1 torre del bianco · d1 donna del bianco · e1 re del bianco · h1 torre del bianco | a8 torre del nero · f8 re del nero · h8 torre del nero · a7 pedone del nero · c7 pedone del nero · e7 cavallo del nero · f7 pedone del nero · g7 pedone del nero · h7 pedone del nero · b6 alfiere del nero · d6 pedone del nero · f6 donna del nero · e5 pedone del nero · a4 alfiere del bianco · e4 pedone del bianco · g4 alfiere del nero · c3 pedone del bianco · d3 pedone del bianco · e3 alfiere del bianco · f3 cavallo del bianco · b2 pedone del bianco · f2 pedone del bianco · g2 pedone del bianco · h2 pedone del bianco · a1 torre del bianco · d1 donna del bianco · e1 re del bianco · h1 torre del bianco | 3 |
| 2 | a8 torre del nero · f8 re del nero · h8 torre del nero · a7 pedone del nero · c7 pedone del nero · e7 cavallo del nero · f7 pedone del nero · g7 pedone del nero · h7 pedone del nero · b6 alfiere del nero · d6 pedone del nero · f6 donna del nero · e5 pedone del nero · a4 alfiere del bianco · e4 pedone del bianco · g4 alfiere del nero · c3 pedone del bianco · d3 pedone del bianco · e3 alfiere del bianco · f3 cavallo del bianco · b2 pedone del bianco · f2 pedone del bianco · g2 pedone del bianco · h2 pedone del bianco · a1 torre del bianco · d1 donna del bianco · e1 re del bianco · h1 torre del bianco | a8 torre del nero · f8 re del nero · h8 torre del nero · a7 pedone del nero · c7 pedone del nero · e7 cavallo del nero · f7 pedone del nero · g7 pedone del nero · h7 pedone del nero · b6 alfiere del nero · d6 pedone del nero · f6 donna del nero · e5 pedone del nero · a4 alfiere del bianco · e4 pedone del bianco · g4 alfiere del nero · c3 pedone del bianco · d3 pedone del bianco · e3 alfiere del bianco · f3 cavallo del bianco · b2 pedone del bianco · f2 pedone del bianco · g2 pedone del bianco · h2 pedone del bianco · a1 torre del bianco · d1 donna del bianco · e1 re del bianco · h1 torre del bianco | a8 torre del nero · f8 re del nero · h8 torre del nero · a7 pedone del nero · c7 pedone del nero · e7 cavallo del nero · f7 pedone del nero · g7 pedone del nero · h7 pedone del nero · b6 alfiere del nero · d6 pedone del nero · f6 donna del nero · e5 pedone del nero · a4 alfiere del bianco · e4 pedone del bianco · g4 alfiere del nero · c3 pedone del bianco · d3 pedone del bianco · e3 alfiere del bianco · f3 cavallo del bianco · b2 pedone del bianco · f2 pedone del bianco · g2 pedone del bianco · h2 pedone del bianco · a1 torre del bianco · d1 donna del bianco · e1 re del bianco · h1 torre del bianco | a8 torre del nero · f8 re del nero · h8 torre del nero · a7 pedone del nero · c7 pedone del nero · e7 cavallo del nero · f7 pedone del nero · g7 pedone del nero · h7 pedone del nero · b6 alfiere del nero · d6 pedone del nero · f6 donna del nero · e5 pedone del nero · a4 alfiere del bianco · e4 pedone del bianco · g4 alfiere del nero · c3 pedone del bianco · d3 pedone del bianco · e3 alfiere del bianco · f3 cavallo del bianco · b2 pedone del bianco · f2 pedone del bianco · g2 pedone del bianco · h2 pedone del bianco · a1 torre del bianco · d1 donna del bianco · e1 re del bianco · h1 torre del bianco | a8 torre del nero · f8 re del nero · h8 torre del nero · a7 pedone del nero · c7 pedone del nero · e7 cavallo del nero · f7 pedone del nero · g7 pedone del nero · h7 pedone del nero · b6 alfiere del nero · d6 pedone del nero · f6 donna del nero · e5 pedone del nero · a4 alfiere del bianco · e4 pedone del bianco · g4 alfiere del nero · c3 pedone del bianco · d3 pedone del bianco · e3 alfiere del bianco · f3 cavallo del bianco · b2 pedone del bianco · f2 pedone del bianco · g2 pedone del bianco · h2 pedone del bianco · a1 torre del bianco · d1 donna del bianco · e1 re del bianco · h1 torre del bianco | a8 torre del nero · f8 re del nero · h8 torre del nero · a7 pedone del nero · c7 pedone del nero · e7 cavallo del nero · f7 pedone del nero · g7 pedone del nero · h7 pedone del nero · b6 alfiere del nero · d6 pedone del nero · f6 donna del nero · e5 pedone del nero · a4 alfiere del bianco · e4 pedone del bianco · g4 alfiere del nero · c3 pedone del bianco · d3 pedone del bianco · e3 alfiere del bianco · f3 cavallo del bianco · b2 pedone del bianco · f2 pedone del bianco · g2 pedone del bianco · h2 pedone del bianco · a1 torre del bianco · d1 donna del bianco · e1 re del bianco · h1 torre del bianco | a8 torre del nero · f8 re del nero · h8 torre del nero · a7 pedone del nero · c7 pedone del nero · e7 cavallo del nero · f7 pedone del nero · g7 pedone del nero · h7 pedone del nero · b6 alfiere del nero · d6 pedone del nero · f6 donna del nero · e5 pedone del nero · a4 alfiere del bianco · e4 pedone del bianco · g4 alfiere del nero · c3 pedone del bianco · d3 pedone del bianco · e3 alfiere del bianco · f3 cavallo del bianco · b2 pedone del bianco · f2 pedone del bianco · g2 pedone del bianco · h2 pedone del bianco · a1 torre del bianco · d1 donna del bianco · e1 re del bianco · h1 torre del bianco | a8 torre del nero · f8 re del nero · h8 torre del nero · a7 pedone del nero · c7 pedone del nero · e7 cavallo del nero · f7 pedone del nero · g7 pedone del nero · h7 pedone del nero · b6 alfiere del nero · d6 pedone del nero · f6 donna del nero · e5 pedone del nero · a4 alfiere del bianco · e4 pedone del bianco · g4 alfiere del nero · c3 pedone del bianco · d3 pedone del bianco · e3 alfiere del bianco · f3 cavallo del bianco · b2 pedone del bianco · f2 pedone del bianco · g2 pedone del bianco · h2 pedone del bianco · a1 torre del bianco · d1 donna del bianco · e1 re del bianco · h1 torre del bianco | 2 |
| 1 | a8 torre del nero · f8 re del nero · h8 torre del nero · a7 pedone del nero · c7 pedone del nero · e7 cavallo del nero · f7 pedone del nero · g7 pedone del nero · h7 pedone del nero · b6 alfiere del nero · d6 pedone del nero · f6 donna del nero · e5 pedone del nero · a4 alfiere del bianco · e4 pedone del bianco · g4 alfiere del nero · c3 pedone del bianco · d3 pedone del bianco · e3 alfiere del bianco · f3 cavallo del bianco · b2 pedone del bianco · f2 pedone del bianco · g2 pedone del bianco · h2 pedone del bianco · a1 torre del bianco · d1 donna del bianco · e1 re del bianco · h1 torre del bianco | a8 torre del nero · f8 re del nero · h8 torre del nero · a7 pedone del nero · c7 pedone del nero · e7 cavallo del nero · f7 pedone del nero · g7 pedone del nero · h7 pedone del nero · b6 alfiere del nero · d6 pedone del nero · f6 donna del nero · e5 pedone del nero · a4 alfiere del bianco · e4 pedone del bianco · g4 alfiere del nero · c3 pedone del bianco · d3 pedone del bianco · e3 alfiere del bianco · f3 cavallo del bianco · b2 pedone del bianco · f2 pedone del bianco · g2 pedone del bianco · h2 pedone del bianco · a1 torre del bianco · d1 donna del bianco · e1 re del bianco · h1 torre del bianco | a8 torre del nero · f8 re del nero · h8 torre del nero · a7 pedone del nero · c7 pedone del nero · e7 cavallo del nero · f7 pedone del nero · g7 pedone del nero · h7 pedone del nero · b6 alfiere del nero · d6 pedone del nero · f6 donna del nero · e5 pedone del nero · a4 alfiere del bianco · e4 pedone del bianco · g4 alfiere del nero · c3 pedone del bianco · d3 pedone del bianco · e3 alfiere del bianco · f3 cavallo del bianco · b2 pedone del bianco · f2 pedone del bianco · g2 pedone del bianco · h2 pedone del bianco · a1 torre del bianco · d1 donna del bianco · e1 re del bianco · h1 torre del bianco | a8 torre del nero · f8 re del nero · h8 torre del nero · a7 pedone del nero · c7 pedone del nero · e7 cavallo del nero · f7 pedone del nero · g7 pedone del nero · h7 pedone del nero · b6 alfiere del nero · d6 pedone del nero · f6 donna del nero · e5 pedone del nero · a4 alfiere del bianco · e4 pedone del bianco · g4 alfiere del nero · c3 pedone del bianco · d3 pedone del bianco · e3 alfiere del bianco · f3 cavallo del bianco · b2 pedone del bianco · f2 pedone del bianco · g2 pedone del bianco · h2 pedone del bianco · a1 torre del bianco · d1 donna del bianco · e1 re del bianco · h1 torre del bianco | a8 torre del nero · f8 re del nero · h8 torre del nero · a7 pedone del nero · c7 pedone del nero · e7 cavallo del nero · f7 pedone del nero · g7 pedone del nero · h7 pedone del nero · b6 alfiere del nero · d6 pedone del nero · f6 donna del nero · e5 pedone del nero · a4 alfiere del bianco · e4 pedone del bianco · g4 alfiere del nero · c3 pedone del bianco · d3 pedone del bianco · e3 alfiere del bianco · f3 cavallo del bianco · b2 pedone del bianco · f2 pedone del bianco · g2 pedone del bianco · h2 pedone del bianco · a1 torre del bianco · d1 donna del bianco · e1 re del bianco · h1 torre del bianco | a8 torre del nero · f8 re del nero · h8 torre del nero · a7 pedone del nero · c7 pedone del nero · e7 cavallo del nero · f7 pedone del nero · g7 pedone del nero · h7 pedone del nero · b6 alfiere del nero · d6 pedone del nero · f6 donna del nero · e5 pedone del nero · a4 alfiere del bianco · e4 pedone del bianco · g4 alfiere del nero · c3 pedone del bianco · d3 pedone del bianco · e3 alfiere del bianco · f3 cavallo del bianco · b2 pedone del bianco · f2 pedone del bianco · g2 pedone del bianco · h2 pedone del bianco · a1 torre del bianco · d1 donna del bianco · e1 re del bianco · h1 torre del bianco | a8 torre del nero · f8 re del nero · h8 torre del nero · a7 pedone del nero · c7 pedone del nero · e7 cavallo del nero · f7 pedone del nero · g7 pedone del nero · h7 pedone del nero · b6 alfiere del nero · d6 pedone del nero · f6 donna del nero · e5 pedone del nero · a4 alfiere del bianco · e4 pedone del bianco · g4 alfiere del nero · c3 pedone del bianco · d3 pedone del bianco · e3 alfiere del bianco · f3 cavallo del bianco · b2 pedone del bianco · f2 pedone del bianco · g2 pedone del bianco · h2 pedone del bianco · a1 torre del bianco · d1 donna del bianco · e1 re del bianco · h1 torre del bianco | a8 torre del nero · f8 re del nero · h8 torre del nero · a7 pedone del nero · c7 pedone del nero · e7 cavallo del nero · f7 pedone del nero · g7 pedone del nero · h7 pedone del nero · b6 alfiere del nero · d6 pedone del nero · f6 donna del nero · e5 pedone del nero · a4 alfiere del bianco · e4 pedone del bianco · g4 alfiere del nero · c3 pedone del bianco · d3 pedone del bianco · e3 alfiere del bianco · f3 cavallo del bianco · b2 pedone del bianco · f2 pedone del bianco · g2 pedone del bianco · h2 pedone del bianco · a1 torre del bianco · d1 donna del bianco · e1 re del bianco · h1 torre del bianco | 1 |
|   | a | b | c | d | e | f | g | h |   |

|   | a | b | c | d | e | f | g | h |   |
| 8 | a8 torre del nero · d8 donna del nero · e8 re del nero · f8 alfiere del nero · g8 cavallo del nero · h8 torre del nero · a7 pedone del nero · b7 pedone del nero · c7 pedone del nero · f7 pedone del nero · g7 pedone del nero · h7 pedone del nero · d6 pedone del nero · e5 cavallo del nero · c4 alfiere del bianco · e4 pedone del bianco · g4 alfiere del nero · c3 cavallo del bianco · f3 cavallo del bianco · a2 pedone del bianco · b2 pedone del bianco · f2 pedone del bianco · g2 pedone del bianco · h2 pedone del bianco · a1 torre del bianco · c1 alfiere del bianco · d1 donna del bianco · f1 torre del bianco · g1 re del bianco | a8 torre del nero · d8 donna del nero · e8 re del nero · f8 alfiere del nero · g8 cavallo del nero · h8 torre del nero · a7 pedone del nero · b7 pedone del nero · c7 pedone del nero · f7 pedone del nero · g7 pedone del nero · h7 pedone del nero · d6 pedone del nero · e5 cavallo del nero · c4 alfiere del bianco · e4 pedone del bianco · g4 alfiere del nero · c3 cavallo del bianco · f3 cavallo del bianco · a2 pedone del bianco · b2 pedone del bianco · f2 pedone del bianco · g2 pedone del bianco · h2 pedone del bianco · a1 torre del bianco · c1 alfiere del bianco · d1 donna del bianco · f1 torre del bianco · g1 re del bianco | a8 torre del nero · d8 donna del nero · e8 re del nero · f8 alfiere del nero · g8 cavallo del nero · h8 torre del nero · a7 pedone del nero · b7 pedone del nero · c7 pedone del nero · f7 pedone del nero · g7 pedone del nero · h7 pedone del nero · d6 pedone del nero · e5 cavallo del nero · c4 alfiere del bianco · e4 pedone del bianco · g4 alfiere del nero · c3 cavallo del bianco · f3 cavallo del bianco · a2 pedone del bianco · b2 pedone del bianco · f2 pedone del bianco · g2 pedone del bianco · h2 pedone del bianco · a1 torre del bianco · c1 alfiere del bianco · d1 donna del bianco · f1 torre del bianco · g1 re del bianco | a8 torre del nero · d8 donna del nero · e8 re del nero · f8 alfiere del nero · g8 cavallo del nero · h8 torre del nero · a7 pedone del nero · b7 pedone del nero · c7 pedone del nero · f7 pedone del nero · g7 pedone del nero · h7 pedone del nero · d6 pedone del nero · e5 cavallo del nero · c4 alfiere del bianco · e4 pedone del bianco · g4 alfiere del nero · c3 cavallo del bianco · f3 cavallo del bianco · a2 pedone del bianco · b2 pedone del bianco · f2 pedone del bianco · g2 pedone del bianco · h2 pedone del bianco · a1 torre del bianco · c1 alfiere del bianco · d1 donna del bianco · f1 torre del bianco · g1 re del bianco | a8 torre del nero · d8 donna del nero · e8 re del nero · f8 alfiere del nero · g8 cavallo del nero · h8 torre del nero · a7 pedone del nero · b7 pedone del nero · c7 pedone del nero · f7 pedone del nero · g7 pedone del nero · h7 pedone del nero · d6 pedone del nero · e5 cavallo del nero · c4 alfiere del bianco · e4 pedone del bianco · g4 alfiere del nero · c3 cavallo del bianco · f3 cavallo del bianco · a2 pedone del bianco · b2 pedone del bianco · f2 pedone del bianco · g2 pedone del bianco · h2 pedone del bianco · a1 torre del bianco · c1 alfiere del bianco · d1 donna del bianco · f1 torre del bianco · g1 re del bianco | a8 torre del nero · d8 donna del nero · e8 re del nero · f8 alfiere del nero · g8 cavallo del nero · h8 torre del nero · a7 pedone del nero · b7 pedone del nero · c7 pedone del nero · f7 pedone del nero · g7 pedone del nero · h7 pedone del nero · d6 pedone del nero · e5 cavallo del nero · c4 alfiere del bianco · e4 pedone del bianco · g4 alfiere del nero · c3 cavallo del bianco · f3 cavallo del bianco · a2 pedone del bianco · b2 pedone del bianco · f2 pedone del bianco · g2 pedone del bianco · h2 pedone del bianco · a1 torre del bianco · c1 alfiere del bianco · d1 donna del bianco · f1 torre del bianco · g1 re del bianco | a8 torre del nero · d8 donna del nero · e8 re del nero · f8 alfiere del nero · g8 cavallo del nero · h8 torre del nero · a7 pedone del nero · b7 pedone del nero · c7 pedone del nero · f7 pedone del nero · g7 pedone del nero · h7 pedone del nero · d6 pedone del nero · e5 cavallo del nero · c4 alfiere del bianco · e4 pedone del bianco · g4 alfiere del nero · c3 cavallo del bianco · f3 cavallo del bianco · a2 pedone del bianco · b2 pedone del bianco · f2 pedone del bianco · g2 pedone del bianco · h2 pedone del bianco · a1 torre del bianco · c1 alfiere del bianco · d1 donna del bianco · f1 torre del bianco · g1 re del bianco | a8 torre del nero · d8 donna del nero · e8 re del nero · f8 alfiere del nero · g8 cavallo del nero · h8 torre del nero · a7 pedone del nero · b7 pedone del nero · c7 pedone del nero · f7 pedone del nero · g7 pedone del nero · h7 pedone del nero · d6 pedone del nero · e5 cavallo del nero · c4 alfiere del bianco · e4 pedone del bianco · g4 alfiere del nero · c3 cavallo del bianco · f3 cavallo del bianco · a2 pedone del bianco · b2 pedone del bianco · f2 pedone del bianco · g2 pedone del bianco · h2 pedone del bianco · a1 torre del bianco · c1 alfiere del bianco · d1 donna del bianco · f1 torre del bianco · g1 re del bianco | 8 |
| 7 | a8 torre del nero · d8 donna del nero · e8 re del nero · f8 alfiere del nero · g8 cavallo del nero · h8 torre del nero · a7 pedone del nero · b7 pedone del nero · c7 pedone del nero · f7 pedone del nero · g7 pedone del nero · h7 pedone del nero · d6 pedone del nero · e5 cavallo del nero · c4 alfiere del bianco · e4 pedone del bianco · g4 alfiere del nero · c3 cavallo del bianco · f3 cavallo del bianco · a2 pedone del bianco · b2 pedone del bianco · f2 pedone del bianco · g2 pedone del bianco · h2 pedone del bianco · a1 torre del bianco · c1 alfiere del bianco · d1 donna del bianco · f1 torre del bianco · g1 re del bianco | a8 torre del nero · d8 donna del nero · e8 re del nero · f8 alfiere del nero · g8 cavallo del nero · h8 torre del nero · a7 pedone del nero · b7 pedone del nero · c7 pedone del nero · f7 pedone del nero · g7 pedone del nero · h7 pedone del nero · d6 pedone del nero · e5 cavallo del nero · c4 alfiere del bianco · e4 pedone del bianco · g4 alfiere del nero · c3 cavallo del bianco · f3 cavallo del bianco · a2 pedone del bianco · b2 pedone del bianco · f2 pedone del bianco · g2 pedone del bianco · h2 pedone del bianco · a1 torre del bianco · c1 alfiere del bianco · d1 donna del bianco · f1 torre del bianco · g1 re del bianco | a8 torre del nero · d8 donna del nero · e8 re del nero · f8 alfiere del nero · g8 cavallo del nero · h8 torre del nero · a7 pedone del nero · b7 pedone del nero · c7 pedone del nero · f7 pedone del nero · g7 pedone del nero · h7 pedone del nero · d6 pedone del nero · e5 cavallo del nero · c4 alfiere del bianco · e4 pedone del bianco · g4 alfiere del nero · c3 cavallo del bianco · f3 cavallo del bianco · a2 pedone del bianco · b2 pedone del bianco · f2 pedone del bianco · g2 pedone del bianco · h2 pedone del bianco · a1 torre del bianco · c1 alfiere del bianco · d1 donna del bianco · f1 torre del bianco · g1 re del bianco | a8 torre del nero · d8 donna del nero · e8 re del nero · f8 alfiere del nero · g8 cavallo del nero · h8 torre del nero · a7 pedone del nero · b7 pedone del nero · c7 pedone del nero · f7 pedone del nero · g7 pedone del nero · h7 pedone del nero · d6 pedone del nero · e5 cavallo del nero · c4 alfiere del bianco · e4 pedone del bianco · g4 alfiere del nero · c3 cavallo del bianco · f3 cavallo del bianco · a2 pedone del bianco · b2 pedone del bianco · f2 pedone del bianco · g2 pedone del bianco · h2 pedone del bianco · a1 torre del bianco · c1 alfiere del bianco · d1 donna del bianco · f1 torre del bianco · g1 re del bianco | a8 torre del nero · d8 donna del nero · e8 re del nero · f8 alfiere del nero · g8 cavallo del nero · h8 torre del nero · a7 pedone del nero · b7 pedone del nero · c7 pedone del nero · f7 pedone del nero · g7 pedone del nero · h7 pedone del nero · d6 pedone del nero · e5 cavallo del nero · c4 alfiere del bianco · e4 pedone del bianco · g4 alfiere del nero · c3 cavallo del bianco · f3 cavallo del bianco · a2 pedone del bianco · b2 pedone del bianco · f2 pedone del bianco · g2 pedone del bianco · h2 pedone del bianco · a1 torre del bianco · c1 alfiere del bianco · d1 donna del bianco · f1 torre del bianco · g1 re del bianco | a8 torre del nero · d8 donna del nero · e8 re del nero · f8 alfiere del nero · g8 cavallo del nero · h8 torre del nero · a7 pedone del nero · b7 pedone del nero · c7 pedone del nero · f7 pedone del nero · g7 pedone del nero · h7 pedone del nero · d6 pedone del nero · e5 cavallo del nero · c4 alfiere del bianco · e4 pedone del bianco · g4 alfiere del nero · c3 cavallo del bianco · f3 cavallo del bianco · a2 pedone del bianco · b2 pedone del bianco · f2 pedone del bianco · g2 pedone del bianco · h2 pedone del bianco · a1 torre del bianco · c1 alfiere del bianco · d1 donna del bianco · f1 torre del bianco · g1 re del bianco | a8 torre del nero · d8 donna del nero · e8 re del nero · f8 alfiere del nero · g8 cavallo del nero · h8 torre del nero · a7 pedone del nero · b7 pedone del nero · c7 pedone del nero · f7 pedone del nero · g7 pedone del nero · h7 pedone del nero · d6 pedone del nero · e5 cavallo del nero · c4 alfiere del bianco · e4 pedone del bianco · g4 alfiere del nero · c3 cavallo del bianco · f3 cavallo del bianco · a2 pedone del bianco · b2 pedone del bianco · f2 pedone del bianco · g2 pedone del bianco · h2 pedone del bianco · a1 torre del bianco · c1 alfiere del bianco · d1 donna del bianco · f1 torre del bianco · g1 re del bianco | a8 torre del nero · d8 donna del nero · e8 re del nero · f8 alfiere del nero · g8 cavallo del nero · h8 torre del nero · a7 pedone del nero · b7 pedone del nero · c7 pedone del nero · f7 pedone del nero · g7 pedone del nero · h7 pedone del nero · d6 pedone del nero · e5 cavallo del nero · c4 alfiere del bianco · e4 pedone del bianco · g4 alfiere del nero · c3 cavallo del bianco · f3 cavallo del bianco · a2 pedone del bianco · b2 pedone del bianco · f2 pedone del bianco · g2 pedone del bianco · h2 pedone del bianco · a1 torre del bianco · c1 alfiere del bianco · d1 donna del bianco · f1 torre del bianco · g1 re del bianco | 7 |
| 6 | a8 torre del nero · d8 donna del nero · e8 re del nero · f8 alfiere del nero · g8 cavallo del nero · h8 torre del nero · a7 pedone del nero · b7 pedone del nero · c7 pedone del nero · f7 pedone del nero · g7 pedone del nero · h7 pedone del nero · d6 pedone del nero · e5 cavallo del nero · c4 alfiere del bianco · e4 pedone del bianco · g4 alfiere del nero · c3 cavallo del bianco · f3 cavallo del bianco · a2 pedone del bianco · b2 pedone del bianco · f2 pedone del bianco · g2 pedone del bianco · h2 pedone del bianco · a1 torre del bianco · c1 alfiere del bianco · d1 donna del bianco · f1 torre del bianco · g1 re del bianco | a8 torre del nero · d8 donna del nero · e8 re del nero · f8 alfiere del nero · g8 cavallo del nero · h8 torre del nero · a7 pedone del nero · b7 pedone del nero · c7 pedone del nero · f7 pedone del nero · g7 pedone del nero · h7 pedone del nero · d6 pedone del nero · e5 cavallo del nero · c4 alfiere del bianco · e4 pedone del bianco · g4 alfiere del nero · c3 cavallo del bianco · f3 cavallo del bianco · a2 pedone del bianco · b2 pedone del bianco · f2 pedone del bianco · g2 pedone del bianco · h2 pedone del bianco · a1 torre del bianco · c1 alfiere del bianco · d1 donna del bianco · f1 torre del bianco · g1 re del bianco | a8 torre del nero · d8 donna del nero · e8 re del nero · f8 alfiere del nero · g8 cavallo del nero · h8 torre del nero · a7 pedone del nero · b7 pedone del nero · c7 pedone del nero · f7 pedone del nero · g7 pedone del nero · h7 pedone del nero · d6 pedone del nero · e5 cavallo del nero · c4 alfiere del bianco · e4 pedone del bianco · g4 alfiere del nero · c3 cavallo del bianco · f3 cavallo del bianco · a2 pedone del bianco · b2 pedone del bianco · f2 pedone del bianco · g2 pedone del bianco · h2 pedone del bianco · a1 torre del bianco · c1 alfiere del bianco · d1 donna del bianco · f1 torre del bianco · g1 re del bianco | a8 torre del nero · d8 donna del nero · e8 re del nero · f8 alfiere del nero · g8 cavallo del nero · h8 torre del nero · a7 pedone del nero · b7 pedone del nero · c7 pedone del nero · f7 pedone del nero · g7 pedone del nero · h7 pedone del nero · d6 pedone del nero · e5 cavallo del nero · c4 alfiere del bianco · e4 pedone del bianco · g4 alfiere del nero · c3 cavallo del bianco · f3 cavallo del bianco · a2 pedone del bianco · b2 pedone del bianco · f2 pedone del bianco · g2 pedone del bianco · h2 pedone del bianco · a1 torre del bianco · c1 alfiere del bianco · d1 donna del bianco · f1 torre del bianco · g1 re del bianco | a8 torre del nero · d8 donna del nero · e8 re del nero · f8 alfiere del nero · g8 cavallo del nero · h8 torre del nero · a7 pedone del nero · b7 pedone del nero · c7 pedone del nero · f7 pedone del nero · g7 pedone del nero · h7 pedone del nero · d6 pedone del nero · e5 cavallo del nero · c4 alfiere del bianco · e4 pedone del bianco · g4 alfiere del nero · c3 cavallo del bianco · f3 cavallo del bianco · a2 pedone del bianco · b2 pedone del bianco · f2 pedone del bianco · g2 pedone del bianco · h2 pedone del bianco · a1 torre del bianco · c1 alfiere del bianco · d1 donna del bianco · f1 torre del bianco · g1 re del bianco | a8 torre del nero · d8 donna del nero · e8 re del nero · f8 alfiere del nero · g8 cavallo del nero · h8 torre del nero · a7 pedone del nero · b7 pedone del nero · c7 pedone del nero · f7 pedone del nero · g7 pedone del nero · h7 pedone del nero · d6 pedone del nero · e5 cavallo del nero · c4 alfiere del bianco · e4 pedone del bianco · g4 alfiere del nero · c3 cavallo del bianco · f3 cavallo del bianco · a2 pedone del bianco · b2 pedone del bianco · f2 pedone del bianco · g2 pedone del bianco · h2 pedone del bianco · a1 torre del bianco · c1 alfiere del bianco · d1 donna del bianco · f1 torre del bianco · g1 re del bianco | a8 torre del nero · d8 donna del nero · e8 re del nero · f8 alfiere del nero · g8 cavallo del nero · h8 torre del nero · a7 pedone del nero · b7 pedone del nero · c7 pedone del nero · f7 pedone del nero · g7 pedone del nero · h7 pedone del nero · d6 pedone del nero · e5 cavallo del nero · c4 alfiere del bianco · e4 pedone del bianco · g4 alfiere del nero · c3 cavallo del bianco · f3 cavallo del bianco · a2 pedone del bianco · b2 pedone del bianco · f2 pedone del bianco · g2 pedone del bianco · h2 pedone del bianco · a1 torre del bianco · c1 alfiere del bianco · d1 donna del bianco · f1 torre del bianco · g1 re del bianco | a8 torre del nero · d8 donna del nero · e8 re del nero · f8 alfiere del nero · g8 cavallo del nero · h8 torre del nero · a7 pedone del nero · b7 pedone del nero · c7 pedone del nero · f7 pedone del nero · g7 pedone del nero · h7 pedone del nero · d6 pedone del nero · e5 cavallo del nero · c4 alfiere del bianco · e4 pedone del bianco · g4 alfiere del nero · c3 cavallo del bianco · f3 cavallo del bianco · a2 pedone del bianco · b2 pedone del bianco · f2 pedone del bianco · g2 pedone del bianco · h2 pedone del bianco · a1 torre del bianco · c1 alfiere del bianco · d1 donna del bianco · f1 torre del bianco · g1 re del bianco | 6 |
| 5 | a8 torre del nero · d8 donna del nero · e8 re del nero · f8 alfiere del nero · g8 cavallo del nero · h8 torre del nero · a7 pedone del nero · b7 pedone del nero · c7 pedone del nero · f7 pedone del nero · g7 pedone del nero · h7 pedone del nero · d6 pedone del nero · e5 cavallo del nero · c4 alfiere del bianco · e4 pedone del bianco · g4 alfiere del nero · c3 cavallo del bianco · f3 cavallo del bianco · a2 pedone del bianco · b2 pedone del bianco · f2 pedone del bianco · g2 pedone del bianco · h2 pedone del bianco · a1 torre del bianco · c1 alfiere del bianco · d1 donna del bianco · f1 torre del bianco · g1 re del bianco | a8 torre del nero · d8 donna del nero · e8 re del nero · f8 alfiere del nero · g8 cavallo del nero · h8 torre del nero · a7 pedone del nero · b7 pedone del nero · c7 pedone del nero · f7 pedone del nero · g7 pedone del nero · h7 pedone del nero · d6 pedone del nero · e5 cavallo del nero · c4 alfiere del bianco · e4 pedone del bianco · g4 alfiere del nero · c3 cavallo del bianco · f3 cavallo del bianco · a2 pedone del bianco · b2 pedone del bianco · f2 pedone del bianco · g2 pedone del bianco · h2 pedone del bianco · a1 torre del bianco · c1 alfiere del bianco · d1 donna del bianco · f1 torre del bianco · g1 re del bianco | a8 torre del nero · d8 donna del nero · e8 re del nero · f8 alfiere del nero · g8 cavallo del nero · h8 torre del nero · a7 pedone del nero · b7 pedone del nero · c7 pedone del nero · f7 pedone del nero · g7 pedone del nero · h7 pedone del nero · d6 pedone del nero · e5 cavallo del nero · c4 alfiere del bianco · e4 pedone del bianco · g4 alfiere del nero · c3 cavallo del bianco · f3 cavallo del bianco · a2 pedone del bianco · b2 pedone del bianco · f2 pedone del bianco · g2 pedone del bianco · h2 pedone del bianco · a1 torre del bianco · c1 alfiere del bianco · d1 donna del bianco · f1 torre del bianco · g1 re del bianco | a8 torre del nero · d8 donna del nero · e8 re del nero · f8 alfiere del nero · g8 cavallo del nero · h8 torre del nero · a7 pedone del nero · b7 pedone del nero · c7 pedone del nero · f7 pedone del nero · g7 pedone del nero · h7 pedone del nero · d6 pedone del nero · e5 cavallo del nero · c4 alfiere del bianco · e4 pedone del bianco · g4 alfiere del nero · c3 cavallo del bianco · f3 cavallo del bianco · a2 pedone del bianco · b2 pedone del bianco · f2 pedone del bianco · g2 pedone del bianco · h2 pedone del bianco · a1 torre del bianco · c1 alfiere del bianco · d1 donna del bianco · f1 torre del bianco · g1 re del bianco | a8 torre del nero · d8 donna del nero · e8 re del nero · f8 alfiere del nero · g8 cavallo del nero · h8 torre del nero · a7 pedone del nero · b7 pedone del nero · c7 pedone del nero · f7 pedone del nero · g7 pedone del nero · h7 pedone del nero · d6 pedone del nero · e5 cavallo del nero · c4 alfiere del bianco · e4 pedone del bianco · g4 alfiere del nero · c3 cavallo del bianco · f3 cavallo del bianco · a2 pedone del bianco · b2 pedone del bianco · f2 pedone del bianco · g2 pedone del bianco · h2 pedone del bianco · a1 torre del bianco · c1 alfiere del bianco · d1 donna del bianco · f1 torre del bianco · g1 re del bianco | a8 torre del nero · d8 donna del nero · e8 re del nero · f8 alfiere del nero · g8 cavallo del nero · h8 torre del nero · a7 pedone del nero · b7 pedone del nero · c7 pedone del nero · f7 pedone del nero · g7 pedone del nero · h7 pedone del nero · d6 pedone del nero · e5 cavallo del nero · c4 alfiere del bianco · e4 pedone del bianco · g4 alfiere del nero · c3 cavallo del bianco · f3 cavallo del bianco · a2 pedone del bianco · b2 pedone del bianco · f2 pedone del bianco · g2 pedone del bianco · h2 pedone del bianco · a1 torre del bianco · c1 alfiere del bianco · d1 donna del bianco · f1 torre del bianco · g1 re del bianco | a8 torre del nero · d8 donna del nero · e8 re del nero · f8 alfiere del nero · g8 cavallo del nero · h8 torre del nero · a7 pedone del nero · b7 pedone del nero · c7 pedone del nero · f7 pedone del nero · g7 pedone del nero · h7 pedone del nero · d6 pedone del nero · e5 cavallo del nero · c4 alfiere del bianco · e4 pedone del bianco · g4 alfiere del nero · c3 cavallo del bianco · f3 cavallo del bianco · a2 pedone del bianco · b2 pedone del bianco · f2 pedone del bianco · g2 pedone del bianco · h2 pedone del bianco · a1 torre del bianco · c1 alfiere del bianco · d1 donna del bianco · f1 torre del bianco · g1 re del bianco | a8 torre del nero · d8 donna del nero · e8 re del nero · f8 alfiere del nero · g8 cavallo del nero · h8 torre del nero · a7 pedone del nero · b7 pedone del nero · c7 pedone del nero · f7 pedone del nero · g7 pedone del nero · h7 pedone del nero · d6 pedone del nero · e5 cavallo del nero · c4 alfiere del bianco · e4 pedone del bianco · g4 alfiere del nero · c3 cavallo del bianco · f3 cavallo del bianco · a2 pedone del bianco · b2 pedone del bianco · f2 pedone del bianco · g2 pedone del bianco · h2 pedone del bianco · a1 torre del bianco · c1 alfiere del bianco · d1 donna del bianco · f1 torre del bianco · g1 re del bianco | 5 |
| 4 | a8 torre del nero · d8 donna del nero · e8 re del nero · f8 alfiere del nero · g8 cavallo del nero · h8 torre del nero · a7 pedone del nero · b7 pedone del nero · c7 pedone del nero · f7 pedone del nero · g7 pedone del nero · h7 pedone del nero · d6 pedone del nero · e5 cavallo del nero · c4 alfiere del bianco · e4 pedone del bianco · g4 alfiere del nero · c3 cavallo del bianco · f3 cavallo del bianco · a2 pedone del bianco · b2 pedone del bianco · f2 pedone del bianco · g2 pedone del bianco · h2 pedone del bianco · a1 torre del bianco · c1 alfiere del bianco · d1 donna del bianco · f1 torre del bianco · g1 re del bianco | a8 torre del nero · d8 donna del nero · e8 re del nero · f8 alfiere del nero · g8 cavallo del nero · h8 torre del nero · a7 pedone del nero · b7 pedone del nero · c7 pedone del nero · f7 pedone del nero · g7 pedone del nero · h7 pedone del nero · d6 pedone del nero · e5 cavallo del nero · c4 alfiere del bianco · e4 pedone del bianco · g4 alfiere del nero · c3 cavallo del bianco · f3 cavallo del bianco · a2 pedone del bianco · b2 pedone del bianco · f2 pedone del bianco · g2 pedone del bianco · h2 pedone del bianco · a1 torre del bianco · c1 alfiere del bianco · d1 donna del bianco · f1 torre del bianco · g1 re del bianco | a8 torre del nero · d8 donna del nero · e8 re del nero · f8 alfiere del nero · g8 cavallo del nero · h8 torre del nero · a7 pedone del nero · b7 pedone del nero · c7 pedone del nero · f7 pedone del nero · g7 pedone del nero · h7 pedone del nero · d6 pedone del nero · e5 cavallo del nero · c4 alfiere del bianco · e4 pedone del bianco · g4 alfiere del nero · c3 cavallo del bianco · f3 cavallo del bianco · a2 pedone del bianco · b2 pedone del bianco · f2 pedone del bianco · g2 pedone del bianco · h2 pedone del bianco · a1 torre del bianco · c1 alfiere del bianco · d1 donna del bianco · f1 torre del bianco · g1 re del bianco | a8 torre del nero · d8 donna del nero · e8 re del nero · f8 alfiere del nero · g8 cavallo del nero · h8 torre del nero · a7 pedone del nero · b7 pedone del nero · c7 pedone del nero · f7 pedone del nero · g7 pedone del nero · h7 pedone del nero · d6 pedone del nero · e5 cavallo del nero · c4 alfiere del bianco · e4 pedone del bianco · g4 alfiere del nero · c3 cavallo del bianco · f3 cavallo del bianco · a2 pedone del bianco · b2 pedone del bianco · f2 pedone del bianco · g2 pedone del bianco · h2 pedone del bianco · a1 torre del bianco · c1 alfiere del bianco · d1 donna del bianco · f1 torre del bianco · g1 re del bianco | a8 torre del nero · d8 donna del nero · e8 re del nero · f8 alfiere del nero · g8 cavallo del nero · h8 torre del nero · a7 pedone del nero · b7 pedone del nero · c7 pedone del nero · f7 pedone del nero · g7 pedone del nero · h7 pedone del nero · d6 pedone del nero · e5 cavallo del nero · c4 alfiere del bianco · e4 pedone del bianco · g4 alfiere del nero · c3 cavallo del bianco · f3 cavallo del bianco · a2 pedone del bianco · b2 pedone del bianco · f2 pedone del bianco · g2 pedone del bianco · h2 pedone del bianco · a1 torre del bianco · c1 alfiere del bianco · d1 donna del bianco · f1 torre del bianco · g1 re del bianco | a8 torre del nero · d8 donna del nero · e8 re del nero · f8 alfiere del nero · g8 cavallo del nero · h8 torre del nero · a7 pedone del nero · b7 pedone del nero · c7 pedone del nero · f7 pedone del nero · g7 pedone del nero · h7 pedone del nero · d6 pedone del nero · e5 cavallo del nero · c4 alfiere del bianco · e4 pedone del bianco · g4 alfiere del nero · c3 cavallo del bianco · f3 cavallo del bianco · a2 pedone del bianco · b2 pedone del bianco · f2 pedone del bianco · g2 pedone del bianco · h2 pedone del bianco · a1 torre del bianco · c1 alfiere del bianco · d1 donna del bianco · f1 torre del bianco · g1 re del bianco | a8 torre del nero · d8 donna del nero · e8 re del nero · f8 alfiere del nero · g8 cavallo del nero · h8 torre del nero · a7 pedone del nero · b7 pedone del nero · c7 pedone del nero · f7 pedone del nero · g7 pedone del nero · h7 pedone del nero · d6 pedone del nero · e5 cavallo del nero · c4 alfiere del bianco · e4 pedone del bianco · g4 alfiere del nero · c3 cavallo del bianco · f3 cavallo del bianco · a2 pedone del bianco · b2 pedone del bianco · f2 pedone del bianco · g2 pedone del bianco · h2 pedone del bianco · a1 torre del bianco · c1 alfiere del bianco · d1 donna del bianco · f1 torre del bianco · g1 re del bianco | a8 torre del nero · d8 donna del nero · e8 re del nero · f8 alfiere del nero · g8 cavallo del nero · h8 torre del nero · a7 pedone del nero · b7 pedone del nero · c7 pedone del nero · f7 pedone del nero · g7 pedone del nero · h7 pedone del nero · d6 pedone del nero · e5 cavallo del nero · c4 alfiere del bianco · e4 pedone del bianco · g4 alfiere del nero · c3 cavallo del bianco · f3 cavallo del bianco · a2 pedone del bianco · b2 pedone del bianco · f2 pedone del bianco · g2 pedone del bianco · h2 pedone del bianco · a1 torre del bianco · c1 alfiere del bianco · d1 donna del bianco · f1 torre del bianco · g1 re del bianco | 4 |
| 3 | a8 torre del nero · d8 donna del nero · e8 re del nero · f8 alfiere del nero · g8 cavallo del nero · h8 torre del nero · a7 pedone del nero · b7 pedone del nero · c7 pedone del nero · f7 pedone del nero · g7 pedone del nero · h7 pedone del nero · d6 pedone del nero · e5 cavallo del nero · c4 alfiere del bianco · e4 pedone del bianco · g4 alfiere del nero · c3 cavallo del bianco · f3 cavallo del bianco · a2 pedone del bianco · b2 pedone del bianco · f2 pedone del bianco · g2 pedone del bianco · h2 pedone del bianco · a1 torre del bianco · c1 alfiere del bianco · d1 donna del bianco · f1 torre del bianco · g1 re del bianco | a8 torre del nero · d8 donna del nero · e8 re del nero · f8 alfiere del nero · g8 cavallo del nero · h8 torre del nero · a7 pedone del nero · b7 pedone del nero · c7 pedone del nero · f7 pedone del nero · g7 pedone del nero · h7 pedone del nero · d6 pedone del nero · e5 cavallo del nero · c4 alfiere del bianco · e4 pedone del bianco · g4 alfiere del nero · c3 cavallo del bianco · f3 cavallo del bianco · a2 pedone del bianco · b2 pedone del bianco · f2 pedone del bianco · g2 pedone del bianco · h2 pedone del bianco · a1 torre del bianco · c1 alfiere del bianco · d1 donna del bianco · f1 torre del bianco · g1 re del bianco | a8 torre del nero · d8 donna del nero · e8 re del nero · f8 alfiere del nero · g8 cavallo del nero · h8 torre del nero · a7 pedone del nero · b7 pedone del nero · c7 pedone del nero · f7 pedone del nero · g7 pedone del nero · h7 pedone del nero · d6 pedone del nero · e5 cavallo del nero · c4 alfiere del bianco · e4 pedone del bianco · g4 alfiere del nero · c3 cavallo del bianco · f3 cavallo del bianco · a2 pedone del bianco · b2 pedone del bianco · f2 pedone del bianco · g2 pedone del bianco · h2 pedone del bianco · a1 torre del bianco · c1 alfiere del bianco · d1 donna del bianco · f1 torre del bianco · g1 re del bianco | a8 torre del nero · d8 donna del nero · e8 re del nero · f8 alfiere del nero · g8 cavallo del nero · h8 torre del nero · a7 pedone del nero · b7 pedone del nero · c7 pedone del nero · f7 pedone del nero · g7 pedone del nero · h7 pedone del nero · d6 pedone del nero · e5 cavallo del nero · c4 alfiere del bianco · e4 pedone del bianco · g4 alfiere del nero · c3 cavallo del bianco · f3 cavallo del bianco · a2 pedone del bianco · b2 pedone del bianco · f2 pedone del bianco · g2 pedone del bianco · h2 pedone del bianco · a1 torre del bianco · c1 alfiere del bianco · d1 donna del bianco · f1 torre del bianco · g1 re del bianco | a8 torre del nero · d8 donna del nero · e8 re del nero · f8 alfiere del nero · g8 cavallo del nero · h8 torre del nero · a7 pedone del nero · b7 pedone del nero · c7 pedone del nero · f7 pedone del nero · g7 pedone del nero · h7 pedone del nero · d6 pedone del nero · e5 cavallo del nero · c4 alfiere del bianco · e4 pedone del bianco · g4 alfiere del nero · c3 cavallo del bianco · f3 cavallo del bianco · a2 pedone del bianco · b2 pedone del bianco · f2 pedone del bianco · g2 pedone del bianco · h2 pedone del bianco · a1 torre del bianco · c1 alfiere del bianco · d1 donna del bianco · f1 torre del bianco · g1 re del bianco | a8 torre del nero · d8 donna del nero · e8 re del nero · f8 alfiere del nero · g8 cavallo del nero · h8 torre del nero · a7 pedone del nero · b7 pedone del nero · c7 pedone del nero · f7 pedone del nero · g7 pedone del nero · h7 pedone del nero · d6 pedone del nero · e5 cavallo del nero · c4 alfiere del bianco · e4 pedone del bianco · g4 alfiere del nero · c3 cavallo del bianco · f3 cavallo del bianco · a2 pedone del bianco · b2 pedone del bianco · f2 pedone del bianco · g2 pedone del bianco · h2 pedone del bianco · a1 torre del bianco · c1 alfiere del bianco · d1 donna del bianco · f1 torre del bianco · g1 re del bianco | a8 torre del nero · d8 donna del nero · e8 re del nero · f8 alfiere del nero · g8 cavallo del nero · h8 torre del nero · a7 pedone del nero · b7 pedone del nero · c7 pedone del nero · f7 pedone del nero · g7 pedone del nero · h7 pedone del nero · d6 pedone del nero · e5 cavallo del nero · c4 alfiere del bianco · e4 pedone del bianco · g4 alfiere del nero · c3 cavallo del bianco · f3 cavallo del bianco · a2 pedone del bianco · b2 pedone del bianco · f2 pedone del bianco · g2 pedone del bianco · h2 pedone del bianco · a1 torre del bianco · c1 alfiere del bianco · d1 donna del bianco · f1 torre del bianco · g1 re del bianco | a8 torre del nero · d8 donna del nero · e8 re del nero · f8 alfiere del nero · g8 cavallo del nero · h8 torre del nero · a7 pedone del nero · b7 pedone del nero · c7 pedone del nero · f7 pedone del nero · g7 pedone del nero · h7 pedone del nero · d6 pedone del nero · e5 cavallo del nero · c4 alfiere del bianco · e4 pedone del bianco · g4 alfiere del nero · c3 cavallo del bianco · f3 cavallo del bianco · a2 pedone del bianco · b2 pedone del bianco · f2 pedone del bianco · g2 pedone del bianco · h2 pedone del bianco · a1 torre del bianco · c1 alfiere del bianco · d1 donna del bianco · f1 torre del bianco · g1 re del bianco | 3 |
| 2 | a8 torre del nero · d8 donna del nero · e8 re del nero · f8 alfiere del nero · g8 cavallo del nero · h8 torre del nero · a7 pedone del nero · b7 pedone del nero · c7 pedone del nero · f7 pedone del nero · g7 pedone del nero · h7 pedone del nero · d6 pedone del nero · e5 cavallo del nero · c4 alfiere del bianco · e4 pedone del bianco · g4 alfiere del nero · c3 cavallo del bianco · f3 cavallo del bianco · a2 pedone del bianco · b2 pedone del bianco · f2 pedone del bianco · g2 pedone del bianco · h2 pedone del bianco · a1 torre del bianco · c1 alfiere del bianco · d1 donna del bianco · f1 torre del bianco · g1 re del bianco | a8 torre del nero · d8 donna del nero · e8 re del nero · f8 alfiere del nero · g8 cavallo del nero · h8 torre del nero · a7 pedone del nero · b7 pedone del nero · c7 pedone del nero · f7 pedone del nero · g7 pedone del nero · h7 pedone del nero · d6 pedone del nero · e5 cavallo del nero · c4 alfiere del bianco · e4 pedone del bianco · g4 alfiere del nero · c3 cavallo del bianco · f3 cavallo del bianco · a2 pedone del bianco · b2 pedone del bianco · f2 pedone del bianco · g2 pedone del bianco · h2 pedone del bianco · a1 torre del bianco · c1 alfiere del bianco · d1 donna del bianco · f1 torre del bianco · g1 re del bianco | a8 torre del nero · d8 donna del nero · e8 re del nero · f8 alfiere del nero · g8 cavallo del nero · h8 torre del nero · a7 pedone del nero · b7 pedone del nero · c7 pedone del nero · f7 pedone del nero · g7 pedone del nero · h7 pedone del nero · d6 pedone del nero · e5 cavallo del nero · c4 alfiere del bianco · e4 pedone del bianco · g4 alfiere del nero · c3 cavallo del bianco · f3 cavallo del bianco · a2 pedone del bianco · b2 pedone del bianco · f2 pedone del bianco · g2 pedone del bianco · h2 pedone del bianco · a1 torre del bianco · c1 alfiere del bianco · d1 donna del bianco · f1 torre del bianco · g1 re del bianco | a8 torre del nero · d8 donna del nero · e8 re del nero · f8 alfiere del nero · g8 cavallo del nero · h8 torre del nero · a7 pedone del nero · b7 pedone del nero · c7 pedone del nero · f7 pedone del nero · g7 pedone del nero · h7 pedone del nero · d6 pedone del nero · e5 cavallo del nero · c4 alfiere del bianco · e4 pedone del bianco · g4 alfiere del nero · c3 cavallo del bianco · f3 cavallo del bianco · a2 pedone del bianco · b2 pedone del bianco · f2 pedone del bianco · g2 pedone del bianco · h2 pedone del bianco · a1 torre del bianco · c1 alfiere del bianco · d1 donna del bianco · f1 torre del bianco · g1 re del bianco | a8 torre del nero · d8 donna del nero · e8 re del nero · f8 alfiere del nero · g8 cavallo del nero · h8 torre del nero · a7 pedone del nero · b7 pedone del nero · c7 pedone del nero · f7 pedone del nero · g7 pedone del nero · h7 pedone del nero · d6 pedone del nero · e5 cavallo del nero · c4 alfiere del bianco · e4 pedone del bianco · g4 alfiere del nero · c3 cavallo del bianco · f3 cavallo del bianco · a2 pedone del bianco · b2 pedone del bianco · f2 pedone del bianco · g2 pedone del bianco · h2 pedone del bianco · a1 torre del bianco · c1 alfiere del bianco · d1 donna del bianco · f1 torre del bianco · g1 re del bianco | a8 torre del nero · d8 donna del nero · e8 re del nero · f8 alfiere del nero · g8 cavallo del nero · h8 torre del nero · a7 pedone del nero · b7 pedone del nero · c7 pedone del nero · f7 pedone del nero · g7 pedone del nero · h7 pedone del nero · d6 pedone del nero · e5 cavallo del nero · c4 alfiere del bianco · e4 pedone del bianco · g4 alfiere del nero · c3 cavallo del bianco · f3 cavallo del bianco · a2 pedone del bianco · b2 pedone del bianco · f2 pedone del bianco · g2 pedone del bianco · h2 pedone del bianco · a1 torre del bianco · c1 alfiere del bianco · d1 donna del bianco · f1 torre del bianco · g1 re del bianco | a8 torre del nero · d8 donna del nero · e8 re del nero · f8 alfiere del nero · g8 cavallo del nero · h8 torre del nero · a7 pedone del nero · b7 pedone del nero · c7 pedone del nero · f7 pedone del nero · g7 pedone del nero · h7 pedone del nero · d6 pedone del nero · e5 cavallo del nero · c4 alfiere del bianco · e4 pedone del bianco · g4 alfiere del nero · c3 cavallo del bianco · f3 cavallo del bianco · a2 pedone del bianco · b2 pedone del bianco · f2 pedone del bianco · g2 pedone del bianco · h2 pedone del bianco · a1 torre del bianco · c1 alfiere del bianco · d1 donna del bianco · f1 torre del bianco · g1 re del bianco | a8 torre del nero · d8 donna del nero · e8 re del nero · f8 alfiere del nero · g8 cavallo del nero · h8 torre del nero · a7 pedone del nero · b7 pedone del nero · c7 pedone del nero · f7 pedone del nero · g7 pedone del nero · h7 pedone del nero · d6 pedone del nero · e5 cavallo del nero · c4 alfiere del bianco · e4 pedone del bianco · g4 alfiere del nero · c3 cavallo del bianco · f3 cavallo del bianco · a2 pedone del bianco · b2 pedone del bianco · f2 pedone del bianco · g2 pedone del bianco · h2 pedone del bianco · a1 torre del bianco · c1 alfiere del bianco · d1 donna del bianco · f1 torre del bianco · g1 re del bianco | 2 |
| 1 | a8 torre del nero · d8 donna del nero · e8 re del nero · f8 alfiere del nero · g8 cavallo del nero · h8 torre del nero · a7 pedone del nero · b7 pedone del nero · c7 pedone del nero · f7 pedone del nero · g7 pedone del nero · h7 pedone del nero · d6 pedone del nero · e5 cavallo del nero · c4 alfiere del bianco · e4 pedone del bianco · g4 alfiere del nero · c3 cavallo del bianco · f3 cavallo del bianco · a2 pedone del bianco · b2 pedone del bianco · f2 pedone del bianco · g2 pedone del bianco · h2 pedone del bianco · a1 torre del bianco · c1 alfiere del bianco · d1 donna del bianco · f1 torre del bianco · g1 re del bianco | a8 torre del nero · d8 donna del nero · e8 re del nero · f8 alfiere del nero · g8 cavallo del nero · h8 torre del nero · a7 pedone del nero · b7 pedone del nero · c7 pedone del nero · f7 pedone del nero · g7 pedone del nero · h7 pedone del nero · d6 pedone del nero · e5 cavallo del nero · c4 alfiere del bianco · e4 pedone del bianco · g4 alfiere del nero · c3 cavallo del bianco · f3 cavallo del bianco · a2 pedone del bianco · b2 pedone del bianco · f2 pedone del bianco · g2 pedone del bianco · h2 pedone del bianco · a1 torre del bianco · c1 alfiere del bianco · d1 donna del bianco · f1 torre del bianco · g1 re del bianco | a8 torre del nero · d8 donna del nero · e8 re del nero · f8 alfiere del nero · g8 cavallo del nero · h8 torre del nero · a7 pedone del nero · b7 pedone del nero · c7 pedone del nero · f7 pedone del nero · g7 pedone del nero · h7 pedone del nero · d6 pedone del nero · e5 cavallo del nero · c4 alfiere del bianco · e4 pedone del bianco · g4 alfiere del nero · c3 cavallo del bianco · f3 cavallo del bianco · a2 pedone del bianco · b2 pedone del bianco · f2 pedone del bianco · g2 pedone del bianco · h2 pedone del bianco · a1 torre del bianco · c1 alfiere del bianco · d1 donna del bianco · f1 torre del bianco · g1 re del bianco | a8 torre del nero · d8 donna del nero · e8 re del nero · f8 alfiere del nero · g8 cavallo del nero · h8 torre del nero · a7 pedone del nero · b7 pedone del nero · c7 pedone del nero · f7 pedone del nero · g7 pedone del nero · h7 pedone del nero · d6 pedone del nero · e5 cavallo del nero · c4 alfiere del bianco · e4 pedone del bianco · g4 alfiere del nero · c3 cavallo del bianco · f3 cavallo del bianco · a2 pedone del bianco · b2 pedone del bianco · f2 pedone del bianco · g2 pedone del bianco · h2 pedone del bianco · a1 torre del bianco · c1 alfiere del bianco · d1 donna del bianco · f1 torre del bianco · g1 re del bianco | a8 torre del nero · d8 donna del nero · e8 re del nero · f8 alfiere del nero · g8 cavallo del nero · h8 torre del nero · a7 pedone del nero · b7 pedone del nero · c7 pedone del nero · f7 pedone del nero · g7 pedone del nero · h7 pedone del nero · d6 pedone del nero · e5 cavallo del nero · c4 alfiere del bianco · e4 pedone del bianco · g4 alfiere del nero · c3 cavallo del bianco · f3 cavallo del bianco · a2 pedone del bianco · b2 pedone del bianco · f2 pedone del bianco · g2 pedone del bianco · h2 pedone del bianco · a1 torre del bianco · c1 alfiere del bianco · d1 donna del bianco · f1 torre del bianco · g1 re del bianco | a8 torre del nero · d8 donna del nero · e8 re del nero · f8 alfiere del nero · g8 cavallo del nero · h8 torre del nero · a7 pedone del nero · b7 pedone del nero · c7 pedone del nero · f7 pedone del nero · g7 pedone del nero · h7 pedone del nero · d6 pedone del nero · e5 cavallo del nero · c4 alfiere del bianco · e4 pedone del bianco · g4 alfiere del nero · c3 cavallo del bianco · f3 cavallo del bianco · a2 pedone del bianco · b2 pedone del bianco · f2 pedone del bianco · g2 pedone del bianco · h2 pedone del bianco · a1 torre del bianco · c1 alfiere del bianco · d1 donna del bianco · f1 torre del bianco · g1 re del bianco | a8 torre del nero · d8 donna del nero · e8 re del nero · f8 alfiere del nero · g8 cavallo del nero · h8 torre del nero · a7 pedone del nero · b7 pedone del nero · c7 pedone del nero · f7 pedone del nero · g7 pedone del nero · h7 pedone del nero · d6 pedone del nero · e5 cavallo del nero · c4 alfiere del bianco · e4 pedone del bianco · g4 alfiere del nero · c3 cavallo del bianco · f3 cavallo del bianco · a2 pedone del bianco · b2 pedone del bianco · f2 pedone del bianco · g2 pedone del bianco · h2 pedone del bianco · a1 torre del bianco · c1 alfiere del bianco · d1 donna del bianco · f1 torre del bianco · g1 re del bianco | a8 torre del nero · d8 donna del nero · e8 re del nero · f8 alfiere del nero · g8 cavallo del nero · h8 torre del nero · a7 pedone del nero · b7 pedone del nero · c7 pedone del nero · f7 pedone del nero · g7 pedone del nero · h7 pedone del nero · d6 pedone del nero · e5 cavallo del nero · c4 alfiere del bianco · e4 pedone del bianco · g4 alfiere del nero · c3 cavallo del bianco · f3 cavallo del bianco · a2 pedone del bianco · b2 pedone del bianco · f2 pedone del bianco · g2 pedone del bianco · h2 pedone del bianco · a1 torre del bianco · c1 alfiere del bianco · d1 donna del bianco · f1 torre del bianco · g1 re del bianco | 1 |
|   | a | b | c | d | e | f | g | h |   |